# Tây Ban Nha
Tây Ban Nha (tiếng Tây Ban Nha: España [esˈpaɲa] ⓘ), tên gọi chính thức là Vương quốc Tây Ban Nha (tiếng Tây Ban Nha: Reino de España), là một quốc gia có chủ quyền với lãnh thổ chủ yếu nằm trên bán đảo Iberia tại phía Tây Nam châu Âu. Phần đại lục của Tây Ban Nha giáp với Địa Trung Hải về phía Đông và phía Nam, giáp với vịnh Biscay cùng Pháp và Andorra về phía Bắc và Đông Bắc; còn phía Tây và Tây Bắc giáp với Bồ Đào Nha và Đại Tây Dương. Tây Ban Nha có biên giới với Maroc thông qua các lãnh thổ nhỏ của nước này trên lục địa châu Phi, khoảng 5% dân số Tây Ban Nha sống tại các lãnh thổ thuộc châu Phi của nước này, hầu hết tập trung tại quần đảo Canaria. Với khoảng Tây Ban Nha có diện tích 505.990 km², là quốc gia rộng lớn nhất vùng Nam Âu, đứng thứ nhì tại Tây Âu và Liên minh châu Âu (EU). Với dân số vào khoảng hơn 49 triệu người (ước tính trong năm 2024), Tây Ban Nha là quốc gia đông dân thứ 6 tại châu Âu, và đứng thứ 3 trong Liên minh châu Âu. Thủ đô và thành phố lớn nhất của Tây Ban Nha là Madrid; các khu vực đô thị lớn khác gồm: Barcelona, Valencia, Sevilla, Bilbao và Málaga.
Những cư dân Tây Ban Nha bắt đầu di cư đến bán đảo Iberia vào khoảng 35.000 năm trước. Nền văn hoá Iberia cùng các khu định cư cổ đại của người Phoenicia, Hy Lạp và Carthage phát triển thịnh vượng trên bán đảo cho đến khi khu vực nằm dưới quyền cai trị của Đế quốc La Mã (Roma) vào khoảng năm 200 TCN, khu vực sau đó được đặt tên là Hispania. Trong thời trung cổ, Hispania bị các bộ lạc người German chinh phục, kế tiếp là người Moor. Tây Ban Nha trở thành một quốc gia thống nhất vào thế kỷ XV, sau khi liên minh giữa các chế độ quân chủ Công giáo hoàn thành công cuộc tái chinh phục lãnh thổ từ người Moor vào năm 1492. Trong giai đoạn cận đại, Tây Ban Nha trở thành một trong những đế quốc thực dân, cường quốc hàng hải cũng như cường quốc quân sự quy mô toàn cầu đầu tiên trên thế giới. Đế quốc Tây Ban Nha đã để lại tầm ảnh hưởng cũng như di sản khổng lồ cho nhiều quốc gia hiện đại ngày nay trong nhiều lĩnh vực, tiêu biểu như: văn hoá, ngôn ngữ, hàng hải,... đặc biệt là về chủng tộc - với trên 500 triệu người có nguồn gốc cũng như nói tiếng Tây Ban Nha trên toàn thế giới - trải dài từ châu Mỹ sang châu Á.
Tây Ban Nha hiện nay là một quốc gia Quân chủ lập hiến và Dân chủ nghị viện. Quốc vương là Felipe VI, ông đăng quang vào năm 2013. Tây Ban Nha là một cường quốc và một quốc gia công nghiệp phát triển, có nền kinh tế lớn thứ 14 trên thế giới theo GDP danh nghĩa hoặc lớn thứ 16 tính theo sức mua tương đương, chỉ số phát triển con người (HDI) đạt mức rất cao, tổng giá trị thương hiệu quốc gia đứng thứ 11 toàn cầu trong năm 2020. Tây Ban Nha là một thành viên của Liên Hợp Quốc, Liên minh châu Âu, Khu vực đồng Euro, Câu lạc bộ Paris, Tổ chức các quốc gia Iberia-châu Mỹ, NATO, OECD, WTO cùng nhiều tổ chức quốc tế lớn khác. Tây Ban Nha cũng là khách mời thường trực của hội nghị thượng đỉnh G-20.

## Từ nguyên
Không rõ về nguồn gốc của tên gọi La Mã Hispania do thiếu bằng chứng, tên gọi này được chuyển hoá thành España hiện nay. Tuy nhiên, có ghi chép rằng người Phoenicia và Carthago dùng Spania để chỉ khu vực, do vậy nguồn gốc được chấp thuận phổ biến nhất là từ tiếng Semit-Phoenicia.
Tên gọi trong tiếng Việt của Tây Ban Nha bắt nguồn từ tiếng Trung Quốc. Từ quốc hiệu "España", người Trung Quốc bỏ chữ E đi, còn lại "spaña" được phiên âm bằng tiếng Trung là "Xī bān yá" và viết bằng chữ Hán là "西班牙" (Tây Ban Nha). Tại Việt Nam thời nhà Nguyễn, Tây Ban Nha còn được gọi là Y Pha Nho (chữ Hán: 衣坡儒). Đại Nam thực lục thì gọi là Pha Nha (chữ Hán: 玻玡).

## Lịch sử

### Tiền La Mã

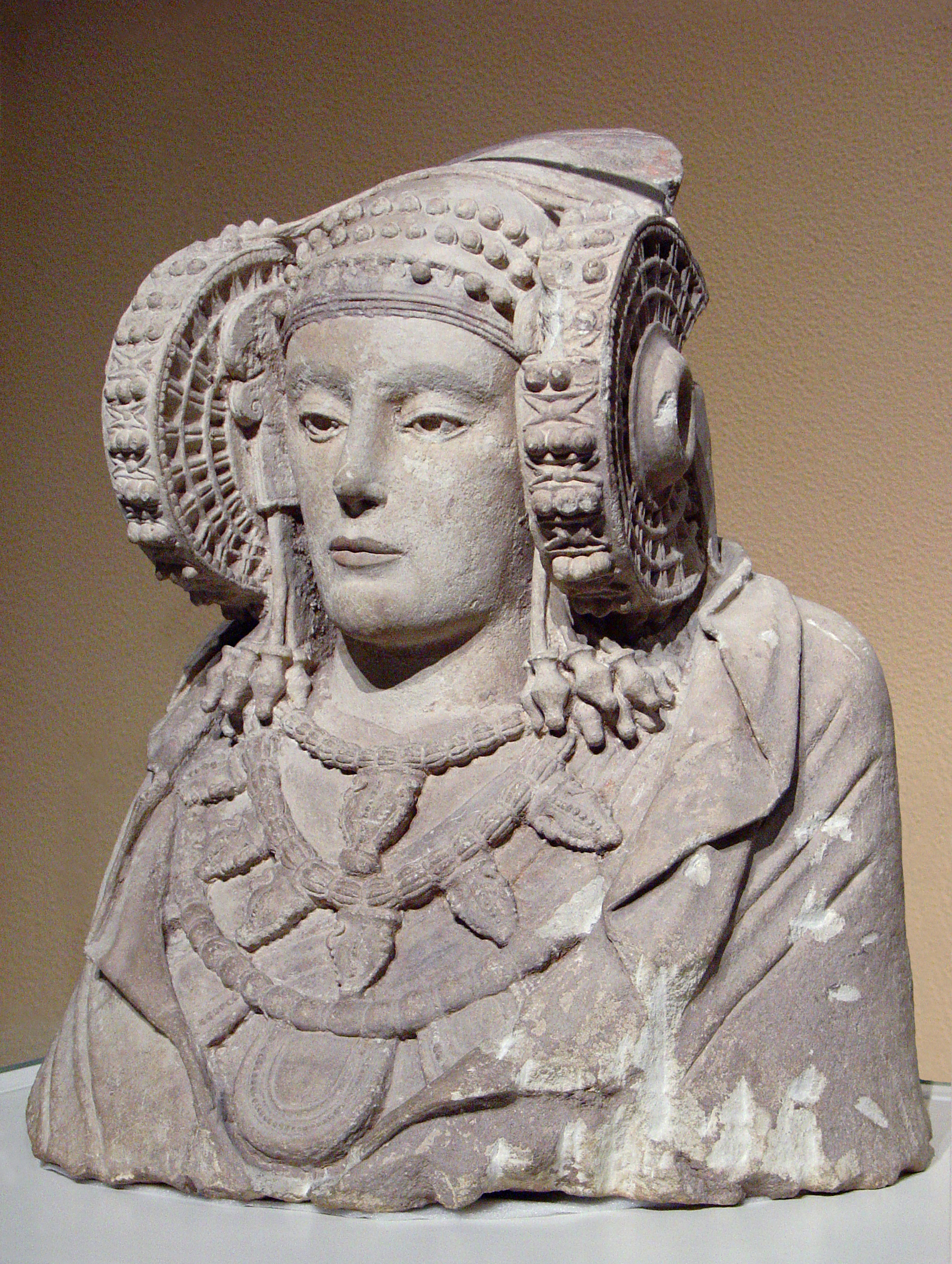
Tượng bán thân "Quý bà Elche", khai quật tại Cộng đồng Valencia, có niên đại từ thế kỷ IV TCN, chịu ảnh hưởng mạnh từ Hy Lạp.

Nghiên cứu khảo cổ học tại Atapuerca cho thấy bán đảo Iberia có Họ Người cư trú từ 1,2 triệu năm trước. Trong các hoá thạch Atapuerca, phát hiện được Tông Người sớm nhất được biết đến tại châu Âu, đó là Homo antecessor. Người tinh khôn lần đầu đến Iberia từ phía Bắc bằng đường bộ, vào khoảng 35.000 năm trước. Các đồ tạo tác được biết đến nhiều nhất trong các khu định cư của người tiền sử là các bức hoạ nổi tiếng trong hang Altamira tại Cantabria thuộc miền bắc Iberia, chúng được người Cro-Magnon tạo ra từ 35.600 đến 13.500 TCN. Bằng chứng khảo cổ và di truyền cho thấy rằng bán đảo Iberia giữ vai trò là một trong vài xứ lánh nạn chính, từ đây con người khôi phục cư trú tại miền bắc châu Âu sau khi kết thúc kỷ băng hà cuối.
Các nhóm cư dân lớn nhất cư trú tại bán đảo Iberia trước khi người La Mã đến chinh phục là người Iberia và người Celt. Người Iberia sinh sống ở khu vực ven Địa Trung Hải của bán đảo, từ đông bắc đến đông nam. Người Celt cư trú trên phần lớn khu vực nội địa và ven Đại Tây Dương của bán đảo, từ Tây Bắc đến Tây Nam. Người Basque chiếm giữ phần phía Tây của dãy núi Pyrénées/Pirineos và các vùng lân cận, văn hoá Tartessos chịu ảnh hưởng của Phoenicia hưng thịnh tại phía Tây Nam, còn người Lusitania và người Vettones chiếm giữ các khu vực tại trung Tây. Một số thành phố được người Phoenicia thành lập dọc bờ biển, và người Hy Lạp lập ra các các tiền đồn mậu dịch cùng thuộc địa của họ tại phía Đông Bắc. Cuối cùng, người Carthago gốc Phoenicia bành trướng đến nội lục, chinh phục khoảng hơn một nửa Tây Ban Nha hiện nay.

### Đế quốc La Mã và Vương quốc Goth

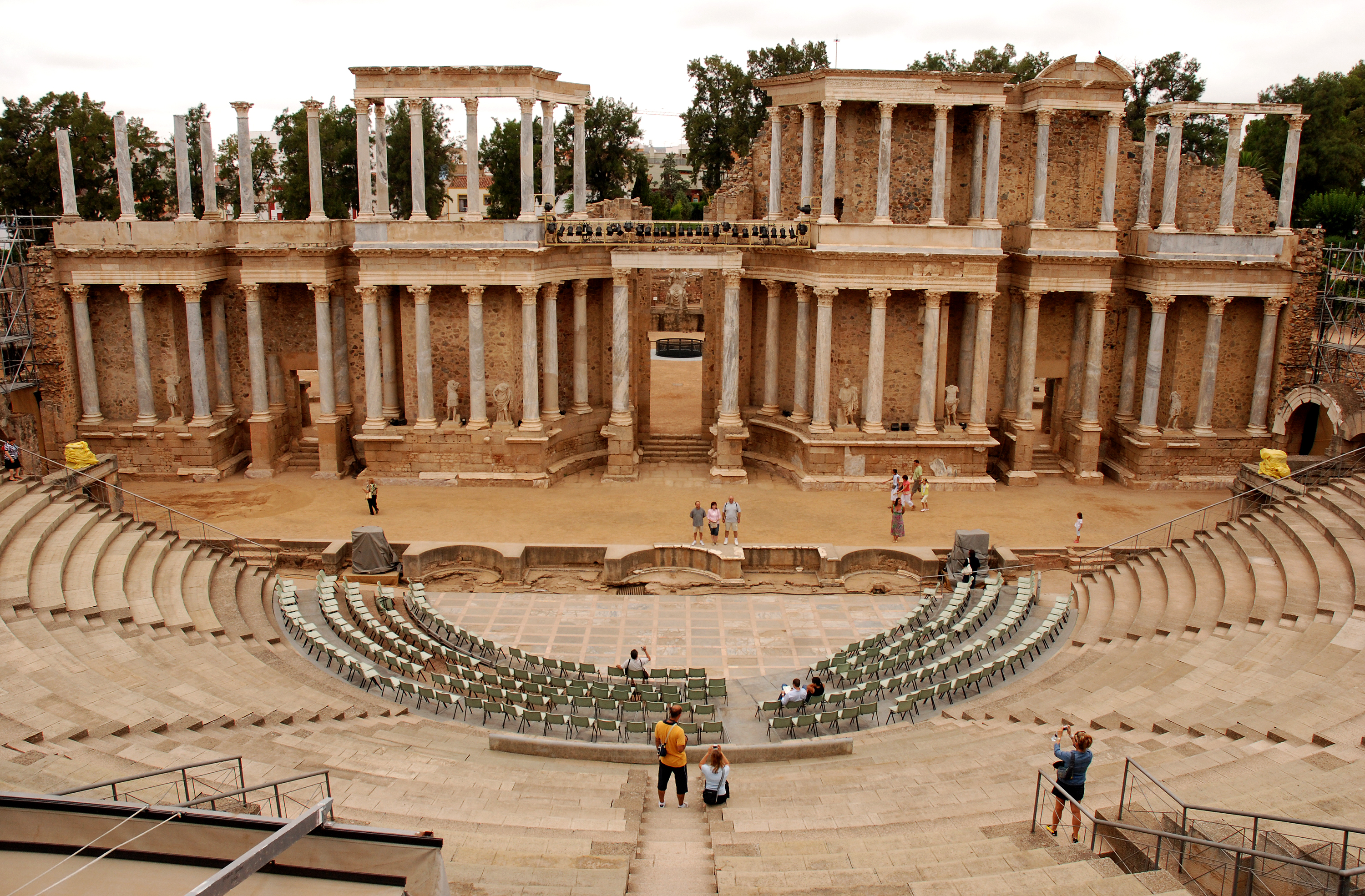
Nhà hát La Mã tại Mérida

Trong Chiến tranh Punic lần thứ hai, vào giai đoạn khoảng từ giữa năm 210 đến năm 205 TCN, Cộng hòa La Mã (Roma) trong quá trình bành trướng đã chiếm được các thuộc địa mậu dịch của người Carthago dọc bờ biển Địa Trung Hải. Mặc dù người La Mã mất gần hai thế kỷ để chinh phục hoàn toàn bán đảo Iberia, song họ duy trì quyền kiểm soát nơi đây trong sáu thế kỷ. Sự cai trị của người La Mã còn đi kèm với pháp luật, ngôn ngữ và đường La Mã.
Các nền văn hoá của người Celt và người Iberia dần bị La Mã hoá (Latinh hoá) ở các mức độ khác nhau tuỳ theo từng vùng của Hispania, còn các thủ lĩnh địa phương được tiếp nhận vào tầng lớp quý tộc La Mã. Hispania giữ vai trò là vựa lúa cho thị trường La Mã, và các cảng tại đây xuất khẩu vàng, len, dầu ô liu và rượu vang. Sản phẩm nông nghiệp gia tăng khi thực hiện các kế hoạch tưới tiêu, một vài trong số đó vẫn còn lại đến ngày nay. Các hoàng đế Hadrianus, Traianus, Theodosius I, và triết gia Seneca sinh ra tại Hispania. Cơ Đốc giáo được truyền bá tới Hispania vào thế kỷ I và trở nên phổ biến tại các thành phố trong thế kỷ II. Hầu hết ngôn ngữ và tôn giáo hiện tại của Tây Ban Nha, và cơ sở luật pháp, chính là bắt nguồn từ giai đoạn này.
Quyền lực của Đế quốc Tây La Mã suy yếu tại Hispania từ năm 409, khi các bộ lạc German là Suebi và Vandal, cùng với người Alan thuộc nhóm Sarmatia tiến vào bán đảo theo lời mời từ một vị vua tiếm vị của La Mã. Các bộ lạc này vượt sông Rhine vào đầu năm 407 và cướp phá Gallia (Pháp). Người Suebi lập ra một vương quốc tại Galicia và miền bắc Bồ Đào Nha hiện nay, còn người Vandal thiết lập chỗ đứng tại miền nam Tây Ban Nha đến năm 420 trước khi vượt sang Bắc Phi vào năm 429 và chiếm Carthago vào năm 439. Do sự tan rã của đế quốc Tây La Mã, cơ sở xã hội và kinh tế trở nên giản đơn hoá, song ngay cả khi thay đổi hình thức thì các chế độ kế tục vẫn duy trì nhiều thể chế và pháp luật của La Mã, như Cơ Đốc giáo và đồng hoá vào văn hoá La Mã đang tiến hoá.
Người Đông La Mã (Byzantine) thiết lập một tỉnh phía tây gọi là Spania nằm ở phía nam bán đảo với ý định khôi phục lại quyền thống trị La Mã trên khắp Iberia. Tuy nhiên, cuối cùng Hispania lại được thống nhất dưới quyền cai trị của người Visigoth.
Tổng giám mục Sevilla là Isidoro sinh tại Murcia, ông là một giáo sĩ và triết gia có ảnh hưởng và có nhiều nghiên cứu vào thời Trung cổ tại châu Âu. Các học thuyết của ông cũng có vai trò quan trọng trong việc cải đạo Vương quốc Visigoth từ một lãnh địa của giáo phái Aria sang một lãnh địa Công giáo tại Công đồng Toledo. Vương quốc của người Goth (thuộc nhóm German) này là vương quốc Cơ Đốc giáo độc lập đầu tiên cai trị trên bán đảo Iberia, và trong Reconquista thế kỷ XV, tên gọi này được dùng để nói về những vương quốc khác nhau chiến đấu chống lại quyền cai trị của người Hồi giáo.

### Thời kỳ Hồi giáo

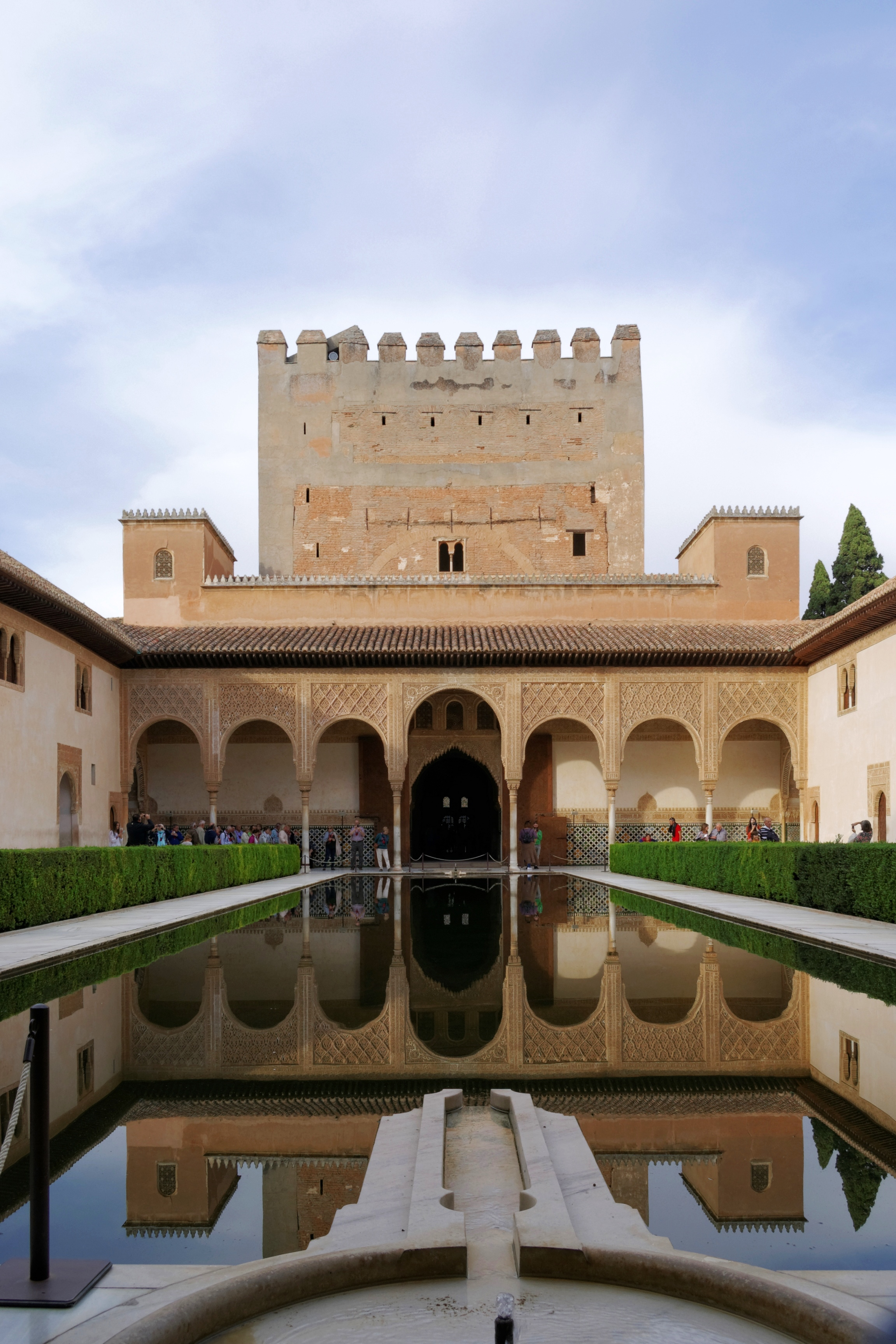
Cung điện Alhambra tại Granada được xây dựng vào Thời kỳ Hồi giáo tại Tây Ban Nha

Trong thế kỷ VIII, gần như toàn bộ bán đảo Iberia bị chinh phục (711–718) bởi một đội quân gồm phần lớn là người Hồi giáo Moor từ Bắc Phi. Cuộc chinh phục nằm trong tiến trình bành trướng của Đế quốc Umayyad. Chỉ còn một khu vực nhỏ tại phần tây bắc nhiều núi của bán đảo tìm được cách kháng cự cuộc xâm lăng ban đầu này. Theo luật Hồi giáo, các tín đồ Cơ Đốc giáo và Do Thái giáo được cấp vị thế lệ thuộc dhimmi. Vị thế này cho phép họ hành lễ tôn giáo của mình với tư cách Dân tộc của Sách song bị yêu cầu trả một khoản thuế đặc biệt, và có các quyền lợi pháp lý và xã hội thấp hơn người Hồi giáo. Việc cải đạo sang Hồi giáo diễn ra với tốc độ ngày càng nhanh, muladíes (người Hồi giáo gốc Iberia) được cho là chiếm đa số dân số Al-Andalus vào cuối thế kỷ X.
Cộng đồng Hồi giáo trên bán đảo Iberia cũng đa dạng và có xung đột xã hội trong nội bộ. Người Berber đến từ Bắc Phi đóng góp phần lớn cho đội quân xâm lăng, họ xung đột với tầng lớp thủ lĩnh người Ả Rập đến từ Trung Đông. Thời gian trôi qua, các cộng đồng Moor quy mô lớn được thành lập, đặc biệt là tại thung lũng sông Guadalquivir, đồng bằng ven biển Valencia, thung lũng sông Ebro và (về phía cuối giai đoạn) vùng núi của Granada.
Córdoba là thủ đô của quốc gia Hồi giáo Al-Andalus từ thời Abd-ar-Rahman III, đây là thành phố lớn nhất, giàu có nhất và tinh tế nhất Tây Âu đương thời. Trao đổi mậu dịch và văn hoá Địa Trung Hải phát triển mạnh. Người Hồi giáo đưa đến truyền thống tri thức phong phú từ Trung Đông và Bắc Phi. Các học giả Hồi giáo và Do Thái giáo giữ một vai trò quan trọng trong phục hồi và truyền bá Hy Lạp học tại Tây Âu. Một số triết gia quan trọng trong thời kỳ này là Averroes, Ibn Arabi và Maimonides. Văn hoá La Mã hoá của bán đảo Iberia tương tác với văn hoá Hồi giáo và Do Thái giáo theo các cách thức phức tạp, tạo cho khu vực một nền văn hoá đặc trưng. Đại đa số cư dân sống bên ngoài các thành phố, tại đây hệ thống sở hữu đất đai từ thời La Mã phần lớn vẫn được duy trì vì các thủ lĩnh Hồi giáo hiếm khi tước quyền sở hữu của địa chủ, và họ đưa đến các cây trồng và kỹ thuật mới khiến nông nghiệp được phát triển.
Trong thế kỷ XI, vùng đất của người Hồi giáo bị tan vỡ thành các vương quốc Taifa kình địch, tạo điều kiện cho các nhà nước Cơ Đốc giáo nhỏ có cơ hội mở rộng lãnh thổ thêm rất nhiều. Các phái cai trị Hồi giáo từ Bắc Phi là Al-Murabitun và Al-Muwaḥḥidun (trung tâm tại Maroc) sau đó đã phục hồi thống nhất trong các vùng đất của người Hồi giáo. Hồi giáo được áp dụng nghiêm ngặt và ít khoan dung hơn, người Hồi giáo có một giai đoạn hồi sinh thịnh vượng. Nhà nước Hồi giáo tái thống nhất này trải qua hơn một thế kỷ thành công, phần nào làm đảo ngược bước tiến của Cơ Đốc giáo.

### Đế chế Hồi giáo sụp đổ, Tây Ban Nha thống nhất

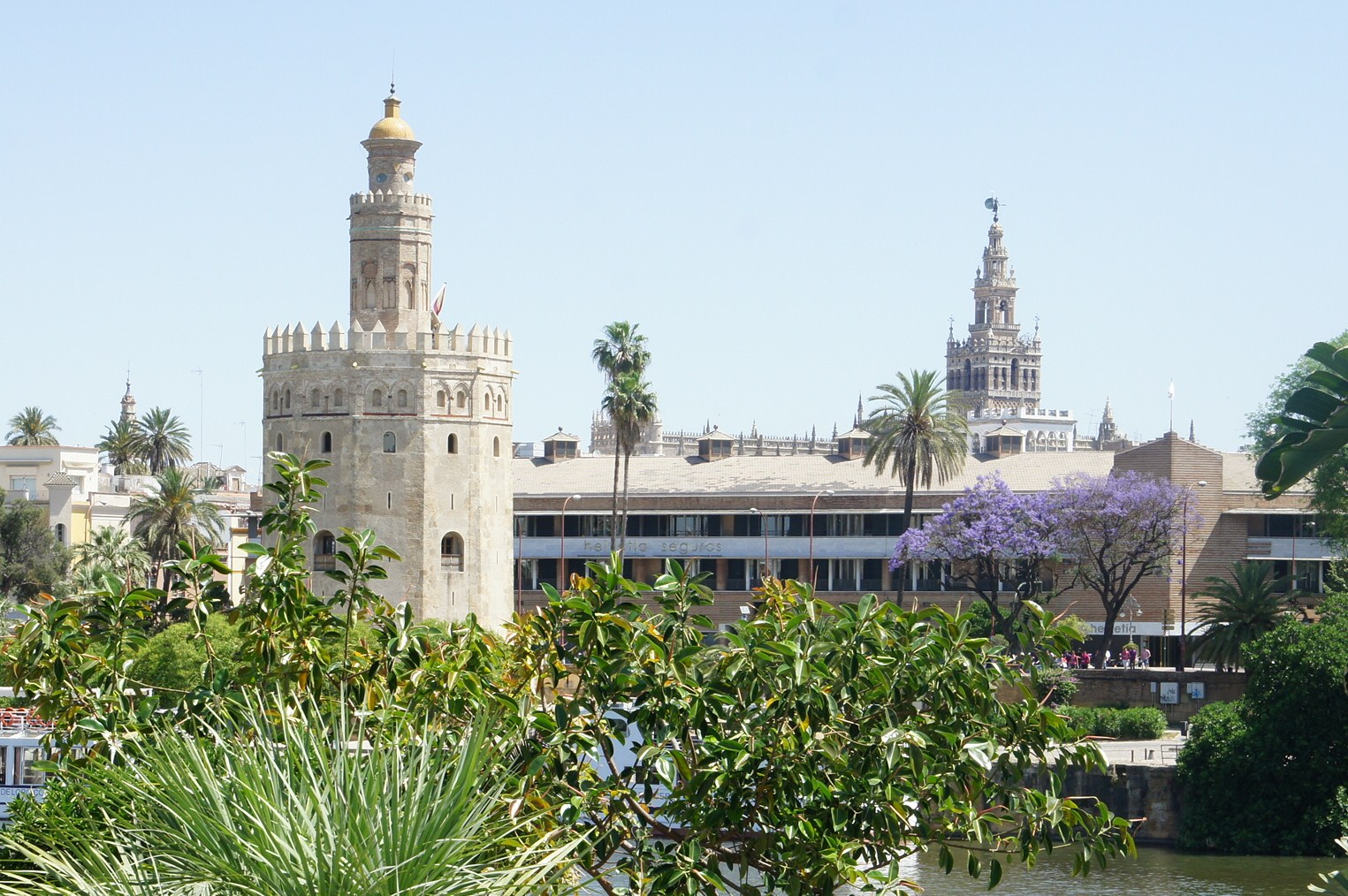
Nhà Al-Muwaḥḥidun chuyển thủ đô của Al-Andalus đến Sevilla.

Reconquista (tái chinh phục) là giai đoạn kéo dài nhiều thế kỷ khi quyền cai trị của người Cơ Đốc giáo được tái lập trên bán đảo Iberia. Reconquista được nhìn nhận là bắt đầu từ trận Covadonga với phần thắng của Don Pelayo vào năm 722, và diễn ra đồng thời với giai đoạn người Hồi giáo cai trị bán đảo. Thắng lợi của đội quân Cơ Đốc giáo trước lực lượng Hồi giáo dẫn đến thành lập Vương quốc Asturias theo Cơ Đốc giáo dọc theo dãy núi duyên hải tây bắc. Đến năm 739, quân Hồi giáo bị đẩy khỏi Galicia, khu vực này cuối cùng sở hữu một trong các địa điểm linh thiêng nhất châu Âu thời Trung cổ là Santiago de Compostela, và được hợp nhất vào vương quốc Cơ Đốc giáo mới. Vương quốc León (hậu thân của Asturias) là vương quốc Cơ Đốc giáo mạnh nhất trong nhiều thế kỷ. Đến năm 1188, phiên họp nghị viện hiện đại đầu tiên tại châu Âu diễn ra tại León (Cortes de León). Vương quốc Castilla được thành lập từ lãnh thổ Léon, tiếp tục là vương quốc mạnh nhất. Các quốc vương và giới quý tộc đấu tranh vì quyền lực và ảnh hưởng trong giai đoạn này. Quân chủ muốn có ảnh hưởng chính trị như các hoàng đế La Mã xưa kia, còn giới quý tộc muốn hưởng lợi từ chế độ phong kiến phân quyền.

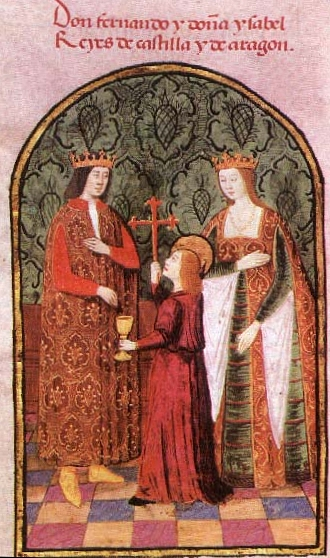
Cuộc hôn nhân giữa Fernando II của Aragón và Isabel I của Castilla vào năm 1469 tạo cơ sở để thống nhất Tây Ban Nha

Các đội quân Hồi giáo cũng di chuyển về phía bắc Pyrénées song họ thất bại trước quân Frank trong trận Poitiers, Frankia và bị đẩy khỏi vùng cực nam của Pháp vào thập niên 760. Sau đó, quân Frank thiết lập các quốc gia Cơ Đốc giáo trên sườn nam của dãy Pyrénées. Các khu vực này phát triển thành các vương quốc Navarra và Aragón. Trong vài thế kỷ, biên giới thay đổi thất thường giữa các khu vực kiểm soát của người Hồi giáo và Cơ Đốc giáo tại Iberia, dọc các thung lung lũng sông Ebro và Douro. Bá quốc Barcelona và Vương quốc Aragón tham gia một liên minh triều đại, giành được lãnh thổ và quyền lực tại Địa Trung Hải. Năm 1229, đảo Majorca bị chinh phục, tiếp đến là Valencia vào năm 1238.
Sự kiện Al-Andalus tan rã thành các vương quốc taifa ganh đua nhau giúp cho các vương quốc Cơ Đốc giáo tại Iberia giành thế chủ động. Thành phố trung tâm chiến lược Toledo bị chiếm vào năm 1085, đánh dấu một chuyển biến quan trọng về cân bằng quyền lực sang hướng có lợi cho các vương quốc Cơ Đốc giáo. Sau một giai đoạn người Hồi giáo khôi phục mạnh mẽ trong thế kỷ XII, thì sang thế kỷ XIII các thành trì lớn của người Moor tại phía nam thất thủ trước quân Cơ Đốc giáo, Córdoba vào năm 1236 và Sevilla vào năm 1248. Trong các thế kỷ XIII và XIV, triều đại Al Mariniyun của Maroc xâm chiếm và thành lập một số lãnh thổ biệt lập trên bờ biển miền nam, song thất bại trong nỗ lực tái lập quyền cai trị của Bắc Phi tại Iberia và nhanh chóng bị đẩy lui. Sau 800 năm người Hồi giáo hiện diện tại Tây Ban Nha, nó kết thúc cùng sultan nhà Nasr cuối cùng của Granada, quốc gia triều cống này cuối cùng đầu hàng vào năm 1492 trước các quân chủ Cơ Đốc giáo là Nữ vương Isabel I của Castilla và Quốc vương Fernando II của Aragón.
Từ giữa thế kỷ XIII, văn học và triết học bắt đầu phát triển mạnh trở lại tại các vương quốc Cơ Đốc giáo trên bán đảo, dựa theo các truyền thống La Mã và Goth. Một triết gia quan trọng từ thời kỳ này là Ramon Llull. Quốc vương Alfonso X của Castilla tập trung vào củng cố quá khứ La Mã và Goth này, và đồng thời liên kết các vương quốc Cơ Đốc giáo Iberia với phần còn lại của thế giới Cơ Đốc giáo châu Âu thời Trung cổ. Trường phái dịch giả Toledo gồm nhóm học giả làm việc cùng nhau tại thành phố Toledo trong các thế kỷ XII và XIII, họ dịch nhiều tác phẩm triết học và khoa học từ tiếng Ả Rập cổ điển, tiếng Hy Lạp cổ đại và tiếng Hebrew cổ đại. Việc truyền lại các tác phẩm kinh điển là đóng góp chính của người Hồi giáo cho châu Âu thời Trung cổ. Tiếng Castilla tiến hoá từ tiếng Latinh bình dân giống như các ngôn ngữ Roman khác tại Tây Ban Nha, nó trở thành ngôn ngữ quốc gia và ngôn ngữ chung của Tây Ban Nha.
Trong thế kỷ XIII, Vương quốc Liên hiệp Aragón có trung tâm tại đông bắc Tây Ban Nha đã bành trướng đến các đảo tại Địa Trung Hải, như Sicilia và thậm chí là đến Athens. Trong khoảng thời gian này, các trường đại học Palencia (1212/1263) và Salamanca (1218/1254) được thành lập. Đại dịch Cái chết đen 1348-1349 tàn phá Tây Ban Nha.

### Thời kỳ đế quốc
Năm 1469, các vương quốc liên hiệp Cơ Đốc giáo là Castilla và Aragón được thống nhất nhờ cuộc hôn nhân giữa Isabel I của Castilla và Ferrando II của Aragón. Năm 1478, Tây Ban Nha hoàn thành chinh phục quần đảo Canaria và đến năm 1492, liên quân Castilla và Aragón chiếm được Tiểu vương quốc Granada từ Muhammad XII, kết thúc tàn dư cuối cùng của thời kỳ 781 năm người Hồi giáo cai trị Iberia. Trong cùng năm, người Do Thái Tây Ban Nha nhận lệnh cải đạo sang Công giáo La Mã hoặc phải đối diện với trục xuất, đó là thời kỳ Toà án dị giáo Tây Ban Nha. Hiệp định Granada đảm bảo khoan dung tôn giáo đối với người Hồi giáo, trong vài năm trước khi Hồi giáo bị đặt ra ngoài vòng pháp luật vào năm 1502 tại Castilla vào năm 1527 tại Aragón, khiến các tín đồ Hồi giáo tại Tây Ban Nha trở thành người Morisco theo Cơ Đốc giáo trên danh nghĩa. Một vài thập niên sau cuộc nổi dậy của người Morisco tại Granada vào năm 1568-1571, một phần đáng kể các cựu tín đồ Hồi giáo tại Tây Ban Nha bị trục xuất, họ chủ yếu định cư tại Bắc Phi
Cũng trong năm 1492, Cristoforo Colombo đến được Tân Thế giới trong một hành trình do Isabella tài trợ. Hành trình đầu tiên của Colombo vượt Đại Tây Dương và đến được quần đảo Caribe, bắt đầu thời kỳ người châu Âu khám phá và chinh phục châu Mỹ. Quá trình thuộc địa hoá châu Mỹ bắt đầu, với các conquistador (nhà chinh phục) như Hernán Cortés và Francisco Pizarro. Hôn nhân dị chủng diễn ra giữa người bản địa và Tây Ban Nha, điều tương tự diễn ra trong văn hoá.

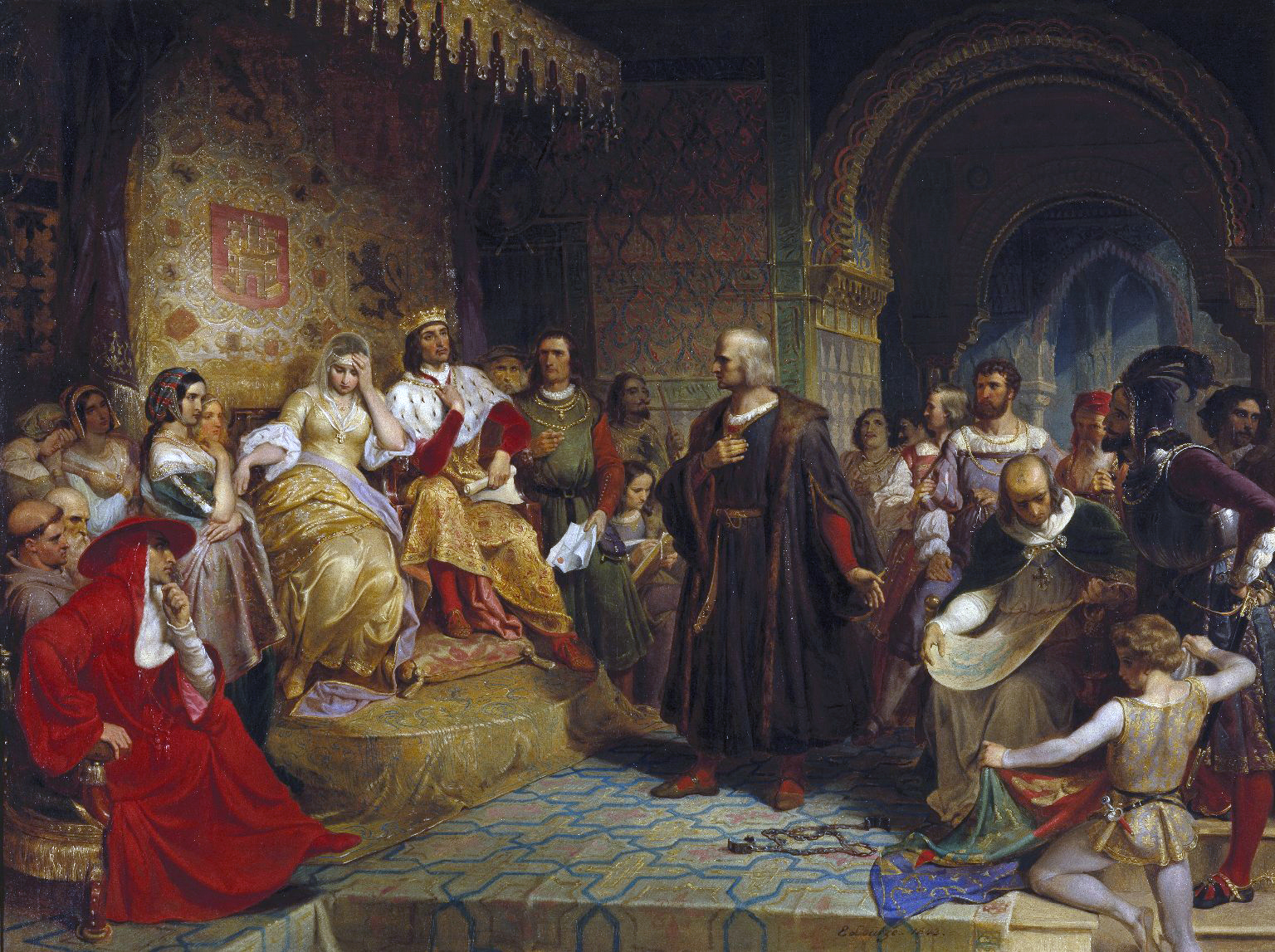
Cristoforo Colombo yết kiến Isabel I của Castilla và Fernando II của Aragon tại Alhambra.

Là các quân chủ mới của thời Phục hưng, Isabel và Fernando tập trung quyền lực hoàng gia, khiến giới quý tộc địa phương bị tổn hại. Từ España có gốc từ tên gọi cổ Hispania bắt đầu được sử dụng phổ biến để chỉ tên toàn bộ hai vương quốc. Với các cải cách chính trị, tư pháp, tôn giáo và quân sự trên phạm vi rộng, Tây Ban Nha nổi lên thành cường quốc quy mô thế giới đầu tiên. Việc thống nhất hai vương quốc liên hiệp Aragón và Castilla đặt nền tảng cho Tây Ban Nha và Đế quốc Tây Ban Nha, song mỗi vương quốc duy trì là một quốc gia riêng biệt về xã hội, chính trị, pháp luật, tiền tệ và ngôn ngữ.

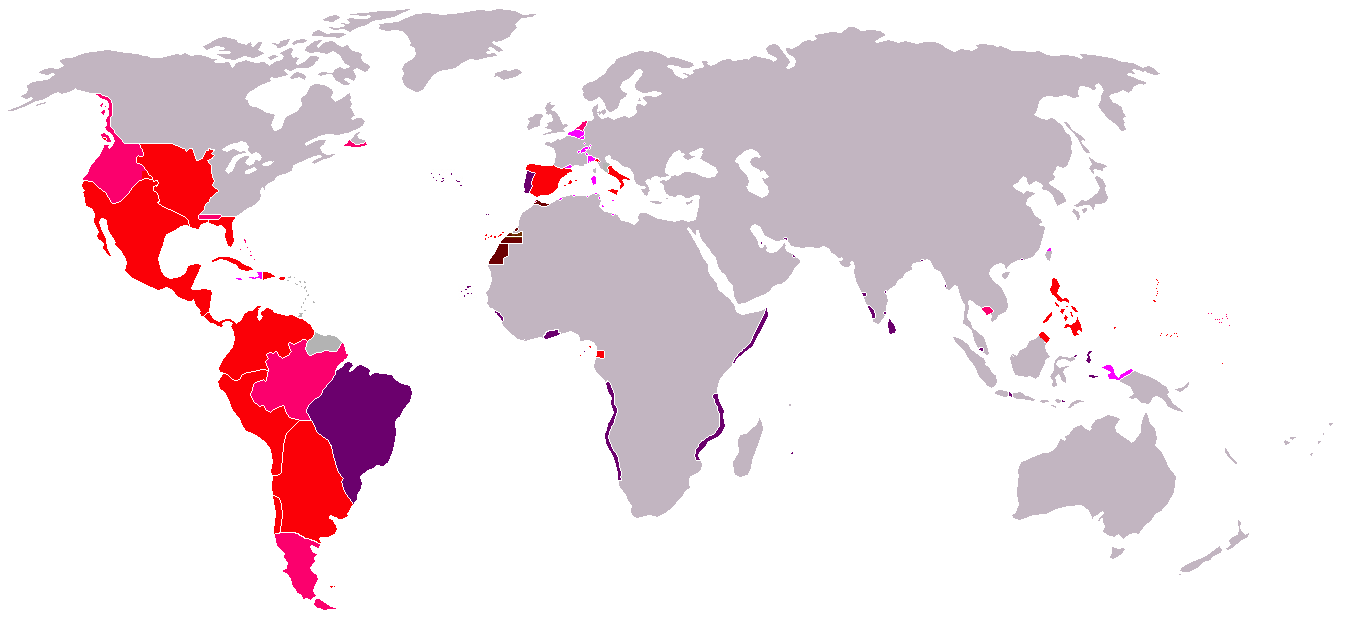
Bản đồ các lãnh thổ từng thuộc về Đế quốc Tây Ban Nha, Tây Ban Nha và Bồ Đào Nha nằm trong một liên minh cá nhân từ 1580 đến năm 1640.

Tây Ban Nha là cường quốc dẫn đầu châu Âu trong suốt thế kỷ XVI và hầu hết thế kỷ XVII, vị thế này được củng cố bằng mậu dịch và của cải đến từ các thuộc địa thực dân, và Tây Ban Nha trở thành cường quốc hàng hải dẫn đầu thế giới. Đế quốc đạt cực thịnh trong thời gian cai trị của hai vị quân chủ đầu tiên của Nhà Habsburg Tây Ban Nha—Carlos I (1516–1556) và Felipe II (1556–1598). Trong giai đoạn này diễn ra Các cuộc chiến tranh Ý, Khởi nghĩa Comuneros, Cách mạng Hà Lan, Khởi nghĩa Morisco, xung đột với Ottoman, chiến tranh với Anh và các cuộc chiến với Pháp.
Thông qua khám phá và chinh phục, liên minh hôn nhân hoàng thất và thừa kế, Đế quốc Tây Ban Nha bành trướng ra các khu vực rộng lớn tại châu Mỹ, các đảo tại khu vực châu Á-Thái Bình Dương, các khu vực của Ý, các thành phố tại Bắc Phi, cũng như nhiều bộ phận nay thuộc Pháp, Đức, Bỉ, Luxembourg và Hà Lan. Chuyến du hành vòng quanh thế giới lần đầu tiên được tiến hành vào năm 1519–1521. Tây Ban Nha là đế quốc đầu tiên được tả là "mặt trời không bao giờ lặn". Trong thời đại Khám phá có các cuộc thám hiểm táo bạo bằng đường biển và đường bộ, mở ra các tuyến giao thương mới xuyên đại dương, chinh phục và khởi đầu chủ nghĩa thực dân châu Âu. Các nhà thám hiểm Tây Ban Nha mang về các kim loại quý, gia vị, xa xỉ phẩm, và các loại thực vật chưa được biết đến trước đó, và giữ vai trò hàng đầu trong thay đổi hiểu biết của người châu Âu về toàn cầu. Nở rộ về văn hoá diễn ra trong giai đoạn này, hiện nay gọi là Thời đại hoàng kim Tây Ban Nha. Sự trỗi dậy của chủ nghĩa nhân bản, phản cải cách, và các khám phá địa lý và chinh phục mới dẫn đến nổi lên Trường phái Salamanca, phát triển các thuyết hiện đại đầu tiên của luật pháp quốc tế và nhân quyền hiện nay.
Đến cuối thế kỷ XVI và nửa đầu thế kỷ XVII, Tây Ban Nha phải đối diện với các thách thức không ngừng từ mọi phía. Hải tặc Barbary nhận bảo trợ từ Đế quốc Ottoman, họ tiến hành các cuộc tập kích săn nô lệ làm phá vỡ đời sống tại nhiều khu vực ven biển, và làm hồi sinh mối đe doạ về một cuộc xâm lăng Hồi giáo. Trong thời gian này, Tây Ban Nha cũng thường xuyên có chiến tranh với Pháp. Cải cách Tin Lành kéo Tây Ban Nha vào rất sâu trong vũng lầy chiến tranh tôn giáo. Kết quả là quốc gia buộc phải mở rộng các nỗ lực quân sự ra khắp châu Âu và tại Địa Trung Hải. Các xung đột này làm tiêu hao nguồn lực và làm suy yếu kinh tế nói chung. Tây Ban Nha cố gắng nắm giữ hầu hết Đế quốc Habsburg phân tán, và giúp các lực lượng đế quốc của La Mã Thần thánh đảo ngược cục bộ bước tiến của lực lượng Tin Lành, song cuối cùng Tây Ban Nha buộc phải công nhận Bồ Đào Nha ly khai (hai quốc gia thống nhất trong một liên minh cá nhân từ năm 1580 đến năm 1640) cũng như Hà Lan, và cuối cùng chịu một số thất bại quân sự nghiêm trọng trước Pháp trong Chiến tranh Ba mươi năm.
Đến nửa cuối thế kỷ XVII, Tây Ban Nha bước vào giai đoạn dần suy thoái, phải giao một vài lãnh thổ nhỏ cho Pháp và Hà Lan, song vẫn duy trì và mở rộng đế quốc hải ngoại rộng lớn cho đến đầu thế kỷ XIX. Suy thoái lên đến cực độ trong tranh chấp kế vị vào những năm đầu thế kỷ XVIII. Chiến tranh Kế vị Tây Ban Nha là một xung đột quốc tế kết hợp nội chiến, kết quả là Tây Ban Nha mất các thuộc địa tại châu Âu và mất vị thế là một trong các cường quốc hàng đầu châu lục. Trong chiến tranh, một triều đại mới có nguồn gốc tại Pháp là Nhà Bourbon được thiết lập. Quốc vương Bourbon đầu tiên là Felipe V thống nhất hai vương quốc liên hiệp Castilla và Aragón thành một nhà nước duy nhất, bãi bỏ nhiều đặc quyền và pháp luật khu vực cũ.
Trong thế kỷ XVIII có một giai đoạn dần khôi phục và gia tăng thịnh vượng hầu khắp đế quốc. Chế độ Bourbon mới áp dụng hệ thống hiện đại hoá của Pháp về hành chính và kinh tế. Các tư tưởng khai sáng bắt đầu có được chỗ đứng trong một số thành phần tinh hoa và quân chủ của vương quốc. Tây Ban Nha giúp đỡ chiến tranh giành độc lập của các thuộc địa Bắc Mỹ thuộc Anh, giúp cải thiện vị thế quốc tế của vương quốc.

### Chủ nghĩa tự do và quốc gia dân tộc

Ngày 3 tháng 5 năm 1808 của Francisco de Goya miêu tả một chương trong Chiến tranh độc lập Tây Ban Nha.

Năm 1793, Tây Ban Nha tham gia một liên minh chống lại chính quyền cách mạng Cộng hoà Pháp mới thành lập. Chiến tranh Pyrénées sau đó phân cực quốc gia khi xuất hiện phản ứng chống lại tầng lớp tinh hoa Pháp hoá, hoà bình với Pháp đạt được vào năm 1795 theo hoà ước Basel, kết quả là Tây Ban Nha mất hai phần ba lãnh thổ trên đảo Hispaniola. Thủ tướng nước này là Manuel Godoy sau đó cam kết liên minh với Pháp trong Chiến tranh Liên minh thứ ba, với kết thúc thắng lợi của người Anh trong trận Trafalgar vào năm 1805. Năm 1807, một hiệp định bí mật giữa Napoléon và Godoy (đã mất đi sự ủng hộ của nhân dân) lại dẫn đến tuyên chiến với Anh và Bồ Đào Nha. Khi quân đội của Napoléon tiến vào vương quốc để xâm chiếm Bồ Đào Nha, họ lại chiếm giữ các công sự chính của Tây Ban Nha. Quốc vương Tây Ban Nha bị nhạo báng, ông thoái vị để nhượng lại cho anh trai của Napoléon là Joseph Bonaparte.
Joseph Bonaparte được cho là một quân chủ bù nhìn, bị người Tây Ban Nha khinh miệt. Cách mạng ngày 2 tháng 5 năm 1808 là một trong nhiều cuộc khởi nghĩa dân tộc trên khắp đất nước nhằm chống lại chế độ Bonaparte. Những cuộc khởi nghĩa này đánh dấu khởi đầu chiến tranh độc lập chống lại chế độ Napoléon. Napoléon buộc phải đích thân can thiệp, đánh bại một số đội quân Tây Ban Nha và buộc một đội quân Anh phải triệt thoái. Tuy nhiên, các hành động quân sự tiếp theo của người Tây Ban Nha và quân Anh-Bồ Đào Nha, cộng với thất bại thảm hại của quân Pháp tại Nga, kết quả là quân đội Pháp bị hất khỏi Tây Ban Nha vào năm 1814, Quốc vương Fernando VII phục vị.

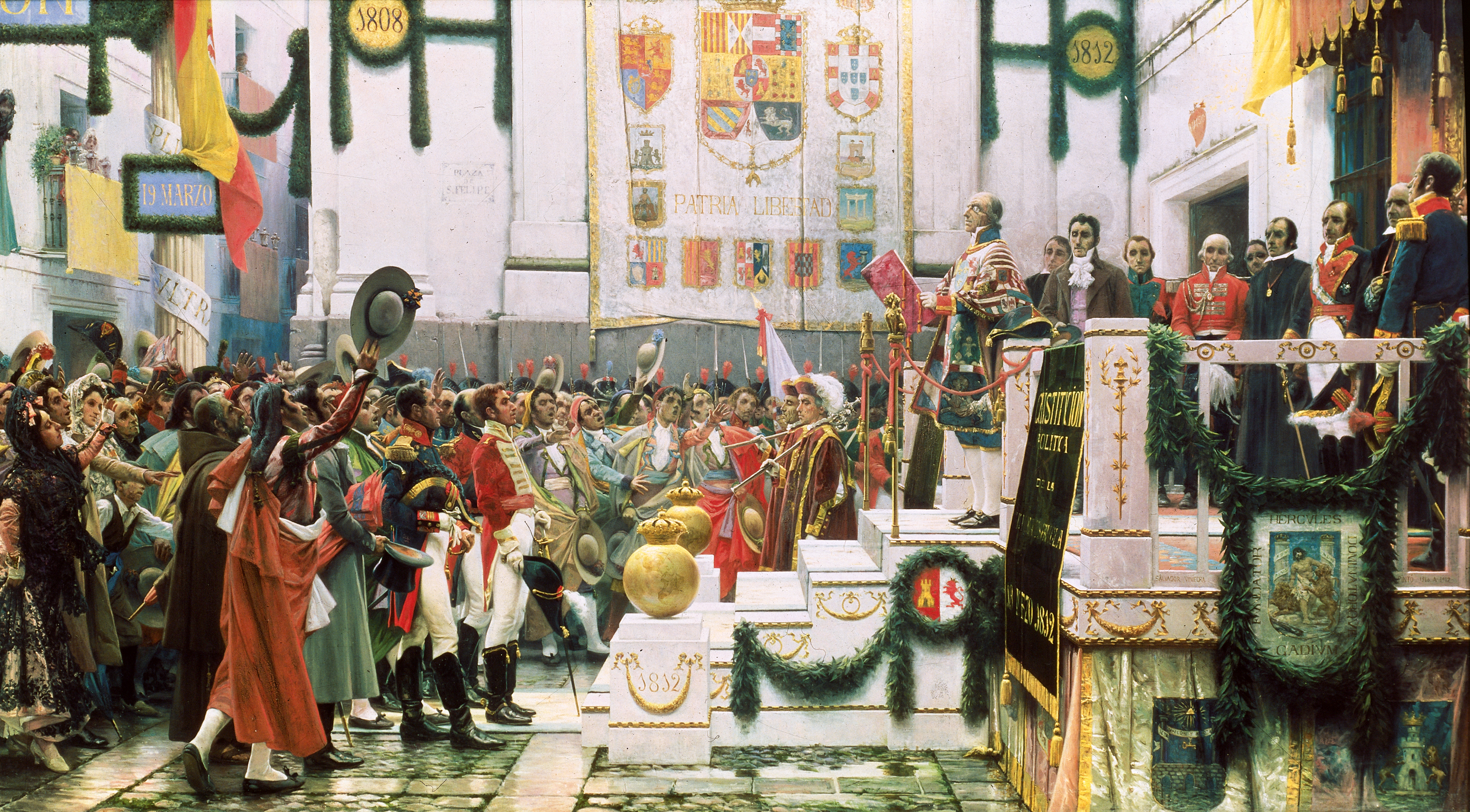
Công bố Hiến pháp Tây Ban Nha 1812 tại Cádiz.

Trong Chiến tranh Napoléon, một thể chế cách mạng mang tên Nghị viện Cádiz được tập hợp vào năm 1810 nhằm phối hợp trong nỗ lực chống chế độ Bonaparte và chuẩn bị một hiến pháp. Các thành viên của thể chế đại diện cho toàn thể đế quốc. Năm 1812, một hiến pháp được công bố, theo đó quy định quyền đại diện phổ thông dưới chế độ quân chủ lập hiến, tuy nhiên sau khi chế độ Bonaparte sụp đổ thì Fernando VII giải tán Quốc hội và cai trị chuyên chế. Các sự kiện này báo trước xung đột giữa lực lượng bảo thủ và tự do trong thế kỷ XIX và đầu thế kỷ XX.
Sự kiện Pháp chinh phục Tây Ban Nha tạo thuận lợi cho lực lượng chống thực dân tại Mỹ Latinh, họ bất mãn trước chính sách của chính phủ Tây Ban Nha là ưu đãi các công dân sinh tại Tây Ban Nha hơn là công dân sinh tại hải ngoại (Criollo). Bắt đầu từ năm 1809, các thuộc địa của Tây Ban Nha tại châu Mỹ xảy ra một loạt cuộc cách mạng và tuyên bố độc lập. Quốc vương Fernando VII nỗ lực tái lập kiểm soát song vô ích trước chống đối từ cả thuộc địa lẫn tại Tây Ban Nha, theo sau là các cuộc khởi nghĩa quân đội do các quan chức theo chủ nghĩa tự do lãnh đạo. Đến năm 1826, thuộc địa của Tây Ban Nha tại châu Mỹ chỉ còn lại Cuba và Puerto Rico.
Chiến tranh Napoléon khiến kinh tế Tây Ban Nha bị huỷ hoại, phân chia sâu sắc và bất ổn chính trị. Trong các thập niên 1830 và 1840, lực lượng chống tự do mang tên Carlismo đấu tranh chống lực lượng tự do trong Chiến tranh Carlistas. Lực lượng tự do thắng lợi, song xung đột giữa những người tự do cấp tiến và bảo thủ bùng phát và kết thúc bằng một giai đoạn hiến pháp yếu kém vào thời gian đầu. Sau Cách mạng Vinh quang năm 1868 và Đệ Nhất Cộng hoà Tây Ban Nha đoản mệnh, bắt đầu một giai đoạn quân chủ ổn định hơn với đặc trưng là thi hành turnismo (luân phiên cầm quyền giữa lực lượng tự do cấp tiến và tự do bảo thủ).

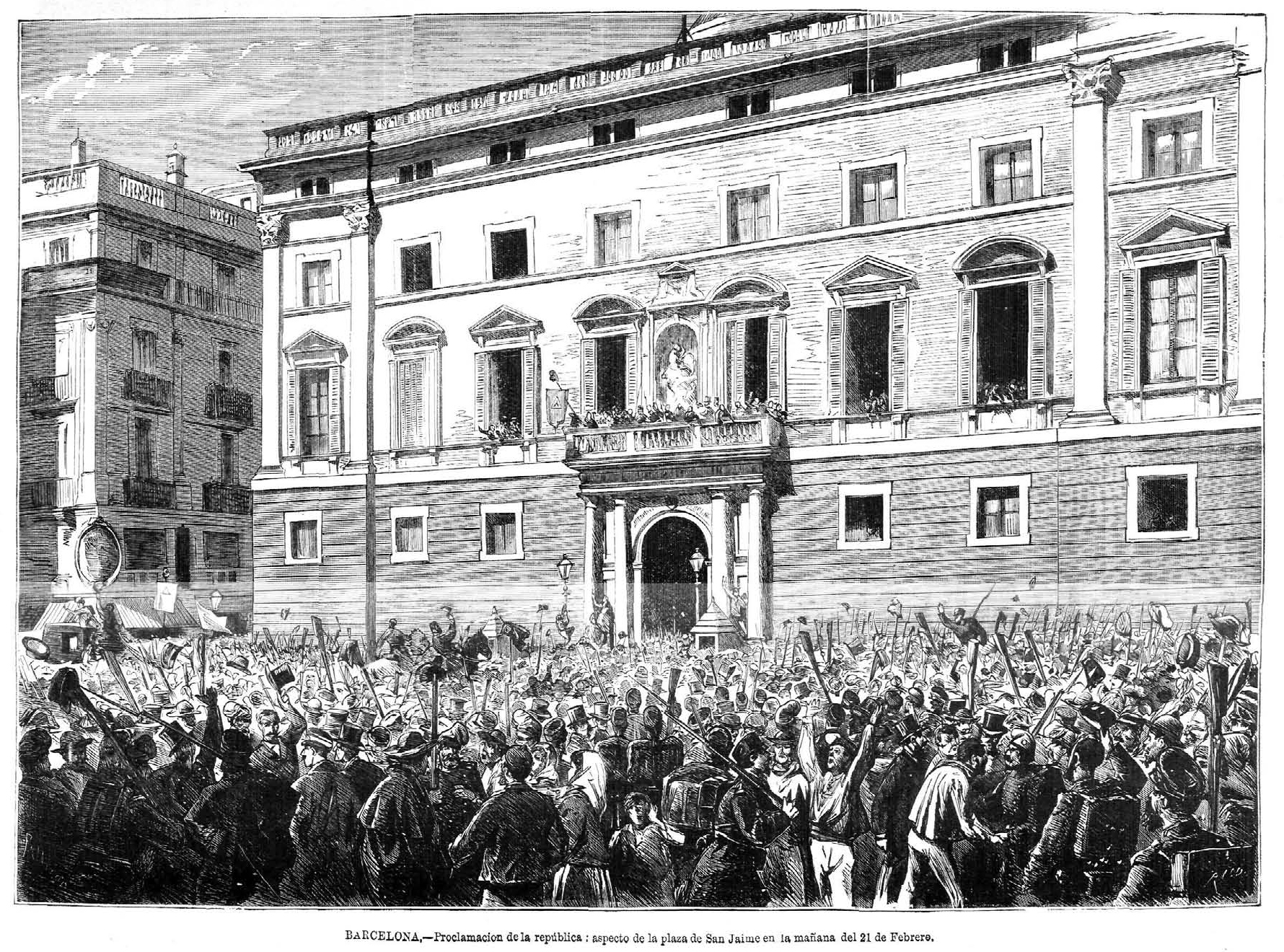
Công bố Đệ Nhất Cộng hoà Tây Ban Nha tại Barcelona, 1873.

Vào cuối thế kỷ XIX, các phong trào dân tộc chủ nghĩa trỗi dậy tại Philippines và Cuba. Đến năm 1895 và 1896 Chiến tranh độc lập Cuba và Cách mạng Philippines bùng phát và Hoa Kỳ can thiệp. Chiến tranh Tây Ban Nha–Mỹ bùng phát vào mùa xuân năm 1898 và kết quả là Tây Ban Nha mất toàn bộ các thuộc địa bên ngoài châu Phi. Cuộc chiến tạo thêm động lực cho "Thế hệ 98" đang tiến hành phân tích về đất nước.
Giai đoạn chuyển giao sang thế kỷ XX là một thời kỳ gia tăng thịnh vượng, song Tây Ban Nha lại không có nhiều hoà bình. Tây Ban Nha đóng một vai trò nhỏ trong Tranh giành châu Phi, họ thuộc địa hoá Tây Sahara, Maroc thuộc Tây Ban Nha và Guinea Xích Đạo. Tây Ban Nha duy trì trung lập trong Chiến tranh thế giới thứ nhất. Tổn thất nặng trong Chiến tranh Rif tại Maroc khiến chính phủ bị mất tín nhiệm và xói mòn chế độ quân chủ. Một giai đoạn cai trị độc tài dưới quyền Tướng quân Miguel Primo de Rivera (1923–1931) kết thúc khi thành lập Đệ Nhị Cộng hòa Tây Ban Nha. Chế độ mới cấp quyền tự trị chính trị cho các khu vực có khác biệt về ngôn ngữ là Basque, Cataluña và Galicia, và cấp quyền bầu cử cho phụ nữ. Trong giai đoạn này diễn ra cuộc đình công của các thợ mỏ Asturias vào năm 1934, khiến khoảng 2.000 người thiệt mạng.

### Thời kỳ Franco

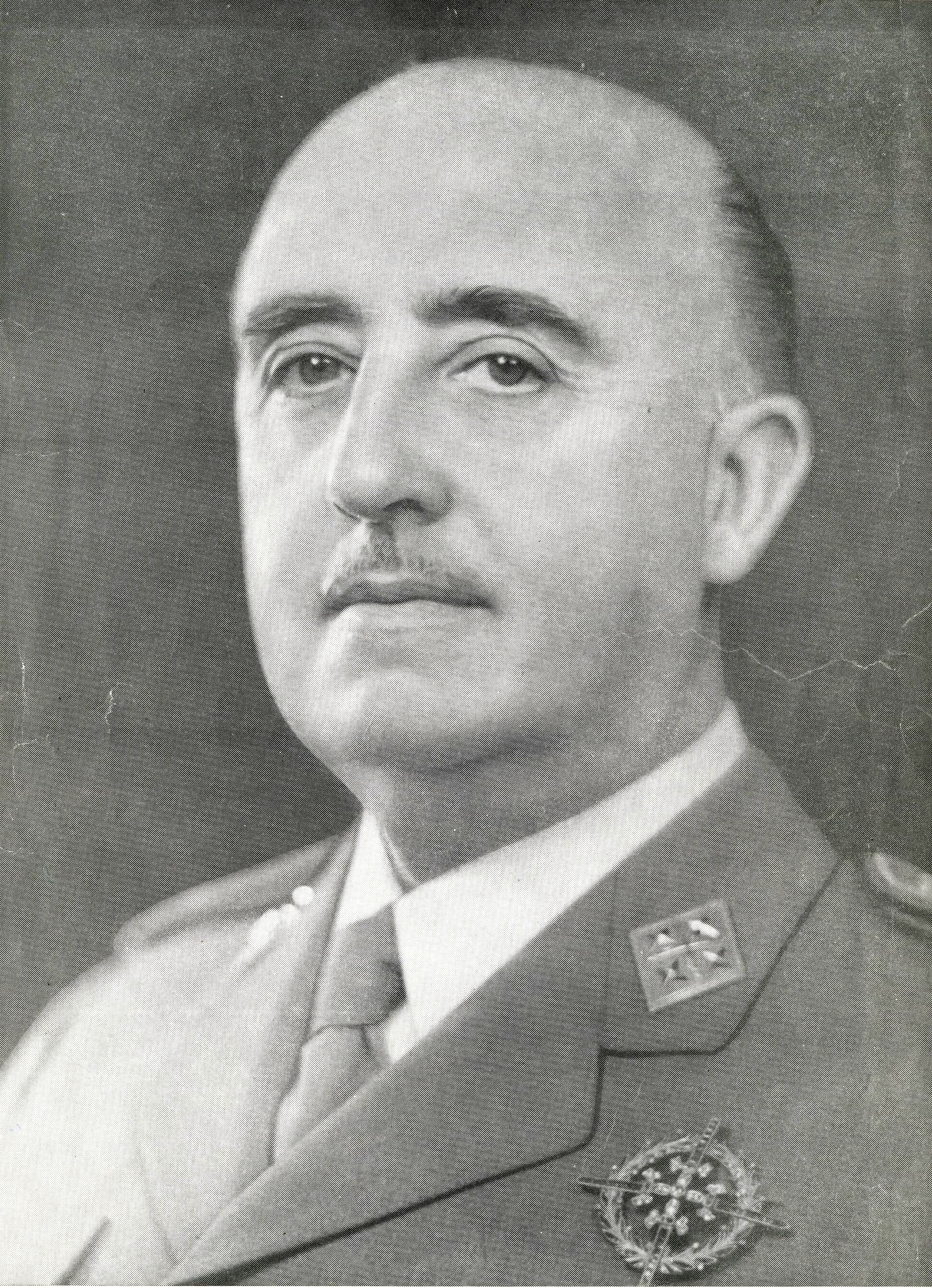
Francisco Franco cầm quyền tại Tây Ban Nha từ năm 1936 đến năm 1975.

Nội chiến Tây Ban Nha bùng phát vào năm 1936. Lực lượng Quốc gia dưới quyền Tướng quân Francisco Franco được ủng hộ từ nước Đức Quốc xã và nước Ý phát xít, họ chiến đấu với phe Cộng hoà được hỗ trợ từ Liên Xô, Mexico và Lữ đoàn Quốc tế của Quốc tế cộng sản. Nội chiến diễn ra khốc liệt và các bên đều có các hành động tàn bạo, kết quả là trên 500.000 người thiệt mạng và khiến nửa triệu công dân đào thoát ra nước ngoài. Năm 1939, Tướng quân Franco giành chiến thắng và trở thành nhà cai trị độc tài.
Nhà nước do Franco lập nên quyết định trung lập trên danh nghĩa trong Chiến tranh thế giới thứ hai, song đồng cảm với phe Trục. Chính đảng hợp pháp duy nhất dưới chế độ Franco là Falange Española Tradicionalista y de las JONS, thành lập vào năm 1937; đảng này nhấn mạnh chủ nghĩa falange, một dạng của chủ nghĩa phát xít đề cao chống cộng sản, dân tộc chủ nghĩa và Công giáo La Mã. Do Franco phản đối việc có các chính đảng cạnh tranh, nên đảng này được đổi tên thành Mặt trận Quốc gia (Movimiento Nacional) vào năm 1949.
Sau Chiến tranh thế giới thứ hai, Tây Ban Nha bị cô lập về chính trị và kinh tế, và nằm ngoài Liên Hợp Quốc. Tình thế thay đổi vào năm 1955 trong giai đoạn Chiến tranh lạnh, khi quốc gia này trở nên quan trọng chiến lược đối với Hoa Kỳ, trong việc thiết lập hiện diện quân sự nhằm đề phòng khả năng Liên Xô có động thái tại bồn địa Địa Trung Hải. Trong thập niên 1960, Tây Ban Nha đạt được tốc độ tăng trưởng kinh tế chưa từng thấy, được thúc đẩy nhờ công nghiệp hoá, di cư hàng loạt từ các khu vực nông thôn ra thành phố và tạo ra ngành du lịch đại chúng. Quyền cai trị của Franco có đặc điểm là độc tài, xúc tiến bản sắc quốc gia thống nhất, ủng hộ một hình thức rất bảo thủ của Công giáo La Mã gọi là Công giáo Quốc gia, và chính sách ngôn ngữ kỳ thị.

### Khôi phục dân chủ

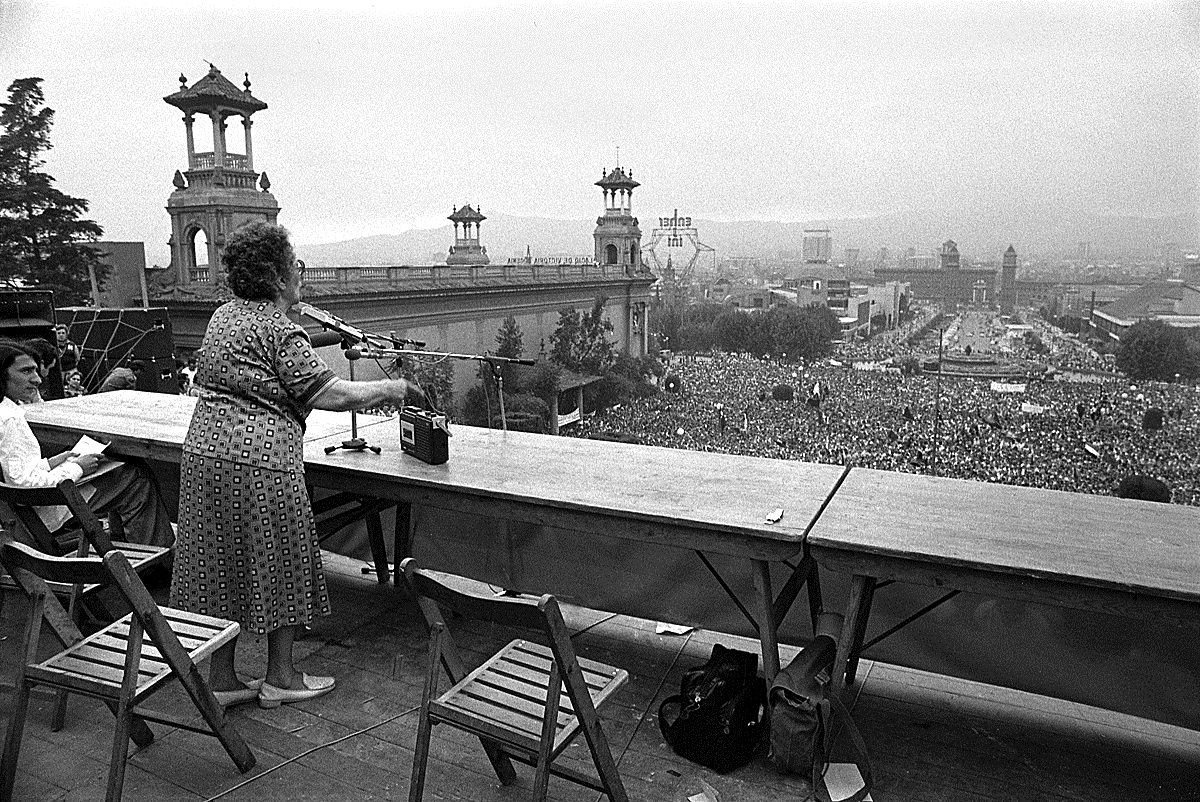
Federica Montseny phát biểu trong một cuộc tập hợp tại Barcelona vào năm 1977 sau 36 năm lưu vong.

Đến khi Franco mất vào tháng 11 năm 1975, Juan Carlos kế tục vai trò quốc vương Tây Ban Nha và nguyên thủ quốc gia theo pháp luật từ thời Franco. Hiến pháp Tây Ban Nha 1978 được phê chuẩn trong một cuộc trưng cầu ý dân và chế độ dân chủ được khôi phục, nhà nước phân nhiều quyền hạn cho các vùng và lập ra các tổ chức nội bộ dựa trên các cộng đồng tự trị. Luật Ân xá 1977 của Tây Ban Nha cho phép người thuộc chế độ Franco tiếp tục tham gia các thể chế.
Tại xứ Basque, chủ nghĩa dân tộc Basque cùng tồn tại với một phong trào dân tộc cấp tiến dưới quyền lãnh đạo của tổ chức khủng bố vũ trang ETA. Nhóm này được thành lập vào năm 1959 thời chế độ Franco, song tiếp tục tiến hành chiến dịch bạo lực sau khi Tây Ban Nha khôi phục chế độ dân chủ và cấp quyền tự trị mức độ lớn cho các vùng. Ngày 23 tháng 2 năm 1981, các thành phần nổi loạn trong lực lượng an ninh chiếm giữ Quốc hội nhằm lập một chính phủ do quân đội ủng hộ. Quốc vương Juan Carlos sử dụng quyền chỉ huy quân đội và ra lệnh thành công cho những người đảo chính phải đầu hàng.
Trong thập niên 1980, khôi phục dân chủ khiến cho xã hội Tây Ban Nha ngày càng cởi mở, xuất hiện các phong trào văn hoá mới có nền tảng tự do. Ngày 30 tháng 5 năm 1982, Tây Ban Nha gia nhập NATO sau một cuộc trưng cầu dân ý. Trong cùng năm, Đảng Công nhân Xã hội chủ nghĩa Tây Ban Nha (PSOE) lên nắm quyền, lập ra chính phủ cánh tả đầu tiên trong vòng 43 năm. Năm 1986, Tây Ban Nha gia nhập Cộng đồng Kinh tế châu Âu, tiền thân của Liên minh châu Âu. Đảng Dân chủ (BP) lên nắm quyền vào năm 1996 sau các bê bối xung quanh việc chính phủ của Felipe González tham gia vào cuộc chiến bẩn thỉu chống ETA.
Từ năm 2002, Tây Ban Nha cho lưu hành hoàn toàn đồng euro, và quốc gia này trải qua tăng trưởng kinh tế mạnh mẽ, hơn nhiều mức trung bình của Liên minh châu Âu vào đầu thập niên 2000. Tuy nhiên, nhiều nhà phân tích kinh tế cảnh báo giá bất động sản cao bất thường và thâm hụt ngoại thương cao có thể sẽ khiến kinh tế sụp đổ.

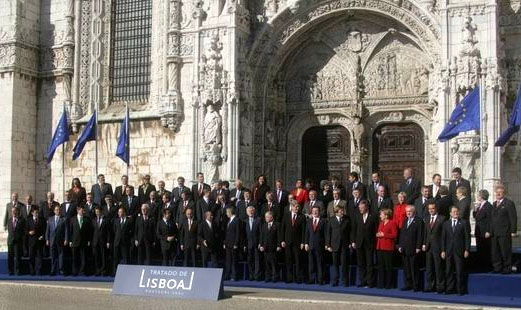
Tây Ban Nha là một thành viên của Liên minh châu Âu từ năm 1986

Năm 2003, José María Aznar ủng hộ Tổng thống Hoa Kỳ George W. Bush trong Chiến tranh Iraq, và một phong trào phản chiến mạnh mẽ nổ ra trong xã hội Tây Ban Nha. Ngày 11 tháng 3 năm 2004, một tổ chức khủng bố Hồi giáo tiến hành đánh bom tàu hoả tại Madrid, khiến 191 người thiệt mạng. Do sự kiện diễn ra gần tổng tuyển cử 2004, vấn đề trách nhiệm trở thành một tranh luận chính trị. Cuộc bầu cử kết thúc với chiến thắng của PSOE, dưới quyền José Luis Rodríguez Zapatero.
Tỷ lệ cư dân Tây Ban Nha sinh tại nước ngoài gia tăng nhanh chóng khi kinh tế bùng nổ vào đầu thập niên 2000, song sau đó suy giảm do khủng hoảng tài chính. Năm 2005, chính phủ Tây Ban Nha hợp pháp hoá hôn nhân cùng giới. Quá trình phân quyền gặp phải nhiều chống đối từ Toà án Hiến pháp và phe đối lập bảo thủ. Chính phủ đàm phán với ETA, và nhóm này tuyên bố đình chỉ bạo lực vĩnh viễn vào năm 2010.
Bong bóng bất động sản Tây Ban Nha nổ tung vào năm 2008 dẫn đến khủng hoảng tài chính 2008-2016 tại nước này. Do mức độ thất nghiệp cao, cắt giảm chi tiêu chính phủ, tham nhũng của hoàng gia và Đảng Nhân dân, dẫn đến các cuộc kháng nghị vào năm 2011-2012 tại Tây Ban Nha. Phong trào Cataluña độc lập cũng trỗi dậy. Năm 2011, Đảng Nhân dân có tư tưởng bảo thủ của Mariano Rajoy giành thắng lợi trong bầu cử và Rajoy trở thành thủ tướng, với một chương trình cắt giảm chi tiêu xã hội. Ngày 19 tháng 6 năm 2014, Quốc vương Juan Carlos thoái vị, con trai ông trở thành Quốc vương Felipe VI.

## Địa lý

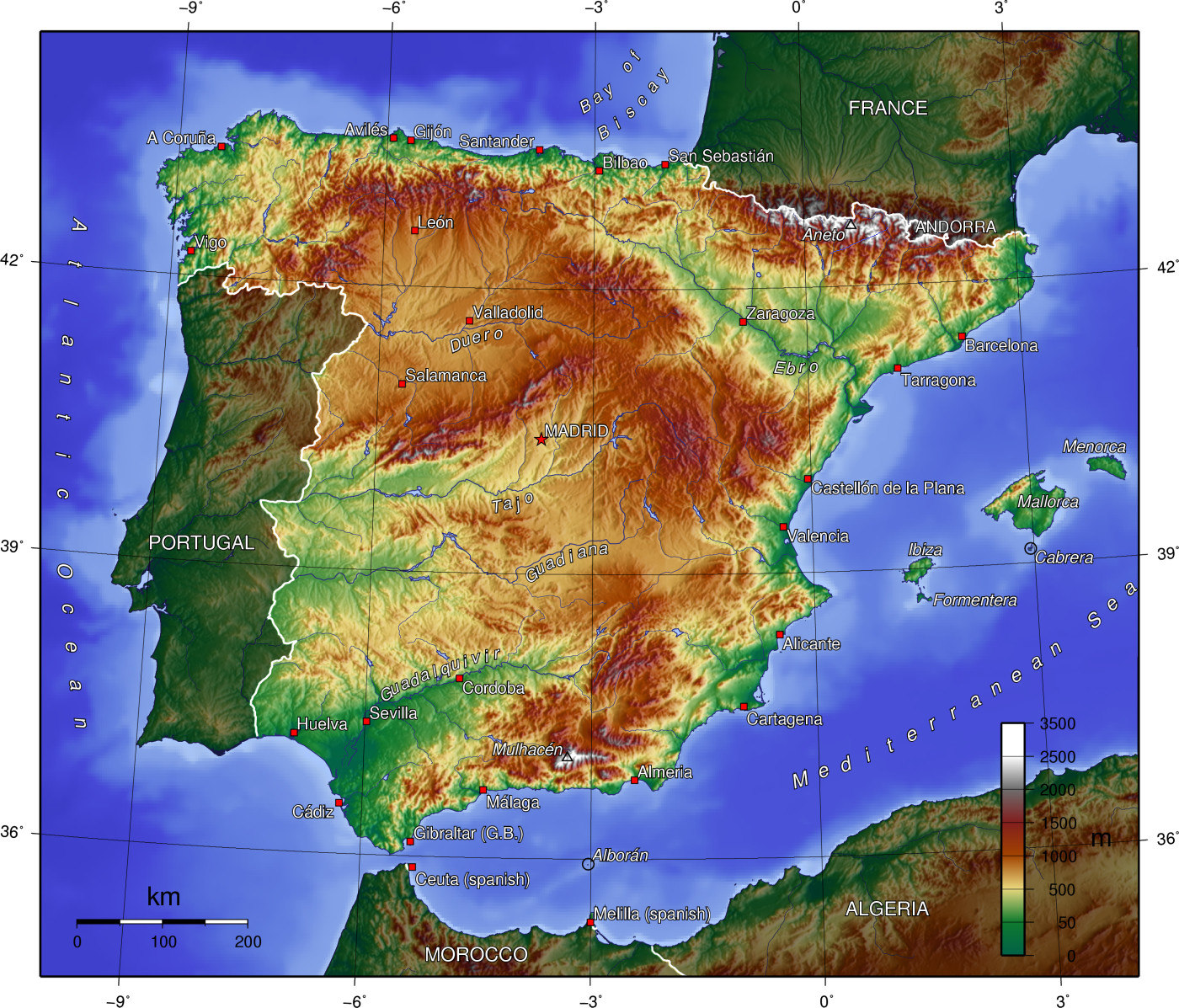
Bản đồ địa hình Tây Ban Nha

Tây Ban Nha nằm tại miền tây nam châu Âu, chiếm hầu hết (85%) bán đảo Iberia, và còn bao gồm quần đảo Baleares tại Địa Trung Hải, quần đảo Canaria tại Đại Tây Dương, và năm địa phương có chủ quyền (Plazas de soberanía) nằm trên hoặc ngoài khơi bờ biển tây bắc châu Phi: Ceuta, Melilla, Islas Chafarinas, Peñón de Alhucemas, và Peñón de Vélez de la Gomera. Đại lục Tây Ban Nha về phía đông và nam gần như hoàn toàn giáp với Địa Trung Hải (trừ một đoạn nhỏ biên giới trên bộ với Gibraltar); về phía bắc giáp Pháp, Andorra và vịnh Biscay; về phía tây giáp Đại Tây Dương và Bồ Đào Nha. Tây Ban Nha có diện tích 504.030 km², là quốc gia lớn thứ tư tại châu Âu, và có độ cao trung bình là 650 m. Trong đó, 499.542 km² là mặt đất và 5.240 km² là mặt nước.
Tây Ban Nha nằm giữa 36° và 44° vĩ Bắc, giữa 19° kinh Tây và 5° kinh Đông. Tây Ban Nha về mặt địa lý nằm trong múi giờ UTC±0:00 do có kinh tuyến Greenwich đi qua lãnh thổ. Tuy nhiên, kể từ năm 1940 Tây Ban Nha sử dụng múi giờ UTC+1:00 hay còn gọi là múi giờ Trung Âu, riêng quần đảo Canaria dùng múi giờ UTC±0:00. Tây Ban Nha sử dụng múi giờ mùa hè. Bờ biển Đại Tây Dương của Tây Ban Nha dài 710 km. Dãy núi Pyrénées trải dài 435 km từ Địa Trung Hải đến vịnh Biscay. Tại cực nam của Tây Ban Nha là eo biển Gibraltar, nó chia tách bán đảo Iberia và châu Âu với Maroc tại Bắc Phi; điểm hẹp nhất của eo biển chỉ rộng 13 km. Tài nguyên thiên nhiên của Tây Ban Nha gồm có than đá, than non, quặng sắt, uran, thủy ngân, pyrit, fluorspar, thạch cao, kẽm, chì, wolfram, đồng, kaolin, potash, sepiolit.
Meseta Central chiếm phần lớn khu vực đại lục của Tây Ban Nha, nó là một cao nguyên vùng cao bị các dãy núi vây quanh và chia cắt. Các địa hình khác gồm các đồng bằng hẹp ven biển và một số thung lũng sông vùng thấp, đáng chú ý nhất là đồng bằng Andalucía tại tây nam. Quốc gia có thể được chia thành mười vùng hoặc phân vùng tự nhiên: Meseta Central chi phối, dãy núi Cantabrica (Cordillera Cantabrica) và vùng tây bắc, vùng Ibérico, Pyrénées, vùng Penibético tại đông nam, đồng bằng Andalucía, bồn địa Ebro, các đồng bằng ven biển, quần đảo Baleares, và quần đảo Canaria. Chúng thường được nhóm thành bốn loại hình: Meseta Central và các dãy núi liên kết, các vùng núi khác, các vùng đất thấp, và các đảo.

### Vùng núi

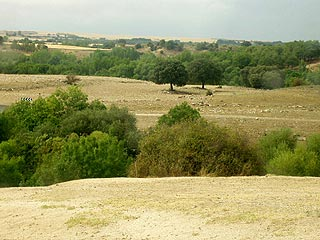
Meseta Central là cao nguyên chiếm ưu thế tại nội lục Tây Ban Nha

Meseta Central ("cao nguyên nội lục") là một cao nguyên lớn nằm tại trung tâm của đại lục Tây Ban Nha, có độ cao từ 640 m đến 760 m. Cao nguyên có các dãy núi bao quanh, dốc nhẹ về phía tây và đến hàng loạt sông tạo thành một số đoạn biên giới với Bồ Đào Nha. Hệ thống dãy núi Sistema Central được miêu tả là "cột sống" của Meseta Central, nó chia Meseta thành các phân vùng phía bắc và phía nam, phần phía bắc cao hơn và nhỏ hơn phần phía nam. Sistema Central bao quanh thủ đô Madrid với các đỉnh núi cao đến 2.400 m về phía bắc thành phố. Phía tây Madrid, Sistema Central có đỉnh cao nhất là Pico Almanzor với 2.592 m. Các núi của Sistema Central có một số đặc điểm băng hà: Phần cao nhất của các đỉnh có tuyết phủ trong hầu hết năm. Mặc dù có độ cao lớn, song hệ thống núi này không tạo chướng ngại lớn giữa các phần miền bắc và miền nam của Meseta Central do có nhiều đèo tạo điều kiện cho giao thông đường bộ và đường sắt đến tây bắc và đông bắc.
Phần phía nam của Meseta (tiếng Tây Ban Nha: Submeseta Sur) lại được phân chia bởi dãy núi đôi, Montes de Toledo chạy sang phía đông cùng với Sierra de Guadalupe chạy về phía tây. Các đỉnh của chúng không vượt quá 1.500 m. Chúng có nhiều đèo dễ vượt qua, trong đó có đèo nối Meseta với đồng bằng Andalucía, Montes de Toledo không phải là trở ngại cho giao thông và thông tin. Chuỗi này gồm các dãy núi thấp tách biệt khỏi Sistema Central về phía bắc qua sông Tagus dài nhất bán đảo.

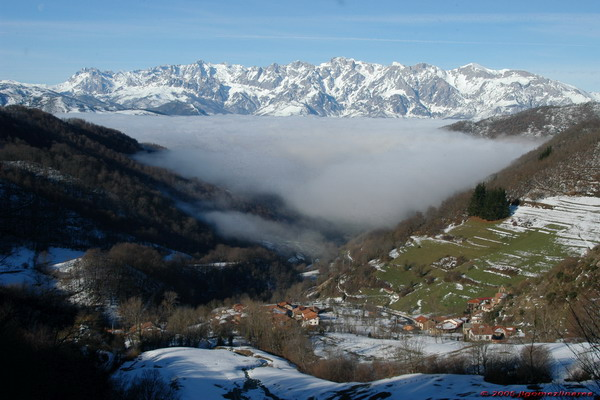
Picos de Europa tại miền bắc Tây Ban Nha

Các vùng núi bao quanh Meseta Central và gắn liền với nó là Sierra Morena, Cordillera Cantábrica, và Sistema Ibérico. Sierra Morena tạo thành rìa nam của Meseta Central, tại phía đông nó hợp nhất với phần mở rộng về phía nam của Sistema Iberico, và vươn về phía tây dọc rìa bắc của thung lũng sông Guadalquivir để hợp cùng các dãy núi tại miền nam Bồ Đào Nha. Khối núi Sierra Morena kéo dài về phía bắc đến sông Guadiana, sông này tách nó khỏi Sistema Central. Mặc dù có độ cao tương đối thấp, hiếm khi vượt quá 1.300 m, song dãy núi Sierra Morena có địa hình gồ ghề tại rìa nam. Cordillera Cantábrica là một thành hệ đá vôi, chạy song song và nằm gần bờ biển phía bắc, gần vịnh Biscay. Đỉnh cao nhất của nó là Picos de Europa, vượt 2.600 m. Cordillera Cantábrica trải dài 182 km và đột ngột dốc xuống gần bờ biển. Về phía tây là các vùng đồi của vùng tây bắc, và phía đông là dãy núi Basque liên kết nó với Pyrénées. Sistema Ibérico trải dài từ Cordillera Cantábrica về hướng đông nam, gần Địa Trung Hải, trải dài từ sông Ebro đến sông Júcar. Các sườn núi khô cằn và gồ ghề của dãy núi này có diện tích gần 21.000 km². Dãy núi vượt 2.000 m tại phần miền bắc của nó và đạt độ cao lớn nhất trên 2.300 tại phía đông đầu nguồn sông Duero. Dãy núi có sườn cực kỳ dốc, thường bị cắt xẻ thành những hẻm núi sâu và hẹp.
Dãy Pyrénées trải dài từ rìa đông của Cordillera Cantábrica đến Địa Trung Hải, tạo hành một hàng rào vững chắc ngăn cách Tây Ban Nha và Pháp, giữ vai trò là biên giới tự nhiên trong suốt lịch sử. Có thể đi lại dễ dàng tại địa hình tương đối thấp tại cực đông và tây của dãy núi, tại đó có các tuyến đường sắt và đường bộ quốc tế vượt biên giới. Tuy nhiên, phần giữa của dãy Pyrénées sẽ gây khó khăn cho việc đi lại. Tại một vài nơi, có các đỉnh cao trên 3.000 m; đỉnh cao nhất là Pico de Aneto vượt 3.400 m.
Sistema Penibético trải dài từ cực nam của Tây Ban Nha hướng về phía đông bắc, chạy song song với bờ biển cho đến khi hợp nhất với phần kéo dài về phía nam của Sistema Ibérico gần sông Júcar và với phần mở rộng về phía đông của Sierra Morena. Sierra Nevada là bộ phận của Sistema Penibético phía nam Granada, dãy này có đỉnh cao nhất bán đảo và đại lục Tây Ban Nha là Mulhacén với 3.479 m. Các đỉnh cao khác của dãy cũng vượt 3.000 m.

### Vùng thấp và hải đảo

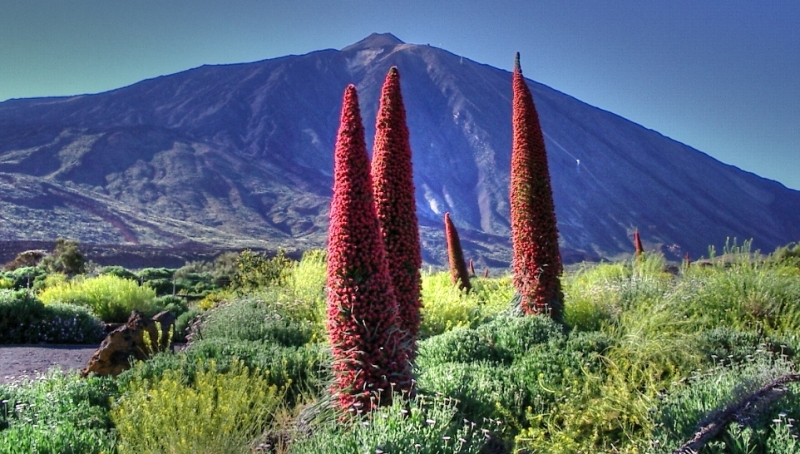
Teide là đỉnh cao nhất tại Tây Ban Nha (Tenerife, quần đảo Canaria)

Các vùng thấp chính là đồng bằng Andalucía tại phía tây nam, bồn địa Ebro tại đông bắc, và các đồng bằng ven biển. Đồng bằng Andalucía về cơ bản là một thung lũng sông rộng, có sông Guadalquivir chảy qua. Sông mở rộng dọc theo dòng chảy, đạt đến điểm rộng nhất tại vịnh Cadiz. Bao quanh đồng bằng Andalucía ở phía bắc là Sierra Morena và ở phía nam là Sistema Penibético; nó trải dài đến một đỉnh ở phía đông nơi hai chuỗi núi này gặp nhau. Bồn địa Ebro được tạo thành từ thung lũng sông Ebro, có các dãy núi giới hạn tại ba mặt—Sistema Ibérico về phía nam và tây, Pyrénées về phía bắc và đông, và phần mở rộng ven biển của nó song song vời bờ phía đông. Các thung lũng sông nhỏ tại vùng thấp gần biên giới với Bồ Đào Nha thuộc lưu vực sông Tagus và Guadiana.
Các đồng bằng ven biển là các dải hẹp nằm giữa các dãy núi ven biển và biển cả. Chúng rộng nhất là dọc vịnh Cádiz, tại đây đồng bằng ven biển liền kề đồng bằng Andalucía, và dọc các bờ biển phía nam và giữa phía đông. Đồng bằng ven biển hẹp nhất chạy dọc vịnh Biscay, tại đây Cordillera Cantábrica kết thúc gần bờ biển.
Khu vực còn lại của Tây Ban Nha là quần đảo Baleares tại Địa Trung Hải và quần đảo Canaria tại Đại Tây Dương. Quần đảo Baleares có tổng diện tích 5.000 km², cách 80 km ngoài khơi bờ biển phần giữa phía đông của Tây Ban Nha. Các dãy núi vươn lên từ Địa Trung Hải tạo thành các đảo này, chúng là phần mở rộng của Sistema Penibetico. Điểm cao nhất của quần đảo có độ cao 1.400 m, nằm tại phần tây bắc của Mallorca, gần bờ biển. Phần trung tâm của Majorca là một đồng bằng, bị giới hạn về phía đông và đông nam bởi các vùng đồi đứt đoạn. Quần đảo Canaria nằm cách 90 km ngoài khơi bờ biển phía tây của châu Phi, chúng có nguồn gốc núi lửa. Tenerife và Gran Canaria là các đảo trung tâm, có các đỉnh cao nhất. Pico de Las Nieves tại Gran Canaria có chiều cao 1.949 m, và Teide tại Tenerife có chiều cao 3.718 m. Teide là một núi lửa đã tắt, đây là đỉnh cao nhất Tây Ban Nha và là núi lửa lớn thứ ba thế giới tính từ chân núi.

### Thủy văn

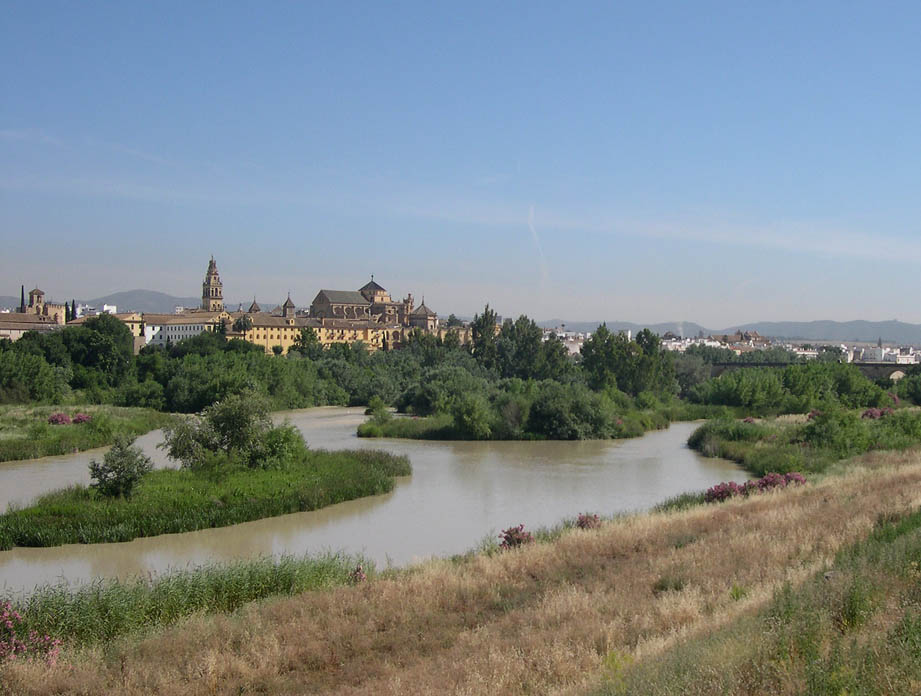
Sông Guadalquivir đoạn chảy qua Córdoba

Có khoảng 1.800 sông và dòng chảy tại Tây Ban Nha, trong số đó Tagus là sông dài nhất với 1.007 km, hầu hết các sông có dòng chảy ngắn. Các sông ngắn này mang lượng nước nhỏ và không đều, và chúng có lòng sông khô theo mùa; tuy nhiên khi chúng chảy thì thường nhanh và cuồn cuộn. Hầu hết các sông khởi nguồn từ các dãy núi bao quanh hoặc chia cắt Meseta Central và chảy về phía tây qua cao nguyên sang Bồ Đào Nha rồi đổ vào Đại Tây Dương. Một ngoại lệ đáng chú ý là sông Ebro có dòng chảy dồi dào nhất tại Tây Ban Nha, nó chảy về phía đông rồi đổ vào Địa Trung Hải. Các sông tại cực tây bắc và tại đồng bằng ven biển phía bắc đổ trực tiếp vào Đại Tây Dương. Bờ biển tây bắc cũng bị cắt xẻ.
Các sông lớn chảy về phía tây qua Meseta Central gồm có Duero, Tagus, Guadiana và Guadalquivir. Sông Guadalquivir là một trong các sông quan trọng nhất tại Tây Ban Nha vì nó tưới tiêu cho một thung lũng phì nhiêu, tạo nên một vùng nông nghiệp trù phú, và do tàu thuyền có thể thông hành trên sông vào nội lục, khiến Sevilla là cảng sông nội lục duy nhất có thể lưu thông đường biển tại Tây Ban Nha. Sông chính tại vùng tây bắc là Miño. Đập El Atazar là một đập lớn được xây gần Madrid để cung cấp nước.
Tình trạng thiếu nước tạo ra một mối đe doạ nghiêm trọng cho Tây Ban Nha. Khan hiếm nước là vấn đề quan trọng tại nhiều khu vực khắp đất nước và biến đổi khí hậu có thể làm trầm trọng thêm vấn đề, với các giai đoạn thời tiết khô hạn kéo dài hơn. Các vấn đề cung cấp thường xuyên xảy ra tại bồn địa Jucar vào mùa hè. Tại bồn địa Segura, khan hiếm nước dẫn đến việc tăng giá nước. Về tổng thể, khu vực phía đông nam của Tây Ban Nha đặc biệt dễ bị tổn hại do thiếu nước. Hơn nữa, các khu vực rộng lớn ven Địa Trung Hải đã bị tác động từ xâm nhập mặn.

### Khí hậu

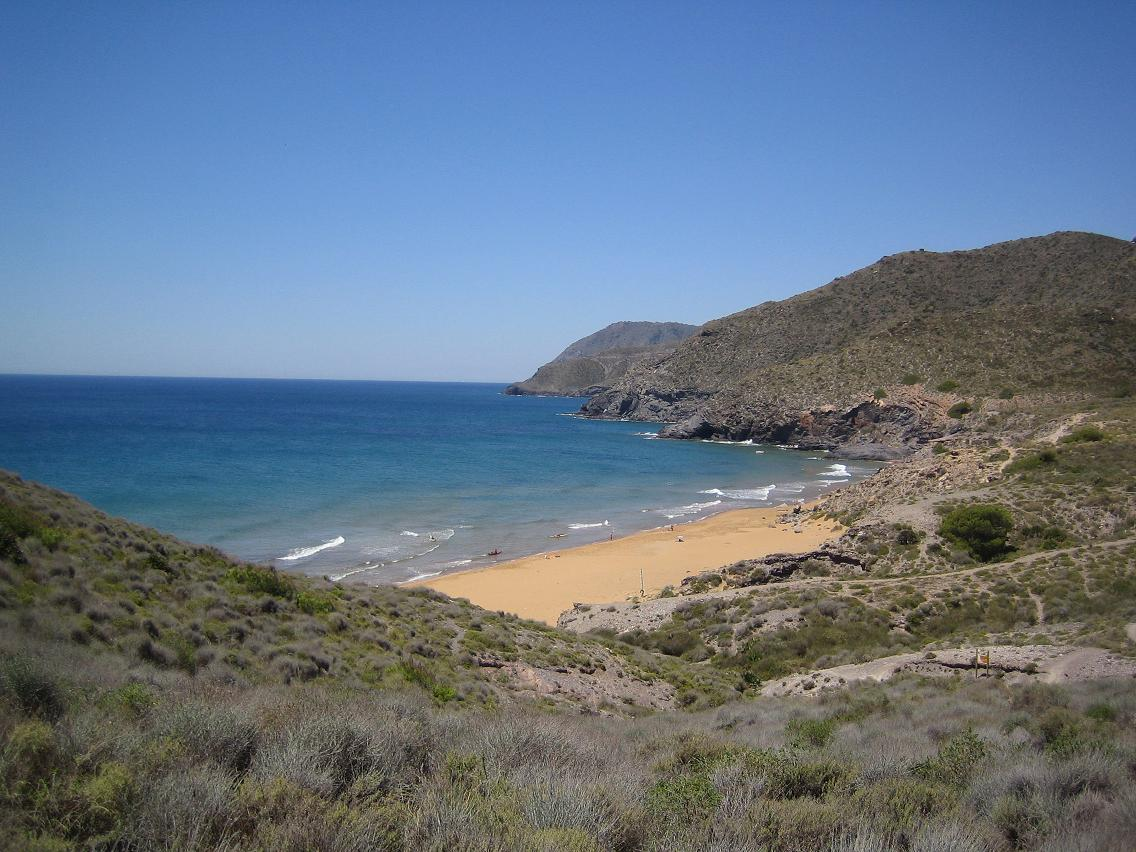
Bờ biển Địa Trung Hải tại Cartagena, vùng Murcia.

Tây Ban Nha có thể được tách thành ba vùng khí hậu chính, dựa theo vị trí địa lý và điều kiện địa hình:
- Khí hậu Địa Trung Hải có đặc điểm là mùa hè ấm/nóng và khô, kiểu khí hậu này chi phối tại bán đảo. Nó có hai dạng là Csa và Csb theo phân loại khí hậu Köppen.
  - Đới Csa gắn với các khu vực có mùa hè nóng. Nó chi phối tại bờ biển và nội lục Địa Trung Hải và miền nam giáp Đại Tây Dương suốt Andalucía, Extremadura và hầu hết phần trung tâm đất nước. Csa gồm các vùng khí hậu có mùa đông tương đối ấm lẫn lạnh, vốn được cho là cực kỳ khác biệt với nhau ở cấp độ địa phương, do đó phân loại Köppen thường bị bỏ qua tại Tây Ban Nha. Các bản đồ khí hậu địa phương thường chia vùng Địa Trung Hải (bao trùm hầu hết đất nước) thành các vùng mùa đông ấm và mùa đông lạnh, thay vì theo nhiệt độ mùa hè.
  - Đới Csb có mùa hè ấm thay vì nóng, và mở rộng thêm các khu vực có mùa đông mát không tiêu biểu cho khí hậu Địa Trung Hải, như phần lớn miền trung và bắc-trung của Tây Ban Nha (miền tây Castilla–León, miền đông bắc Castilla-La Mancha và miền bắc Madrid) và đến các khu vực mưa nhiều hơn (đáng chú ý là Galicia). Chú ý là các khu vực có lượng mưa tương đối cao như Galicia không được cho là có khí hậu Địa Trung Hải theo phân loại địa phương, mà được phân loại là đại dương.
- Khí hậu bán khô hạn (BSk, BSh) chi phối tại một phần tư đông nam của quốc gia, song cũng lạn rộng tại nhiều khu vực khác. Nó bao trùm hầu hết vùng Murcia, miền nam Valencia và miền đông Andalucía, nơi này cũng tồn tại khí hậu hoang mạc nóng thực sự. Xa về phía bắc, nó chi phối tại thượng du và trung du thung lũng Ebro chảy qua miền nam Navarra, miền trung Aragón và miền tây Cataluña. Nó cũng tồn tại ở Madrid, Extremadura, Castilla-La Mancha, và một số địa điểm thuộc miền tây Andalucía. Mùa khô kéo dài qua mùa hè và nhiệt độ trung bình tuỳ thuộc vào cao độ và vĩ độ.
- Khí hậu đại dương (Cfb), nằm tại một phần tư miền bắc của quốc gia, đặc biệt là vùng ven Đại Tây Dương (Xứ Basque, Cantabria, Asturias, và một phần Galicia cùng Castilla–León). Ngoài ra, nó còn hiện diện tại miền bắc Navarra, tại hầu hết các khu vực vùng cao dọc Sistema Ibérico và trong các thung lũng Pyrénees- tại đây cũng tồn tại một biến thể cận nhiệt đới ẩm (Cfa). Nhiệt độ mùa đông và mùa hè chịu tác động từ biển, và không bị hạn hán theo mùa.

Ngoài các kiểu khí hậu chính này, còn có các kiểu phụ khác, như khí hậu núi cao và khí hậu lục địa (Dfc, Dfb / Dsc, Dsb) trên dãy Pyrénées cũng như nhiều nơi tại Cordillera Cantábrica, Sistema Central, Sierra Nevada và Sistema Ibérico, và có một khí hậu hoang mạc đặc trưng (BWk, BWh) tại vùng Almería, Murcia và miền đông quần đảo Canaria. Các vùng thấp của quần đảo Canaria có nhiệt độ trung bình trên 18,0 °C vào tháng mùa lạnh nhất, do đó có khí hậu nhiệt đới.

### Động thực vật
Hệ động vật của Tây Ban Nha đa dạng ở mức cao, phần nhiều là do vị trí địa lý thuộc bán đảo Iberia giữa Đại Tây Dương và Địa Trung Hải, giữa châu Phi và châu Âu, và có sự đa dạng lớn về môi trường sống và sinh cảnh nhờ có nhiều loại khí hậu và các vùng khác biệt lớn. Một số loài bản địa của Tây Ban Nha lan truyền khắp thế giới, như thỏ châu Âu thời cổ đại, hay loài chim yến Đại Tây Dương thời hiện đại. So với châu Âu, Tây Ban Nha có mức độ đa dạng sinh học cao, và có số lượng các loài có xương sống lớn nhất (khoảng 570) trong số các quốc gia châu Âu.

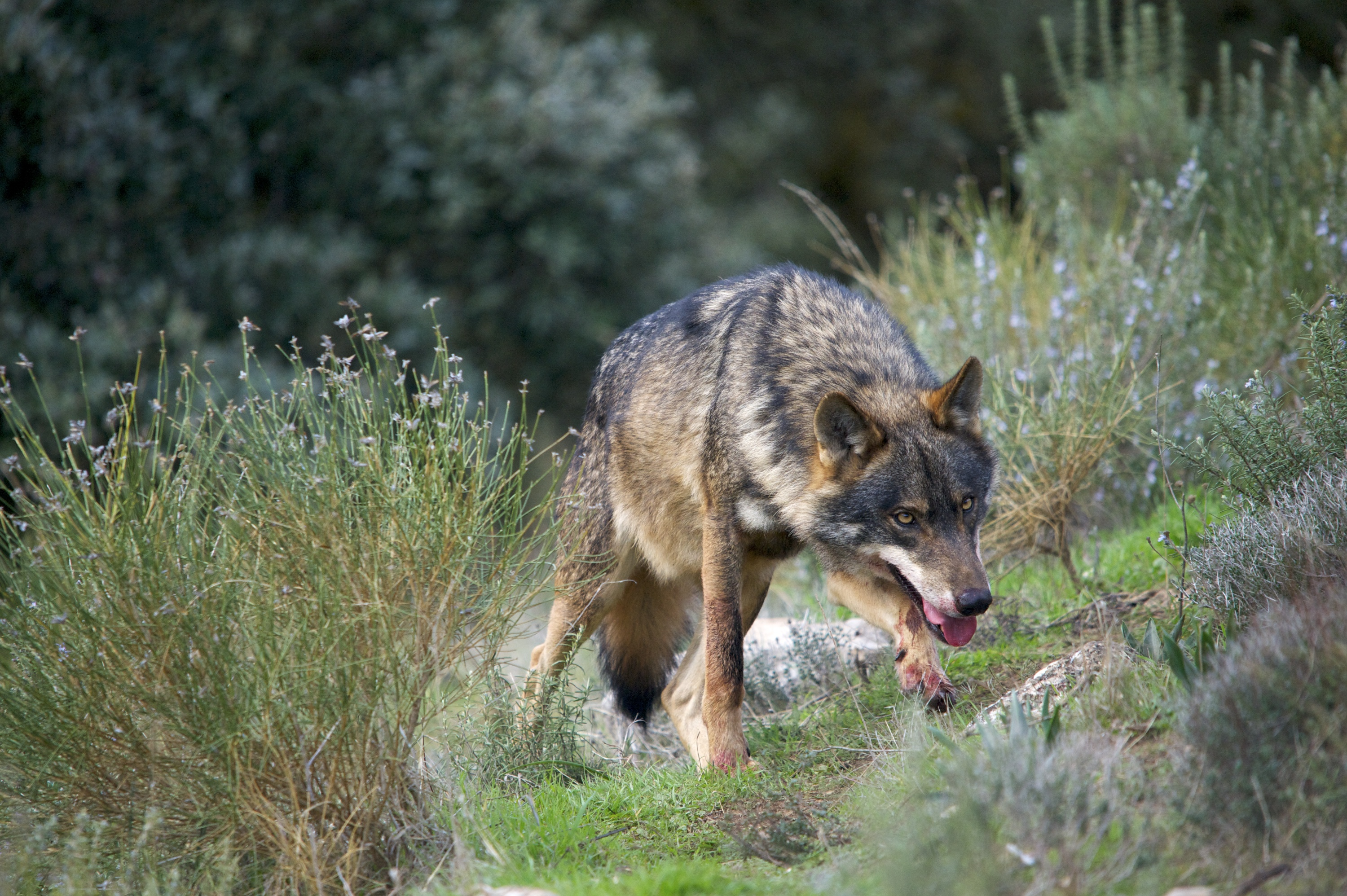
Chó sói Iberia

Tại bán đảo Iberia có thể tìm thấy các loài đã biến mất tại các khu vực khác của châu Âu, đó là do trong quá khứ Tây Ban Nha là lãnh thổ có dân cư thưa thớt so với các quốc gia như Đức, Anh hay Ý. Hơn nữa, Tây Ban Nha còn công nghiệp hoá muộn, song cũng gây ra suy giảm số lượng các loài và tuyệt chủng một số loài khác trong suốt thế kỷ XX. Hiện nay, có nhiều loài hiện diện có nguồn gốc từ động vật châu Phi, như tắc kè hoa, rùa cạn. Trong số các loài ăn thịt lớn, có hai loài đã biến mất tại phần lớn Tây Âu: Gấu nâu sống sót trên dãy Cantabria và một số vùng cô lập trên dãy Pyrénées; chó sói Iberia là phân loài đặc hữu của bán đảo. Trong số các loài ăn thịt tiêu biểu nhất, chắc chắn là có linh miêu Iberia, là loài thuộc họ Mèo bị đe doạ lớn nhất tại châu Âu. Dê núi Iberia là một loài đặc hữu, nó phân bố rải rác trên bán đảo. Số lượng các loài chim tại bán đảo Iberia rất cao so với các hệ động vật châu Âu khác, một phần là do các loài chim từ Bắc Âu và châu Phi hạ Sahara đến trú đông hoặc làm tổ tại đây. Quần đảo Canaria cũng có các loài chim và thú đặc hữu.
Hệ thực vật Tây Ban Nha phụ thuộc vào nhiều yếu tố như địa hình, khí hậu và vĩ độ. Lãnh thổ Tây Ban Nha được chia thành các vùng địa lý thực vật khác nhau (vùng cực núi cao, châu Âu-Siberia, Địa Trung Hải, và Macaronesia tại Canaria), mỗi vùng có các đặc đểm thực vật riêng phần lớn là do tương tác giữa các nhân tố sinh học và phi sinh học khác nhau. Trong châu Âu, Tây Ban Nha có số lượng loài thực vật lớn nhất (7.600 loài thực vật có mạch). Hệ thực vật tại quần đảo Canaria có tính đặc hữu cao, với hơn 500 loài đặc hữu.

## Chính trị

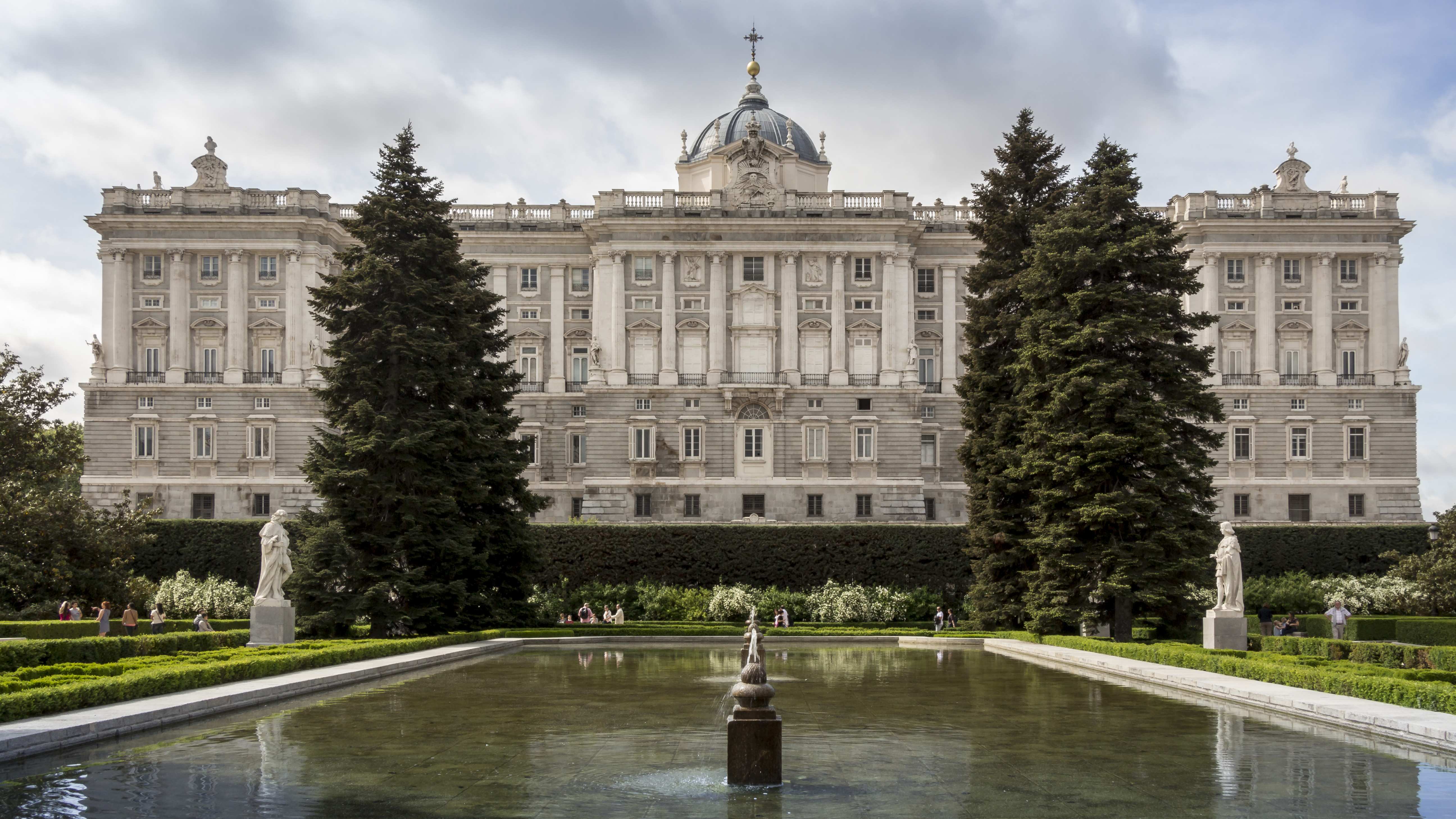
Cung điện Hoàng gia tại Madrid.

Hiến pháp lịch sử của Tây Ban Nha có từ năm 1812. Hiến pháp Tây Ban Nha 1978 là đỉnh điểm trong quá trình chuyển đổi dân chủ tại Tây Ban Nha. Do thiếu kiên nhẫn với tiến trình cải cách chính trị dân chủ chậm chạp vào năm 1976 và 1977, Quốc vương Juan Carlos vốn có cá tính mạnh đã quyết định bãi chức Carlos Arias Navarro và bổ nhiệm nhà cải cách Adolfo Suárez làm thủ tướng. Tổng tuyển cử năm 1977 triệu tập Constituent Cortes (Nghị viện Tây Ban Nha) nhằm mục đích soạn thảo và phê chuẩn hiến pháp năm 1978. Trong một cuộc trưng cầu dân ý vào ngày 6 tháng 12 năm 1978, 88% cử tri phê chuẩn hiến pháp mới.
Theo hiến pháp, Tây Ban Nha hiện gồm có 17 cộng đồng tự trị và hai thành phố tự trị với các mức độ tự trị khác nhau, song hiến pháp quy định rõ ràng về tính thống nhất không thể chia cắt của quốc gia Tây Ban Nha. Hiến pháp cũng quy định rằng Tây Ban Nha không có quốc giáo, và mọi người được tự do hành lễ hoặc tin tưởng theo ý nguyện của bản thân.
Chính quyền Tây Ban Nha thông qua một đạo luật vào năm 2007 nhằm mục tiêu tăng cường bình đẳng giới trong sinh hoạt chính trị và kinh tế tại Tây Ban Nha. Đến tháng 5 năm 2017, có 140 trong số 350 thành viên Hạ nghị viện là nữ giới. Con số này đưa Tây Ban Nha xếp hạng 12 về tỷ lệ nữ giới trong hạ nghị viện. Tại Thượng nghị viện, có 101 nữ nghị sị trong tổng số 263 ghế, chiếm 38%. Chỉ số vai trò của giới (GEM) tại Tây Ban Nha trong báo cáo phát triển con người Liên Hợp Quốc là 0,794 trong giai đoạn 2007-2008, xếp thứ 12 thế giới.

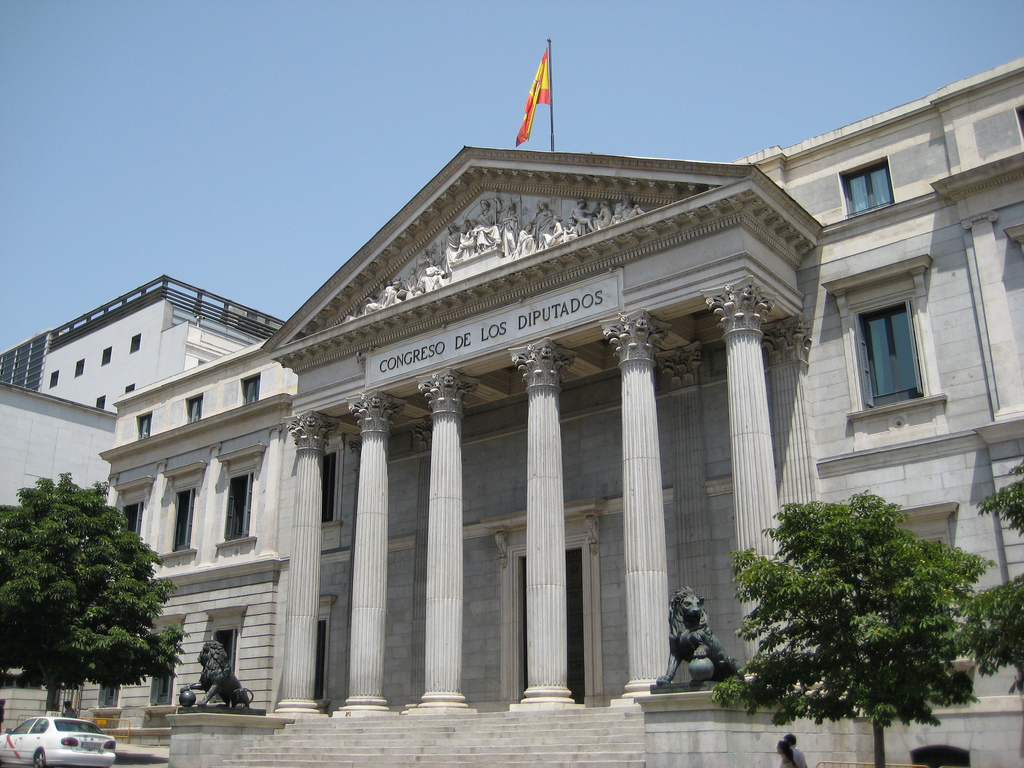
Đại hội Đại biểu, Madrid.

Tây Ban Nha là một quốc gia quân chủ lập hiến, có một quân chủ kế tập và một quốc hội lưỡng viện: Cortes Generales. Nhánh hành pháp gồm có Hội đồng Bộ trưởng Tây Ban Nha, chủ trì là Thủ tướng, do quốc vương chỉ định và bổ nhiệm và được Đại hội Đại biểu xác nhận sau bầu cử lập pháp. Theo tập quán chính trị từ Hiến pháp 1978, người được quốc vương bổ nhiệm đều đến từ đảng chiếm đa số ghế trong Nghị viện. Nhánh lập pháp gồm có Đại hội Đại biểu (Congreso de los Diputados) với 350 thành viên, được bầu theo phổ thông đầu phiếu đại diện tỷ lệ bằng phương pháp D'Hondt, khu vực bầu cử là các tỉnh, có nhiệm kỳ bốn năm; và một Thượng nghị viện (Senado) gồm 259 ghế, 208 trong số đó được bầu trực tiếp từ phiếu phổ thông và 51 ghế do các cơ quan lập pháp cấp vùng bổ nhiệm, họ đều có nhiệm kỳ bốn năm.
Tây Ban Nha có mức độ tự do vào hàng cao nhất thế giới đối với cộng đồng LGBT. Trong số các quốc gia được Trung tâm Nghiên cứu Pew khảo sát vào năm 2013, Tây Ban Nha xếp hạng nhất về chấp nhận tình dục đồng giới, với 88% xã hội ủng hộ cộng đồng đồng tính nam so với 11% ngược lại.

### Hành chính
Tây Ban Nha về mặt kết cấu tổ chức được gọi là Estado de las Autonomías ("nhà nước của các vùng tự trị"); đây là một trong các quốc gia phân quyền nhất tại châu Âu, cùng với Thuỵ Sĩ, Đức và Bỉ. Tây Ban Nha gồm có 17 cộng đồng tự trị và 2 thành phố tự trị, chúng là các đơn vị hành chính cấp một. Các cộng đồng tự trị hình thành sau khi hiến pháp hiện hành có hiệu lực vào năm 1978, theo đó công nhận quyền tự quản của "các dân tộc và vùng của Tây Ban Nha". Các cộng đồng tự trị được hợp thành từ các tỉnh nằm liền kề nhau, có các điểm chung về lịch sử, văn hoá và kinh tế. Hai thành phố tự trị Ceuta và Melilla nằm trên bờ biển Bắc Phi.
Luật tổ chức cơ bản của mỗi cộng đồng tự trị là Quy chế tự trị. Quy chế tự trị quy định tên gọi của cộng đồng theo bản sắc lịch sử và đương đại, và giới hạn về lãnh thổ, tên gọi và tổ chức của các thể chế chính phủ và quyền lực mà họ được hưởng theo hiến pháp. Chính quyền tất cả các cộng đồng tự trị cần phải dựa trên phân chia quyền lực, gồm một hội đồng lập pháp với các nghị viên được bầu theo phổ thông đầu phiếu, một hội đồng chính phủ có các chức năng hành pháp và hành chính do một chủ tịch lãnh đạo (người này được hội đồng lập pháp bầu ra và do quốc vương bổ nhiệm), và một toà án tối cao dưới thẩm quyền của toà án tối cao Tây Ban Nha.
Cataluña, Galicia và xứ Basque tự xác định là dân tộc, họ được cấp quyền tự quản thông qua một quá trình nhanh chóng. Andalucía cũng lấy danh nghĩa như vậy trong Quy chế tự trị đầu tiên của họ, song cộng đồng này tuân theo một quá trình dài hơn theo quy định của hiến pháp giống như phần còn lại của quốc gia. Dần dần, các cộng đồng khác khi sửa đổi Quy chế tự trị của mình cũng lấy danh nghĩa này nằm phù hợp với bản sắc lịch sử và hiện đại của họ, như Cộng đồng Valencia, quần đảo Canaria, quần đảo Baleares, và Aragón.
Các cộng đồng tự trị có quyền tự trị lập pháp và hành pháp rộng rãi. Phân bổ quyền lực có thể khác biệt giữa các cộng đồng, dựa theo Quy chế tự trị của họ, do phân quyền được dự định là bất đối xứng. Chỉ có hai cộng đồng là Xứ Basque và Navarre có quyền tự chủ tài chính hoàn toàn. Ngoài tự chủ tài chính, các "dân tộc" Andalucía, Xứ Basque, Cataluña, và Galicia được phân quyền nhiều hơn so với các cộng đồng khác, trong đó có khả năng chủ tịch vùng giải thể nghị viện và kêu gọi bầu cử. Ngoài ra, Xứ Basque, Cataluña và Navarra có quân đoàn cảnh sát riêng, lần lượt là Ertzaintza, Mossos d'Esquadra và Policía Foral. Các cộng đồng khác có lực lượng hạn chế hơn, hoặc không có. Tuy vậy, các sửa đổi gần đây đã giảm thiểu tính bất đối xứng giữa quyền lực trao cho các "dân tộc" và các vùng còn lại.
Các cộng đồng tự trị được chia thành các tỉnh, các tỉnh lại được chia thành các khu tự quản. Sự tồn tại của các tỉnh và khu tự quản được hiến pháp bảo vệ. Các khu tự quản được cấp quyền tự quản về các vấn đề nội bộ, và các tỉnh là đơn vị lãnh thổ thi hành hoạt động của nhà nước. Phân chia cấp tỉnh hiện nay chủ yếu dựa vào phân chia lãnh thổ năm 1833, theo đó lãnh thổ Tây Ban Nha được chia thành 50 tỉnh. Các cộng đồng Asturias, Cantabria, La Rioja, quần đảo Baleares, Madrid, Murcia và Navarra chỉ gồm một tỉnh duy nhất, cùng tồn tại với cộng đồng. Trong trường hợp này, các thể chế hành chính của tỉnh bị thay thế bằng các thể chế hành chính của cộng đồng. Tại Cataluña, comarques (số ít comarca) là tập hợp các khu tự quản và vegueries (số ít vegueria) là tập hợp các comarques.

### Ngoại giao

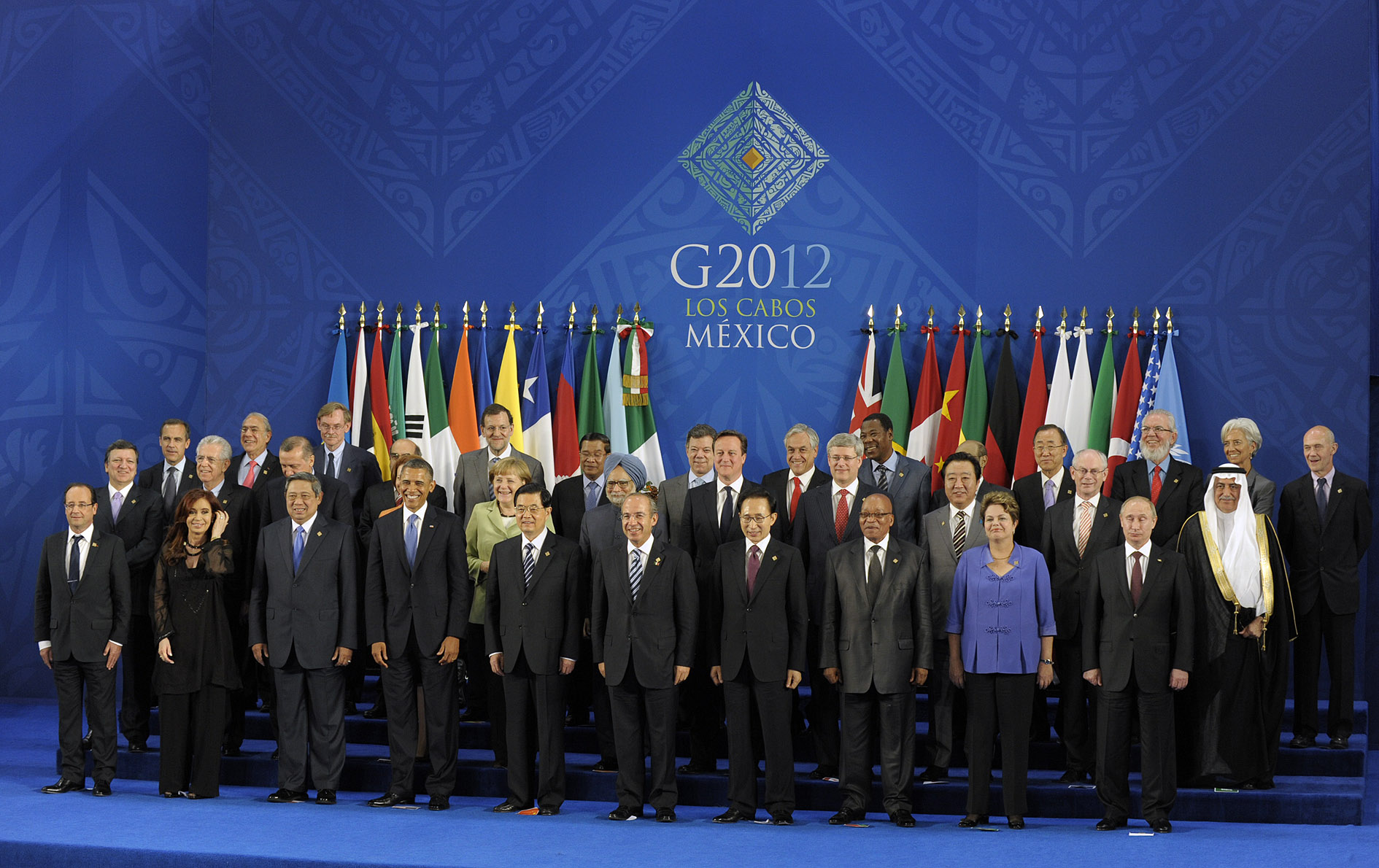
Mariano Rajoy tại hội nghị thượng đỉnh G-20 tại Mexico. Tây Ban Nha là khách mời thường trực của G-20.

Sau khi khôi phục chế độ dân chủ từ năm 1975, chính sách ngoại giao của Tây Ban Nha ưu tiên phá vỡ cô lập ngoại giao từ thời kỳ Franco và mở rộng quan hệ ngoại giao, gia nhập Cộng đồng châu Âu, và xác định quan hệ an ninh với phương Tây. Tây Ban Nha là một thành viên NATO từ năm 1982, và tham gia vào các hoạt động an ninh quốc tế đa phương. Quyền thành viên trong Liên minh châu Âu đóng vai trò quan trọng trong chính sách đối ngoại của Tây Ban Nha. Đối với các vấn đề bên ngoài Tây Âu, Tây Ban Nha cũng ưu tiên phối hợp nỗ lực với đối tác trong Liên minh châu Âu thông qua cơ chế hợp tác chính trị châu Âu. Việc Tây Ban Nha và Bồ Đào Nha gia nhập Liên minh châu Âu giúp giải quyết một số xung khắc mậu dịch định kỳ giữa họ. Hợp tác song phương Tây Ban Nha-Pháp được tăng cường do hành động chung chống lại bạo lực của ETA.
Tây Ban Nha duy trì gắn bó đặc biệt với các quốc gia nói tiếng Tây Ban Nha. Chính sách của quốc gia này nhấn mạnh về khái niệm một cộng đồng Iberia-châu Mỹ, tìm cách liên kết bán đảo Iberia với các quốc gia nói tiếng Tây Ban Nha tại Trung Mỹ và Nam Mỹ thông qua ngôn ngữ, thương mại, lịch sử và văn hoá. Tây Ban Nha là một hình mẫu có ảnh hưởng về chuyển đổi từ chế độ độc tài sang dân chủ của khu vực. Tây Ban Nha duy trì các chương trình hợp tác kinh tế và kỹ thuật cùng trao đổi văn hoá với Mỹ Latinh, cả song phương lẫn trong khuôn khổ Liên minh châu Âu.
Tây Ban Nha duy trì quan hệ đặc biệt với các quốc gia trong bồn địa Địa Trung Hải. Năm 1995, chính phủ của Felipe González đề xuất lên Liên minh châu Âu về tiến trình Barcelona, kế hoạch này được Pháp tái khởi động vào năm 2008 bằng Liên minh Địa Trung Hải. Tây Ban Nha có quan hệ thông hiểu với Algieria và Tunisia, song quan hệ với Maroc lại phức tạp hơn rất nhiều do các vấn đề như ngư nghiệp, nhập cư, yêu sách chủ quyền của Maroc đối với Ceuta và Melilla.
Trong khi đó, Tây Ban Nha bắt đầu mở rộng tiếp xúc với châu Phi hạ Sahara, quan tâm đặc biệt đến thuộc địa cũ của mình là Guinea Xích Đạo và duy trì chương trình viện trợ lớn cho nước này. Gần đây, Tây Ban Nha tìm cách có quan hệ mật thiết hơn với Senegal, Mauritania, Mali và các quốc gia khác nhằm tìm giải pháp cho vấn đề nhập cư bất hợp pháp đến quần đảo Canaria. Trong quan hệ với thế giới Ả Rập, Tây Ban Nha thường xuyên ủng hộ lập trường của khối Ả Rập về các vấn đề Trung Đông. Các quốc gia Ả Rập là một mối quan tâm ưu tiên của Tây Ban Nha do là nguồn cung dầu khí và một vài quốc gia Ả Rập có đầu tư đáng kể tại Tây Ban Nha. Tây Ban Nha nằm trong số các quốc gia châu Âu cuối cùng công nhận Israel, và duy trì quan hệ ngoại giao từ năm 1986. Dù Philippines từng là thuộc địa cũ của Tây Ban Nha, song quan hệ song phương còn yếu, phần lớn tập trung vào khía cạnh văn hoá và các chương trình hỗ trợ nhân đạo.
Maroc tranh chấp chủ quyền với Tây Ban Nha về plazas de soberanía. Tây Ban Nha yêu sách chủ quyền đối với lãnh thổ hải ngoại Gibraltar của Anh Quốc, phản đối quần đảo Selvagens của Bồ Đào Nha có vùng đặc quyền kinh tế, và tranh chấp đảo Perejil ngoài khơi Maroc từng dẫn đến xung đột vũ trang vào năm 2002. Bồ Đào Nha không công nhận chủ quyền của Tây Ban Nha đối với Olivenza.

### Quân sự

Trong trận Lepanto năm 1571, Tây Ban Nha dẫn đầu liên quân hải quân Cơ Đốc giáo đánh bại Hải quân Ottoman.

Thế kỷ XVI và XVII đánh dấu đỉnh cao sức mạnh của Tây Ban Nha, còn được gọi là Thời kỳ hoàng kim Tây Ban Nha. Tây Ban Nha giành được một đế quốc rộng lớn khi đánh bại các nhà nước tập quyền tại châu Mỹ, và thuộc địa hoá Philippines. Các đơn vị "tercio" của Tây Ban Nha nhờ có vàng và bạc của đế quốc nên đã chi phối châu Âu. Sức mạnh quân sự của Tây Ban Nha phai nhạt sau Chiến tranh Ba mươi năm, song nhờ tái củng cố hải quân nên quốc gia này vẫn duy trì là một cường quốc quân sự lớn trong suốt thế kỷ XVIII, cạnh tranh với Anh và Pháp trên toàn cầu. Chiến tranh Napoléon làm thay đổi đột ngột lịch sử quân sự Tây Ban Nha, các thuộc địa tại châu Mỹ tiến hành chiến tranh giành độc lập thành công, kéo theo nội chiến trong nước. Tàn dư của đế quốc tại châu Mỹ và châu Á sụp đổ vào năm 1898 khi phải đương đầu với thế lực đang lên là Hoa Kỳ. Nội chiến Tây Ban Nha 1936-1939 là nơi thử nghiệm trước các chiến thuật trong Chiến tranh thế giới thứ hai, như chiến thuật chiến đấu hàng không và xe bọc thép.
Tây Ban Nha trở thành một thành viên của NATO từ năm 1982, quyết định này được thông qua trong một cuộc trưng cầu dân ý vào năm 1986. Các điều kiện là giảm thiểu các căn cứ quân sự của Hoa Kỳ, không tích hợp Tây Ban Nha vào cấu trúc quân sự của liên minh Đại Tây Dương và cấm chỉ đưa vũ khí hạt nhân đến Tây Ban Nha, tuy nhiên hai điều kiện đầu ngày nay không còn được lưu tâm. Do chuyển đổi dân chủ và tiếp xúc trực tiếp với các quốc gia dân chủ, tham gia tích cực các vấn đề quốc tế, chuyên nghiệp hoá lực lượng vũ trang và các nỗ lực kinh tế đã khiến Lực lượng vũ trang Tây Ban Nha nằm vào hàng được chuẩn bị cao nhất.
Lực lượng vũ trang Tây Ban Nha (Fuerzas Armadas Españolas) có tổng tư lệnh theo hiến pháp là Quốc vương Tây Ban Nha. Tuy nhiên, trong thực tiễn việc ra quyết định về quân sự là trách nhiệm của thủ tướng, và còn có các quan chức dân sự khác bên dưới thủ tướng, như bộ trưởng quốc phòng. Ngoài ra, còn có tổng tham mưu trưởng và các tư lệnh các binh chủng. Lực lượng vũ trang Tây Ban Nha là lực lượng chuyên nghiệp với 101.900 quân nhân tại ngũ và 4.770 quân nhân dự bị vào năm 2017. Quốc gia còn có khoảng 77.000 vệ binh dân sự hùng mạnh sẽ nằm dưới quyền kiểm soát của Bộ Quốc phòng trong tình trạng khẩn cấp quốc gia. Ngân sách quốc phòng của Tây Ban Nha là 5,71 tỷ euro (7,2 tỷ USD) vào năm 2015.

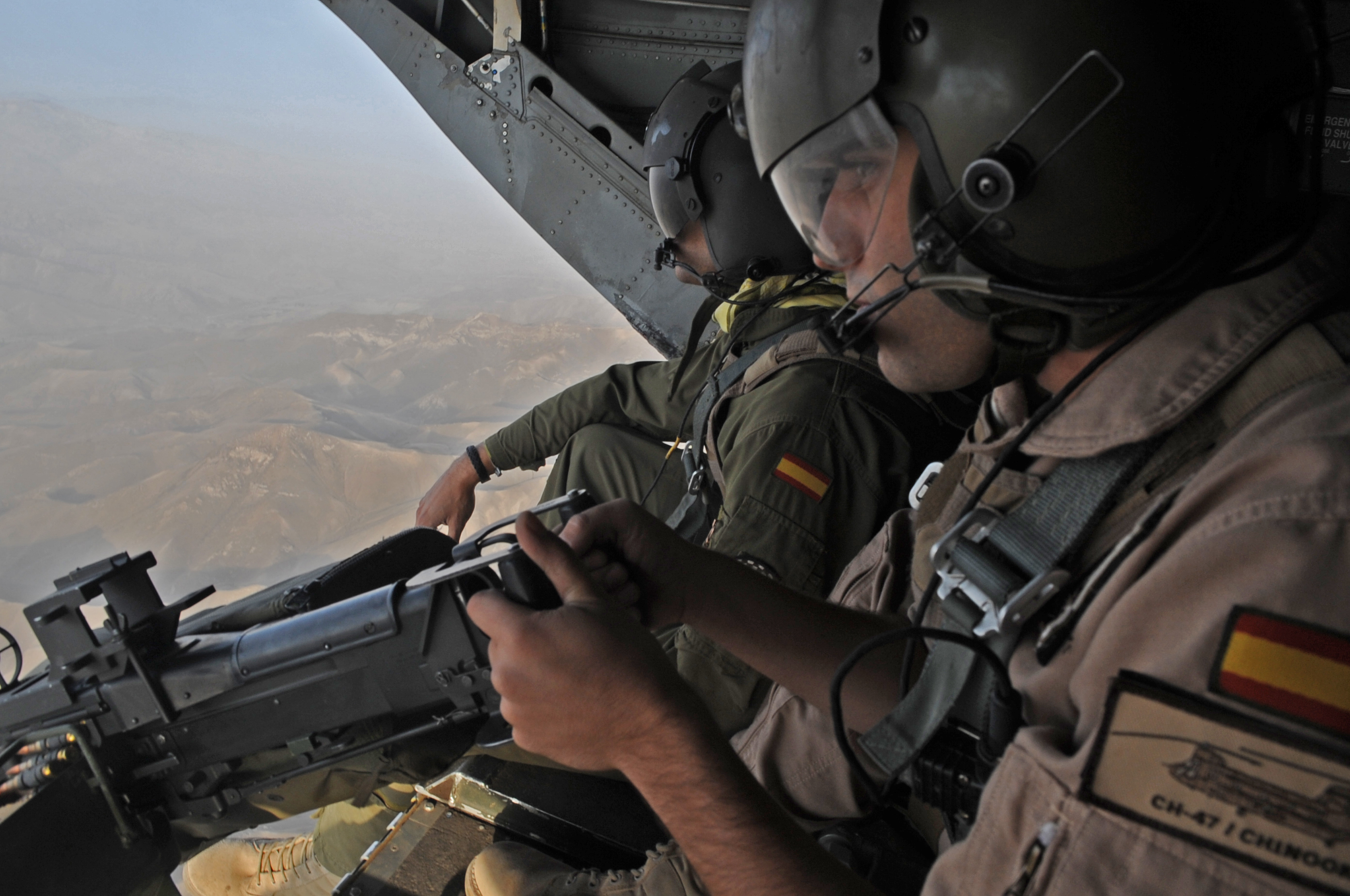
Binh sĩ Tây Ban Nha tại Afghanistan.

Lục quân Tây Ban Nha gồm có 15 lữ đoàn và sáu quân khu. Bộ binh hiện đại có năng lực đa dạng và điều này được phản ánh trong các vai trò khác nhau mà họ được giao. Các tiểu đoàn bộ binh có thể thực hiện bốn vai trò tác chiến: Không kích, bộ binh thiết giáp, bộ binh cơ giới, và bộ binh nhẹ. Lục quân Tây Ban Nha có kỹ thuật tân tiến để bảo vệ toàn vẹn lãnh thổ của Vương quốc Tây Ban Nha.
Bộ tư lệnh hải quân Tây Ban Nha (Armada) có trụ sở tại Madrid, gồm bốn vùng tư lệnh: Cantabria, Eo biển, Địa Trung Hải và Quần đảo Canaria. Soái hạm hiện nay của Hải quân Tây Ban Nha là tàu tấn công đổ bộ Juan Carlos 1, cũng được sử dụng làm một hàng không mẫu hạm. Tính đến năm 2012, tổng nhân sự của Hải quân Tây Ban Nha là 20.838 quân nhân. Thủy quân lục chiến (Infanteria de Marina) là lực lượng bộ binh của Hải quân Tây Ban Nha, thành lập từ năm 1537 và là lực lượng thủy quân lục chiến lâu đời nhất thế giới.
Tây Ban Nha hiện có khoảng 10 phi đội chiến đấu, mỗi phi đội có 18-24 máy bay. Không quân có 15 căn cứ hàng không hoạt động khắp đất nước. Không quân vận hành nhiều loại máy bay, từ chiến đấu cơ đến máy bay chở hành và vận chuyển hành khách bằng trực thăng, duy trì khoảng 450 máy bay các loại. Không quân Tây Ban Nha đang thay thế các máy bay cũ bằng các loại máy bay mới hơn như Eurofighter Typhoon và Airbus A400M Atlas. Tây Ban Nha đều tham gia chế tạo hai loại máy bay này. Vào tháng 7 năm 2014, Không quân Tây Ban Nha tham gia Bộ tư lệnh giao thông hàng không châu Âu có trụ sở tại Hà Lan.

## Kinh tế

Tây Ban Nha là một thành viên của Khu vực Schengen, Khu vực đồng euro và Thị trường chung châu Âu.

Tây Ban Nha có nền kinh tế hỗn hợp tư bản chủ nghĩa, là nền kinh tế lớn thứ 14 thế giới theo GDP danh nghĩa vào năm 2016, và cũng nằm vào nhóm lớn nhất thế giới theo GDP PPP. Tây Ban Nha là một thành viên của Liên minh châu Âu, Tổ chức Hợp tác và Phát triển Kinh tế, và Tổ chức Thương mại Thế giới. Kinh tế Tây Ban Nha đứng thứ năm trong Liên minh châu Âu, sau Đức, Anh, Pháp và Ý xét theo GDP danh nghĩa. Năm 2012, Tây Ban Nha là nước xuất khẩu lớn thứ 12 trên thế giới và là nước nhập khẩu lớn thứ 16. Tây Ban Nha được xếp hạng 27 về chỉ số phát triển con người của Liên Hợp Quốc vào năm 2015 và đứng thứ 33 về GDP PPP đầu người theo Ngân hàng Thế giới vào năm 2016, được phân loại là một nền kinh tế thu nhập cao và nằm trong số quốc gia phát triển con người rất cao. Theo The Economist, Tây Ban Nha có chất lượng sinh hoạt cao thứ mười thế giới vào năm 2016. Các điểm yếu kinh niên của kinh tế Tây Ban Nha gồm có kinh tế phi chính thức lớn, và hệ thống giáo dục bị OECD xếp vào hạng kém nhất trong các quốc gia phát triển. Tây Ban Nha có mức thất nghiệp 18,6% trong quý 4 năm 2016 Các thị trường xuất khẩu chính của Tây Ban Nha vào năm 2015 là Pháp, Đức, Ý, Anh, Bồ Đào Nha;
Tây Ban Nha nhập khẩu nhiều nhất từ Đức, Pháp, Trung Quốc, Ý, Hà Lan trong cùng năm.
Trong giai đoạn 1959-1974, Tây Ban Nha có tốc độ tăng trưởng kinh tế nhanh thứ hai thế giới sau Nhật Bản. Bùng nổ kinh tế kết thúc do khủng hoảng dầu mỏ thập niên 1970 và bất ổn định chính phủ trong quá trình chuyển giao sang chế độ dân chủ sau khi Franco mất vào năm 1975. Đến giữa thập niên 1990, kinh tế Tây Ban Nha khôi phục tăng trưởng sau khi bị tàn phá do khủng hoảng toàn cầu vào đầu thập niên 1990. Tăng trưởng kinh tế mạnh mẽ giúp chính phủ giảm nợ công xét theo tỷ lệ GDP và tỷ lệ thất nghiệp cao của Tây Ban Nha bắt đầu giảm đều đặn. Do ngân sách chính phủ cân bằng và lạm phát được kiểm soát, Tây Ban Nha được nhận vào Khu vực đồng euro vào năm 1999.
Sau khủng hoảng tài chính 2007–08, kinh tế Tây Ban Nha lâm vào suy thoái, bước vào một chu kỳ kinh tế vĩ mô tiêu cực. So với mức bình quân của Liên minh châu Âu và Hoa Kỳ, kinh tế Tây Ban Nha bước vào suy thoái muộn hơn (kinh tế vẫn tăng trưởng đến năm 2008), song thời gian suy thoái lâu hơn. Bùng nổ kinh tế trong thập niên 2000 bị đảo ngược, khiến hơn một phần tư lực lượng lao động thất nghiệp vào năm 2012. Về tổng thể, GDP của Tây Ban Nha giảm gần 9% trong giai đoạn 2009-2013. Tình hình kinh tế bắt đầu cải thiện vào năm 2013-2014, quốc gia này nỗ lực đảo ngược mức thâm hụt thương mại kỷ lục xảy ra vào những năm bùng nổ kinh tế đạt được thặng dư mậu dịch vào năm 2013 sau ba thập kỷ thâm hụt. Mức thặng dư được tăng cường trong các năm 2014 và 2015. Năm 2015, GDP của Tây Ban Nha tăng trưởng 3,2%, mức cao nhất kể từ năm 2007; và là mức cao nhất trong năm của các nền kinh tế lớn trong EU. Chỉ trong hai năm (2014-2015), kinh tế Tây Ban Nha đã khôi phục 85% GDP bị mất trong suy thoái 2009-2013, khiến một số nhà phân tích xem sự phục hồi hiện tại của Tây Ban Nha là nỗ lực cải cách cấu trúc. Tăng trưởng kinh tế mạnh mẽ cũng diễn ra vào năm 2016, với mức tăng trưởng cao gấp đôi so với trung bình của khối đồng tiền chung euro. Kinh tế Tây Ban Nha được dự báo duy trì thành tích tốt nhất trong số các nền kinh tế lớn của khối này vào năm 2017.

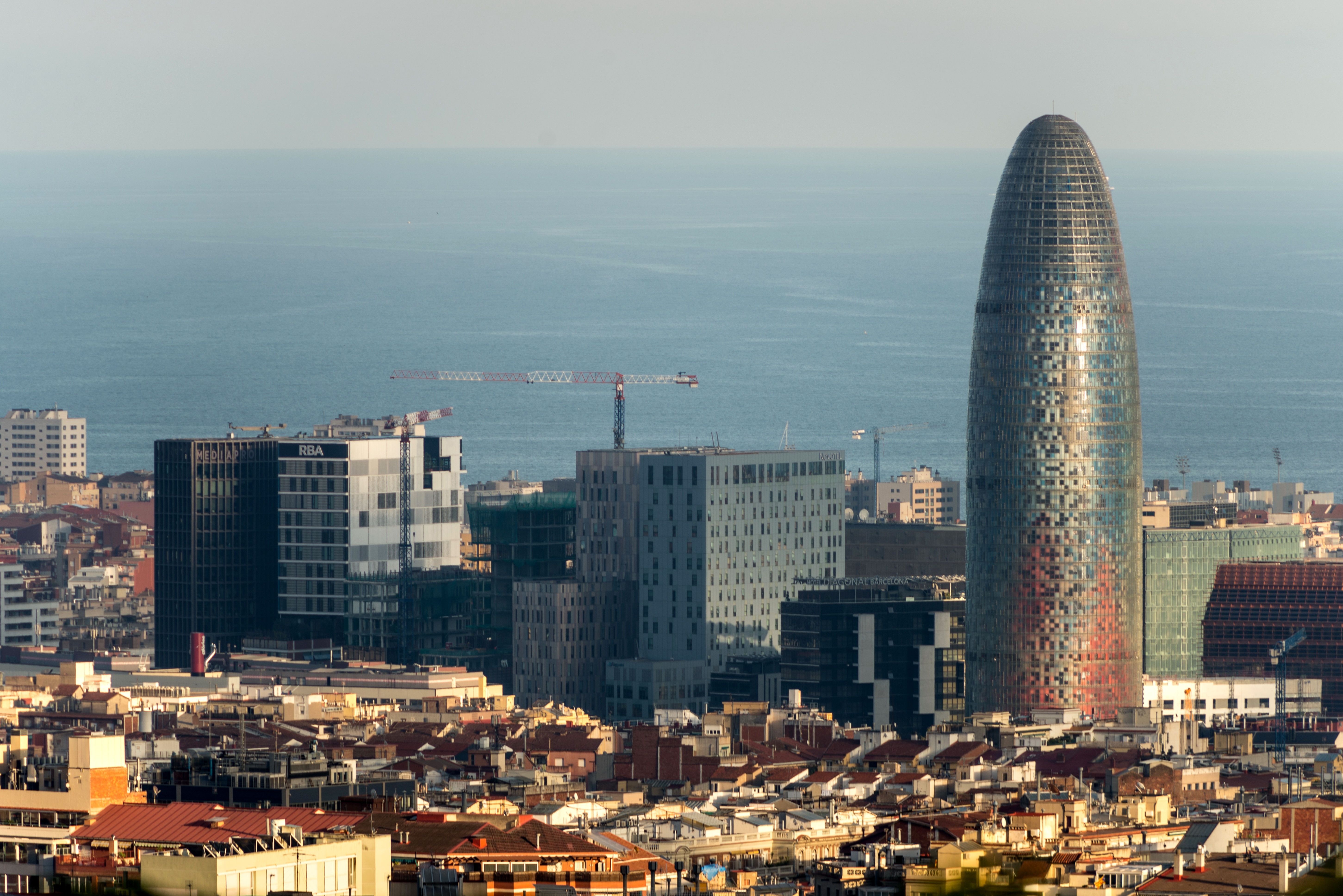
Tòa nhà Torre Agbar tại Barcelona

Kể từ thập niên 1990, một số công ty Tây Ban Nha đạt được vị thế đa quốc gia, thường mở rộng hoạt động của họ tại khu vực Mỹ Latinh vốn có quan hệ mật thiết về văn hoá. Tây Ban Nha là nhà đầu tư nước ngoài lớn nhất tại khu vực này vào năm 2009, sau Hoa Kỳ. Các công ty Tây Ban Nha cũng mở rộng sang châu Á, đặc biệt là Trung Quốc và Ấn Độ. Việc mở rộng ra toàn cầu từ sớm giúp Tây Ban Nha có lợi thế cạnh tranh với các đối thủ và các quốc gia châu Âu lân cận. Nguyên nhân của việc mở rộng từ sớm này là bùng nổ quan tâm về ngôn ngữ và văn hoá Tây Ban Nha tại châu Á và châu Phi, và văn hoá doanh nghiệp Tây Ban Nha đã học được cách chấp nhận rủi ro tại các thị trường bất ổn. Các công ty Tây Ban Nha đầu tư vào các lĩnh vực như thương mại hoá năng lượng tái tạo (Iberdrola là nhà khai thác năng lượng tái tạo lớn nhất thế giới), các công ty công nghệ, điện tử như BQ, Telefónica, Abengoa, Mondragon Corporation, Movistar, Hisdesat, Indra, các nhà sản xuất tàu hoả như CAF, Talgo, các công ty toàn cầu như công ty dệt may Inditex, xe hơi SEAT, các công ty dầu mỏ như Repsol, và sáu trong số mười hãng xây dựng chuyên về giao thông lớn nhất thế giới vào năm 2009 là của Tây Ban Nha, như Ferrovial, Acciona, ACS, OHL và FCC.

### Nông nghiệp
Trong số các quốc gia Liên minh châu Âu, Tây Ban Nha xếp thứ hai sau Pháp về tỷ lệ đất dành cho mục đích nông nghiệp. Các khu vực trồng trọt được canh tác theo hai cách thức đa dạng cao độ. Các khu vực dựa vào canh tác không tưới nước (secano) chiếm 85% toàn bộ diện tích trồng trọt, chỉ dựa vào mưa làm nguồn nước. Chúng gồm các khu vực ẩm tại miền bắc và tây bắc, cũng như các vùng khô hạn rộng lớn không có hệ thống tưới tiêu. Các khu vực có năng suất hơn nhiều là canh tác có tưới nước (regadío), chiếm khoảng 3 triệu ha vào năm 1986, tăng gấp đôi từ năm 1950. Đặc biệt đáng chú ý là phát triển tại Almería—một trong các tỉnh khô hạn và hoang vắng nhất đất nước, các cây trồng rau quả vụ đông tại đây hiện được xuất khẩu sang châu Âu.
Trên một nửa diện tích được tưới nước trồng ngô, cây ăn quả, và các loại rau. Các nông sản khác hưởng lợi từ hệ thống tưới tiêu là nho, bông, củ cải đường, khoai tây, đậu, ô liu, xoài, dâu tây, cà chua và cỏ chăn nuôi. Tuỳ theo tính chất của cây trồng, có thể thu hoạch hai vụ liên tiếp trong một năm. Các loại quả họ cam chanh là nông sản xuất khẩu hàng đầu của Tây Ban Nha. Do gia tăng tập trung vào chăn nuôi, Tây Ban Nha trở thành quốc gia nhập khẩu thuần về lương thực có hạt, để làm thức ăn gia súc.

### Du lịch

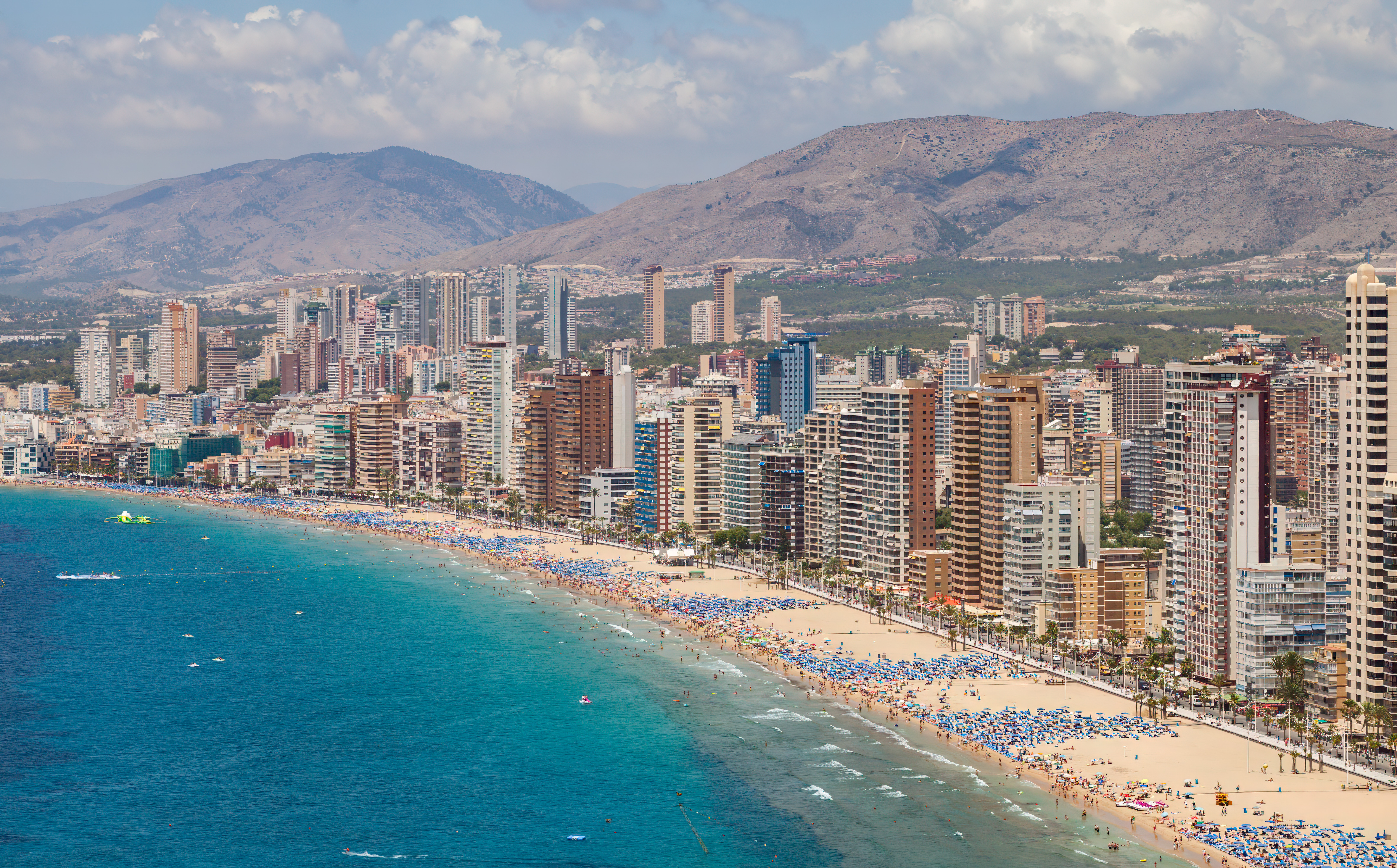
Benidorm là một trong các địa điểm du lịch ven biển lớn nhất tại Tây Ban Nha

Du lịch là một ngành có đóng góp lớn cho kinh tế Tây Ban Nha, chiếm khoảng 11% GDP. Kể từ thập niên 1960 và 1970, Tây Ban Nha là một điểm đến phổ biến trong các ngày nghỉ mùa hè, đặc biệt là có lượng lớn du khách từ Anh, Pháp, Đức và các quốc gia Benelux. Nhờ đó, ngành du lịch Tây Ban Nha phát triển đến vị trí hàng đầu thế giới. Năm 2016, Tây Ban Nha có lượng du khách ngoại quốc đông thứ ba thế giới, với 75,3 triệu lượt, là năm thứ tư liên tiếp phá kỷ lục. Tây Ban Nha đứng hạng nhất trong số 136 quốc gia theo chỉ số cạnh tranh lữ hành và du lịch năm 2017 của Diễn đàn Kinh tế Thế giới, giữ vững thứ hạng từ năm 2015.
Các khu nghỉ dưỡng và bãi biển mùa hè là loại hình du lịch đầu tiên được phát triển tại Tây Ban Nha, và đến nay chúng tạo ra thu nhập lớn nhất cho kinh tế quốc gia. Khí hậu ôn hoà quanh năm và các bãi biển cát trải dài ven Địa Trung Hải và Đại Tây Dương, cũng như hai quần đảo Baleares và Canaria thu hút du khách phía bắc châu Âu trong nhiều thập niên qua. Thị trường hàng đầu của du lịch bãi biển Tây Ban Nha là Anh, Đức và Pháp. Các bãi biển nổi tiếng nhất tại đại lục Tây Ban Nha nằm ven Địa Trung Hải. Costa Brava, Costa Daurada và Costa del Maresme, tại Cataluña rất phổ biến với du khách Pháp và nội địa Tây Ban Nha với các khu nghỉ dưỡng nổi bật là Salou và thành phố Barcelona. Tại Valencia có Costa Blanca, nơi này cực kỳ phổ biến đối với du khách Anh và Đức, Benidorm là thành phố mùa hè hàng đầu tại Tây Ban Nha. Một số điểm đến mùa hè nổi tiếng thế giới, như Marbella tại tỉnh Málaga và Sotogrande tại tỉnh Cádiz. Thành phố Málaga là một điểm đến thuộc Costa del Sol và cũng là một trong các bến cảng lớn nhất Tây Ban Nha, thường xuyên đón các tàu du lịch. Quần đảo Baleares tại Địa Trung Hải và quần đảo Canaria tại Đại Tây Dương cũng là các điểm đến rất phổ biến đối với người Tây Ban Nha và châu Âu. Ngoài du lịch mùa hè, các phương thức khác như du lịch văn hoá và kỷ niệm hay thể thao giải trí cũng được phát triển tại các khu vực này, như các thành phố nổi tiếng Barcelona và Valencia.
Do là giao điểm của nhiều nền văn minh, Tây Ban Nha có nhiều thành thị lịch sử, các điểm đến chính trước hết là hai thành phố lớn Madrid và Barcelona, cũng là hai điểm đến hàng đầu châu Âu. 13 thành phố tại Tây Ban Nha đã được công nhận là di sản thế giới UNESCO: Alcalá de Henares, Ávila, Cáceres, Córdoba, Cuenca, Ibiza, Mérida, Salamanca, San Cristóbal de La Laguna, Santiago de Compostela, Segovia, Tarragona và Toledo. Đến năm 2017, Tây Ban Nha có tổng cộng 46 di sản thế giới, đứng thứ ba sau Ý và Trung Quốc. Các điểm đến hạng nhất khác là Sevilla, Granada, Santander, Oviedo, Gijón, Bilbao và San Sebastián.
Tây Ban Nha là địa phương quan trọng đối với Công giáo La Mã, một số thánh địa linh thiêng nhất của Giáo hội Công giáo nằm tại Tây Ban Nha: Thành phố Santiago de Compostela tại Galicia là địa điểm linh thiêng thứ ba sau Thành Vatican và Jerusalem. Thành phố cũng là điểm cuối của Con đường Thánh Jacobe. Santo Toribio de Liébana thuộc vùng Cantabria và Caravaca de la Cruz thuộc vùng Murcia cũng là các địa điểm linh thiêng của Cơ Đốc giáo. Các địa phương này thu hút người hành hương và du khách từ khắp thế giới.

### Năng lượng

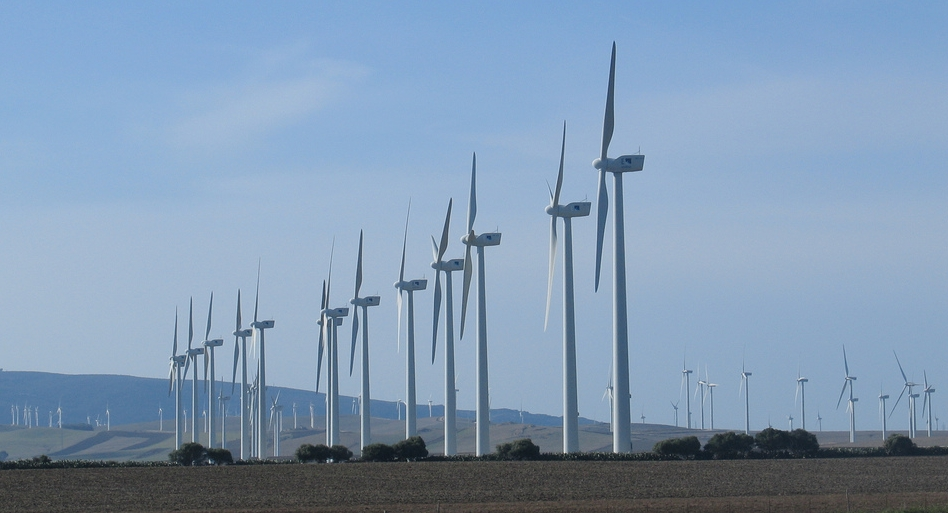
Các tua bin gió tại Cádiz, Tây Ban Nha là nước có công suất lắp đặt năng lượng gió lớn thứ năm thế giới vào năm 2015

Theo The World Factbook, vào năm 2011 Tây Ban Nha sản xuất 276,8 TWh điện, và tiêu thụ 249,7 TWh điện trong cùng năm. Trong những năm gần đây, Tây Ban Nha đầu tư lớn vào ngành năng lượng tái tạo với mục tiêu là mức phát thải cácbon bằng không trước năm 2050. Theo REE, vào tháng 3 năm 2015 đại lục Tây Ban Nha sản xuất 69% điện năng từ các công nghệ tạo ra phát thải cácbon bằng không, gồm năng lượng tái tạo cùng với một số năng lượng hạt nhân. Năng lượng hạt nhân cung cấp 23,8% điện năng cho toàn quốc vào tháng 3, còn 47% đến từ các nguồn tái tạo. Hầu hết điện năng từ nguồn tái tạo được sản xuất tại Tây Ban Nha là từ gió, và theo REE từ tháng 1 đến tháng 3 năm 2015, năng lượng gió chiếm 23,7% sản xuất điện năng trong khi năng lượng hạt nhân chiếm 22,7%.
Tây Ban Nha là một trong các quốc gia dẫn đầu thế giới về phát triển và sản xuất năng lượng tái tạo. Năm 2010, Tây Ban Nha đứng đầu thế giới về năng lượng Mặt trời khi vượt qua Hoa Kỳ do có nhà máy năng lượng khổng lồ mang tên La Florida. Tây Ban Nha cũng là nước sản xuất năng lượng gió chủ chốt của châu Âu, vào năm 2010 các tua bin gió tại đây sản xuất 42,976 GWh điện, chiếm 16,4% tổng lượng điện năng sản xuất tại Tây Ban Nha. Ngày 9 tháng 11 năm 2010, năng lượng gió đạt đỉnh cao lịch sử tức thời khi chiếm 53% nhu cầu điện năng của đại lục Tây Ban Nha và phát ra lượng điện năng tương đương với của 14 lò phản ứng hạt nhân. Các nguồn năng lượng tái tạo khác tại Tây Ban Nha là thủy điện, sinh khối và hải dương. Các nguồn năng lượng không tái tạo được sử dụng tại Tây Ban Nha là hạt nhân (tám lò phản ứng đang hoạt động), khí đốt, than đá, dầu mỏ. Các nhiên liệu hoá thạch sản xuất 58% lượng điện năng của Tây Ban Nha vào năm 2009, dưới mức bình quân của OECD là 61%.

### Giao thông

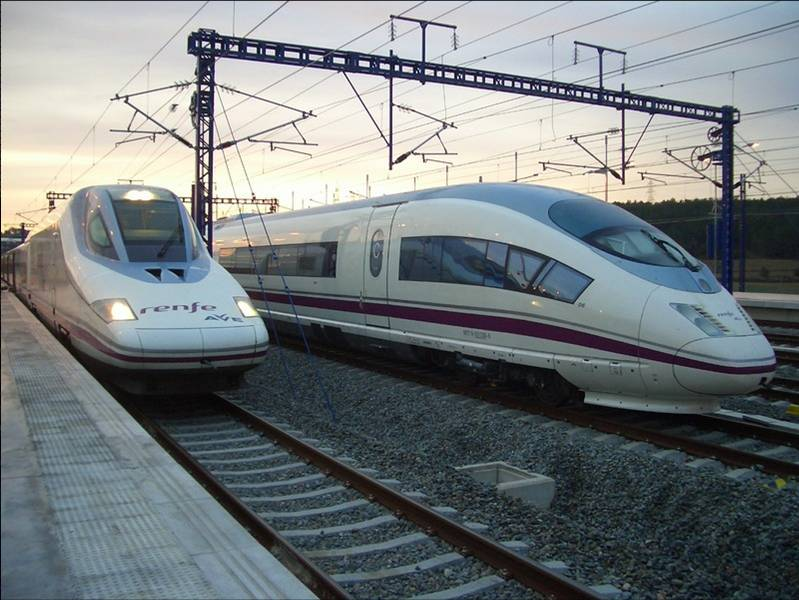
Tàu cao tốc AVE của Tây Ban Nha có tốc độ lên đến 310 km/h

Hệ thống đường bộ Tây Ban Nha chủ yếu do trung ương quản lý, với sáu đường cao tốc liên kết Madrid đến xứ Basque, Cataluña, Valencia, Tây Andalucía, Extremadura và Galicia. Ngoài ra, còn có các đường cao tốc dọc bờ biển Đại Tây Dương (Ferrol đến Vigo), Cantabria (Oviedo đến San Sebastián) và Địa Trung Hải (Girona đến Cádiz). Tây Ban Nha đặt mục tiêu một triệu ô tô điện trên đường vào năm 2014, nằm trong kế hoạch của chính phủ nhằm tiết kiệm năng lượng và tăng hiệu quả sử dụng năng lượng.
Tây Ban Nha có mạng lưới đường sắt cao tốc quy mô nhất tại châu Âu, và đứng thứ hai thế giới sau Trung Quốc. Tính đến tháng 10 năm 2010, Tây Ban Nha có tổng cộng 3.500 km đường ray cao tốc, liên kết Málaga, Sevilla, Madrid, Barcelona, Valencia và Valladolid, với các đoàn tàu đạt tốc độ lên tới 300 km/h. Tính theo trung bình toàn hệ thống vào năm 2010, đường sắt cao tốc AVE của Tây Ban Nha nhanh nhất thế giới, tiếp theo là Shinkansen của Nhật Bản và TGV của Pháp. Về tính đúng giờ, đường sắt cao tốc Tây Ban Nha xếp hạng nhì thế giới sau Nhật Bản. Nếu đạt được mục tiêu tham vọng của chương trình AVE (đường sắt cao tốc Tây Ban Nha), đến năm 2020 Tây Ban Nha sẽ có 7.000 km đường sắt cao tốc liên kết hầu như toàn bộ các thành phố cấp tỉnh đến Madrid trong vòng dưới ba tiếng và đến Barcelona trong vòng dưới bốn tiếng.
Tây Ban Nha có 47 sân bay công cộng, bận rộn nhất là Madrid-Barajas với hơn 50 triệu hành khách vào năm 2016, đứng thứ 25 thế giới và đứng thứ 5 tại châu Âu. Barcelona-El Prat cũng là một sân bay quan trọng, phục vụ hơn 44 triệu lượt hành khách vào năm 2016, đứng thứ 33 thế giới. Các sân bay quan trọng khác có trên 10 triệu hành khách nằm tại Majorca, Málaga, Las Palmas (Gran Canaria), Alicante, các sân bay khác có lượng hành khách từ 4-10 triệu hành khách. Ngoài ra, có trên 30 sân bay có dưới 4 triệu hành khách.

## Nhân khẩu

Thay đổi tháp dân số của Tây Ban Nha từ năm 1950 đến năm 2014

Viện Thống kê quốc gia ước tính dân số Tây Ban Nha đạt 46.507.760 người vào ngày 1 tháng 1 năm 2014, trong đó 41.831.739 người có quốc tịch Tây Ban Nha và 4.676.022 người nước ngoài, chiếm 10,05%. Dân số Tây Ban Nha đạt đỉnh vào năm 2012, sau đó dân số suy giảm do có nhiều người nhập cư tại Tây Ban Nha đã hồi hương do tác động của khủng hoảng kinh tế và tài chính.
Mật độ dân số của Tây Ban Nha là 92,16 người/km², thấp hơn so với hầu hết các quốc gia Tây Âu khác. Phân bổ dân cư trên toàn lãnh thổ rất không cân bằng, những nơi tập trung đông dân cư nhất nằm ven bờ biển, thung lũng sông Guadalquivir (và ở một mức độ thấp hơn là Ebro) và vùng đô thị của Madrid, trong khi phần nội lục còn lại rất thưa dân. Dân số Tây Ban Nha tăng hơn gấp đôi kể từ mức 18,6 triệu vào năm 1900, chủ yếu là do dân số bùng nổ trong thập niên 1960 và đầu thập niên 1970.
Người Tây Ban Nha bản địa chiếm 88% tổng dân số Tây Ban Nha (2008). Sau khi tỷ suất sinh giảm sâu trong thập niên 1980 và tỷ lệ tăng trưởng dân số giảm, dân số Tây Ban Nha lại có chiều hướng gia tăng, ban đầu là do làn sóng hồi hương của những người Tây Ban Nha đã di cư sang các quốc gia châu Âu khác trong thập niên 1970, và gần đây là do lượng lớn người nhập cư. Người nhập cư tại Tây Ban Nha chủ yếu đến từ Mỹ Latinh, Bắc Phi, Đông Âu, và châu Phi hạ Sahara.
Năm 2008, Tây Ban Nha cấp quyền công dân cho 84.170 người, hầu hết là người đến từ Ecuador, Colombia và Maroc. Một tỷ lệ đáng kể cư dân ngoại quốc tại Tây Ban Nha đến từ các quốc gia Tây và Trung Âu khác, họ cư trú chủ yếu tại bờ biển Địa Trung Hải và quần đảo Baleares, nhiều người trong số đó chọn sống tại Tây Ban Nha để nghỉ hưu hoặc làm việc từ xa.
Có một lượng đáng kể hậu duệ của những người thực dân và di dân Tây Ban Nha tại các nơi khác trên thế giới, nhất là tại Mỹ Latinh. Từ cuối thế kỷ XV, có nhiều người thực dân Iberia đã định cư tại Mỹ Latinh và đến nay hầu hết người da trắng Mỹ Latinh có nguồn gốc Tây Ban Nha hoặc Bồ Đào Nha. Khoảng 240.000 người Tây Ban Nha di cư trong thế kỷ XVI, chủ yếu là đến Peru và Mexico. Có thêm 450.000 người rời đi trong thế kỷ XVII. Từ năm 1846 đến năm 1932 theo ước tính có gần 5 triệu người Tây Ban Nha di cư sang châu Mỹ, đặc biệt là sang Argentina và Brasil. Khoảng hai triệu người Tây Ban Nha di cư sang các quốc gia Tây Âu khác từ năm 1960 đến năm 1975. Trong cùng giai đoạn này, có thể 300.000 người đã sang Mỹ Latinh.
Giáo dục quốc dân tại Tây Ban Nha được miễn phí và bắt buộc đối với thiếu niên từ sáu đến 16 tuổi. Hệ thống giáo dục hiện hành được quy định theo luật giáo dục năm 2006. Năm 2014, luật giáo dục được sửa đổi một phần. Từ năm 1970 đến năm 2014, Tây Ban Nha từng có bảy luật giáo dục khác nhau (LGE, LOECE, LODE, LOGSE, LOPEG, LOE và LOMCE). Hệ thống y tế tại Tây Ban Nha được cho là thuộc vào hàng tốt nhất thế giới, đứng thứ bảy trong xếp hạng của Tổ chức Y tế thế giới vào năm 2000. Chăm sóc y tế là lĩnh vực công cộng, phổ quát và miễn phí cho toàn thể công dân hợp pháp của Tây Ban Nha.

### Đô thị
Các vùng đô thị

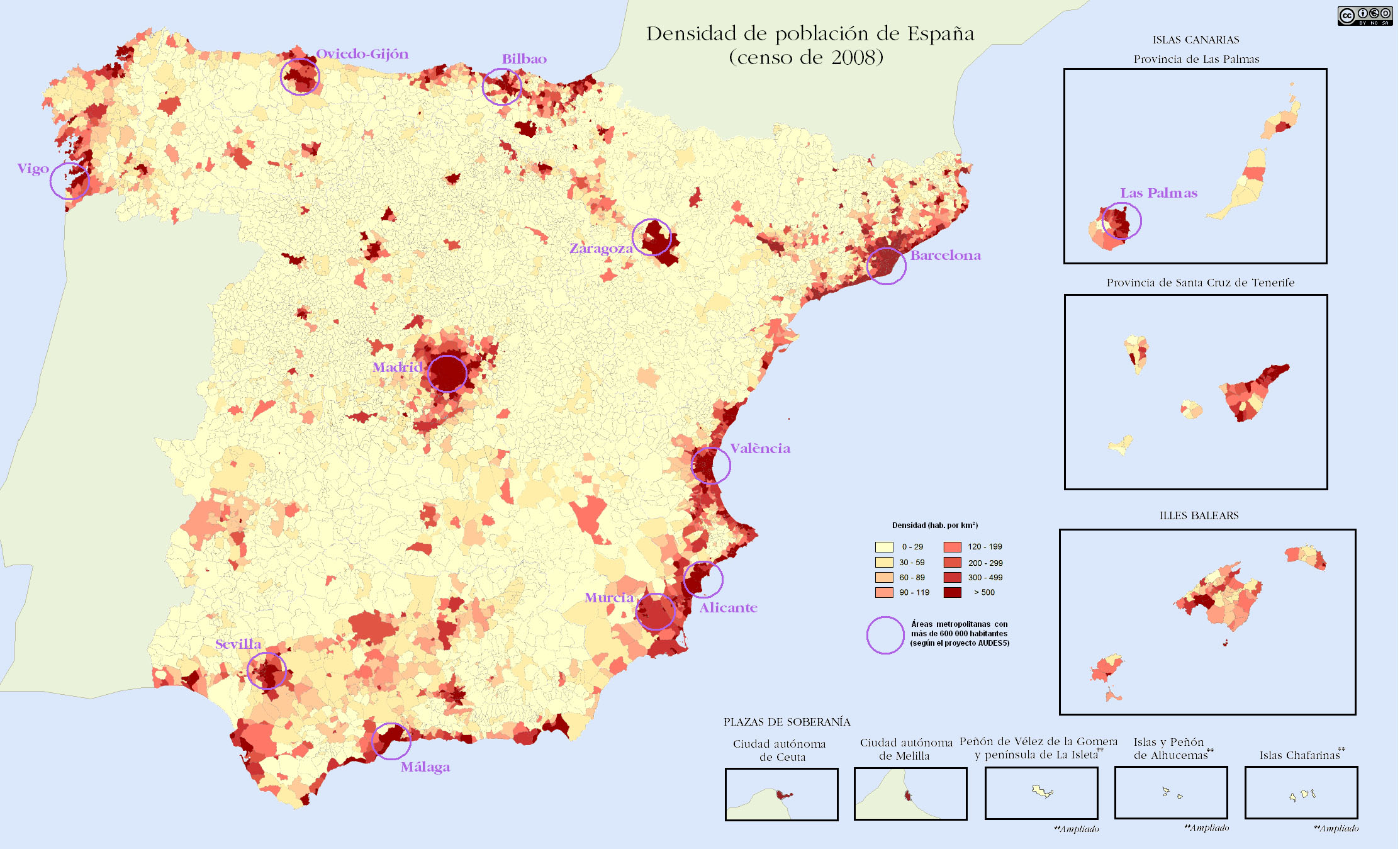
Phân bổ địa lý dân số Tây Ban Nha vào năm 2008

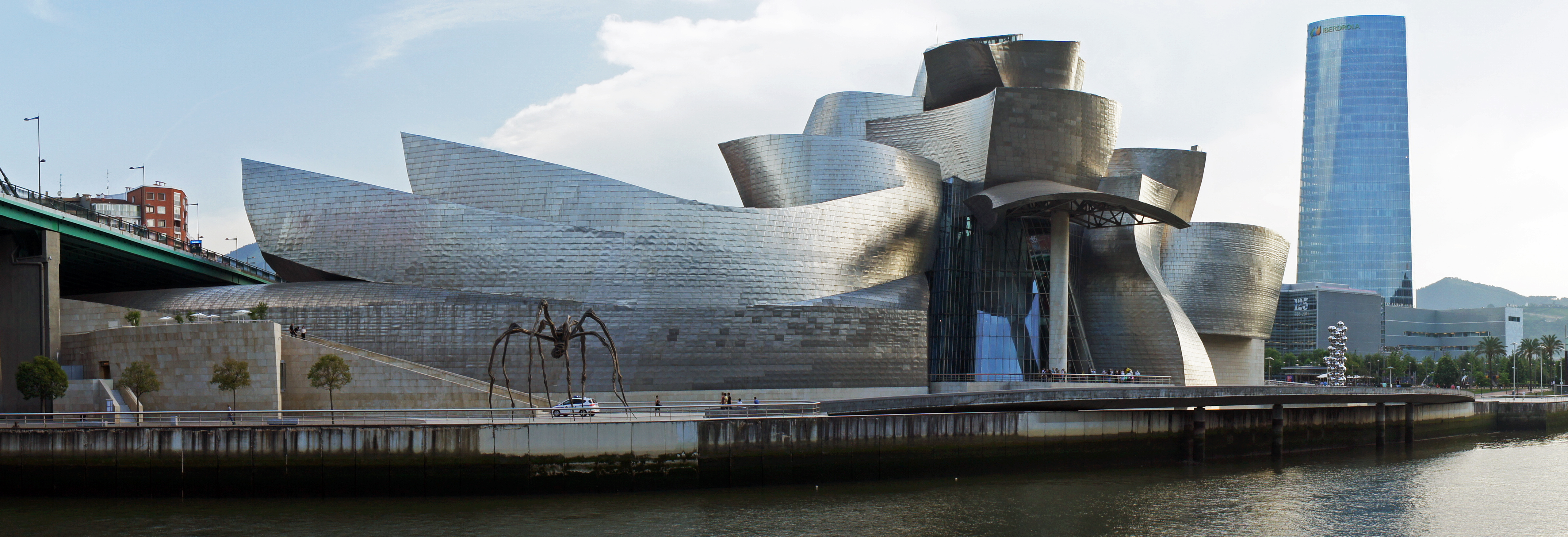
Sự biến đổi đô thị của Bilbao được ví như một hình mẫu về "thành phố thông minh".

Nguồn: "Áreas urbanas +50", Bộ Công trình công cộng và Giao thông (2013)
| Hạng | Vùng đô thị         | Cộng đồng tự trị | Dân số            | Dân số        |
| Hạng | Vùng đô thị         | Cộng đồng tự trị | Dữ liệu chính phủ | Ước tính khác |
| ---- | ------------------- | ---------------- | ----------------- | ------------- |
| 1    | Madrid              | Madrid           | 6.052.247         | 5,4 – 6,5 tr  |
| 2    | Barcelona           | Cataluña         | 5.030.679         | 4,2 – 5,1 tr  |
| 3    | Valencia            | Valencia         | 1.551.585         | 1,5 – 2,3 tr  |
| 4    | Sevilla             | Andalucía        | 1.294.867         | 1,2 – 1,3 tr  |
| 5    | Málaga              | Andalucía        | 953.251           |               |
| 6    | Bilbao              | Xứ Basque        | 910.578           |               |
| 7    | Oviedo–Gijón–Avilés | Asturias         | 835.053           |               |
| 8    | Zaragoza            | Aragón           | 746.152           |               |
| 9    | Alicante–Elche      | Valencia         | 698.662           |               |
| 10   | Murcia              | Murcia           | 643.854           |               |

### Dân tộc
Hiến pháp 1978 công nhận một vài thực thể đương đại —dân tộc— và khu vực, trong bối cảnh quốc gia Tây Ban Nha. Tây Ban Nha trên thực tế là một nhà nước đa dân tộc. Bản sắc Tây Ban Nha thay vào đó tích luỹ từ xếp tầng các bản sắc lãnh thổ và dân tộc-ngôn ngữ khác nhau thay vì một bản sắc Tây Ban Nha đơn nhất. Trong một số trường hợp, bản sắc lãnh thổ có thể xung đột với văn hoá chi phối Tây Ban Nha. Các bản sắc truyền thống riêng biệt của Tây Ban Nha gồm có người Basque, người Catalan, người Galicia, người Andalucía và người Valencia, mặc dù vậy trong mức độ nhất định toàn bộ 17 cộng đồng tự trị có thể tuyên bố một bản sắc địa phương riêng biệt.
Tây Ban Nha có một số hậu duệ của cư dân đến từ các thuộc địa cũ, đặc biệt là Mỹ Latinh và Bắc Phi. Một lượng nhỏ di dân đến từ một vài quốc gia châu Phi hạ Sahara đến định cư tại Tây Ban Nha trong thời gian gần đây. Ngoài ra, còn có số lượng đáng kể các di dân châu Á, hầu hết là người gốc Trung Đông, Nam Á và Trung Quốc. Nhóm di dân lớn nhất là người châu Âu, với số lượng lớn nhất là người Romania, Anh, Đức, Pháp. Người gitanos thuộc nhóm Di-gan bắt đầu đến Tây Ban Nha trong thế kỷ XVI; ước tính số người Di-gan tại Tây Ban Nha dao động từ 750.000 đến một triệu. Trong quá khứ, người Do Thái Sephardi và người Morisco là các nhóm thiểu số chính có nguồn gốc tại Tây Ban Nha và có đóng góp cho văn hoá Tây Ban Nha.
Theo chính phủ Tây Ban Nha, có 5,7 triệu cư dân nước ngoài sống tại Tây Ban Nha vào năm 2011, chiếm 12% tổng dân số. Theo dữ liệu cấp phép cư trú vào năm 2011, có trên 860.000 người Romania, khoảng 770.000 người Maroc, khoảng 390.000 người Anh, và 360.000 người Ecuador. Các cộng đồng nước ngoài đông đảo khác là người Colombia, người Bolivia, người Đức, người Ý, người Bulgaria và người Hoa. Có trên 200.000 di dân từ châu Phi hạ Sahara sống tại Tây Ban Nha, chủ yếu là người Senegal và người Nigeria. Khủng hoảng kinh tế kéo dài năm 2010-2011 kiến rất nhiều người nhập cư rời khỏi Tây Ban Nha do thiếu việc lam, chỉ riêng năm 2011 có trên nửa triệu người rời khỏi Tây Ban Nha.

### Ngôn ngữ

Bản đồ ngôn ngữ tại Tây Ban Nha (đơn giản hoá)

Tây Ban Nha là quốc gia đa ngôn ngữ công khai, và hiến pháp quy định rằng quốc gia sẽ bảo vệ "toàn thể người Tây Ban Nha và các dân tộc của Tây Ban Nha trong việc thực thi nhân quyền, văn hoá và truyền thống, ngôn ngữ và các thể chế của họ. Tiếng Tây Ban Nha (español) được công nhận chính thức trong hiến pháp với tên gọi tiếng Castilla (castellano), là ngôn ngữ chính thức của toàn thể quốc gia, và mọi người Tây Ban Nha có quyền và nghĩa vụ biết ngôn ngữ này. Hiến pháp cũng quy định rằng "mọi ngôn ngữ Tây Ban Nha khác" cũng sẽ có vị thế chính thức tại các cộng đồng tự trị tương ứng của chúng, phù hợp với các quy chế tự trị của địa phương, pháp luật cấp khu vực.
Các ngôn ngữ có địa vị đồng chính thức cùng tiếng Tây Ban Nha là: Tiếng Basque (euskara) tại Xứ Basque và Navarra. Tiếng Catalan (català) có vị thế chính thức tại Cataluña, quần đảo Baleares, và tại Cộng đồng Valencia với tên gọi chính thức là tiếng Valencia (valencià). Tiếng Galicia (galego) có vị thế chính thức tại Galicia. Xét theo tỷ lệ tổng dân số, tiếng Basque được nói bởi 2%, Catalan/Valencia bởi 17%, và tiếng Galicia bởi 7%. Tại Cataluña, tiếng Aran (aranés), một dạng địa phương của tiếng Occitan, được tuyên bố là ngôn ngữ đồng chính thức cùng với tiếng Catalan và tiếng Tây Ban Nha từ năm 2006. Các ngôn ngữ thiểu số Roman khác mặc dù không có địa vị chính thức, song được công nhận đặc biệt như nhóm Astur-Leon (Asturias – asturianu, còn gọi là bable – tại Asturias và León – llionés – tại Castilla và León) và tiếng Aragón (aragonés) tại Aragón. Tại thành phố tự trị Melilla trên bờ biển Bắc Phi, một phần đáng kể dân chúng nói tiếng Berber Riff. Tại các khu vực bờ biển Địa Trung Hải, tiếng Anh và tiếng Đức được nói rộng rãi bởi du khách, ngoại kiều và lao động du lịch.

### Tôn giáo
| Tôn giáo tại Tây Ban Nha | Tôn giáo tại Tây Ban Nha | Tôn giáo tại Tây Ban Nha | Tôn giáo tại Tây Ban Nha | Tôn giáo tại Tây Ban Nha |
| ------------------------ | ------------------------ | ------------------------ | ------------------------ | ------------------------ |
|                          |                          |                          |                          |                          |
| Công giáo La Mã          | Công giáo La Mã          |                          | 70.2%                    | 70.2%                    |
| Không tôn giáo           | Không tôn giáo           |                          | 25.0%                    | 25.0%                    |
| Đức tin khác             | Đức tin khác             |                          | 2.6%                     | 2.6%                     |
| Không trả lời            | Không trả lời            |                          | 2.1%                     | 2.1%                     |
| Nguồn:                   |                          |                          |                          |                          |

Công giáo La Mã từ lâu đã là tôn giáo chính tại Tây Ban Nha, và mặc dù không còn có vị thế chính thức theo pháp luật, song trong toàn bộ các trường học công lập tại Tây Ban Nha học sinh sẽ lựa chọn một lớp tôn giáo hoặc dân tộc. Công giáo La Mã là tôn giáo được giảng dạy nhiều nhất, song việc giảng dạy về Hồi giáo, Do Thái giáo, và Tin Lành cũng được pháp luật công nhận. Theo một nghiên cứu vào tháng 6 năm 2016 của Trung tâm Nghiên cứu Xã hội học Tây Ban Nha, có khoảng 68% người Tây Ban Nha tự xác định là tín đồ Công giáo La Mã, 2% tin theo các giáo phái khác, và khoảng 27% tự nhận là không tôn giáo. Hầu hết người Tây Ban Nha không thường xuyên tham dự các nghi thức tôn giáo. Nghiên cứu này cũng cho thấy rằng trong những người Tây Ban Nha tự xác định theo một tôn giáo, 59% hầu như không hoặc không bao giờ đến nhà thờ, 16% đi nhà thờ vài lần một năm, 9% đi vài lần mỗi tháng và 15% đi vào mọi Chủ nhật hoặc nhiều lần một tuần. Các cuộc thăm dò và khảo sát gần đây cho thấy rằng những người vô thần và bất khả tri chiếm từ 20% đến 27% dân số Tây Ban Nha. Tây Ban Nha cũng là quốc gia có số dân theo đạo Công giáo lớn thứ 4 châu Âu (sau Ý, Pháp và Ba Lan).

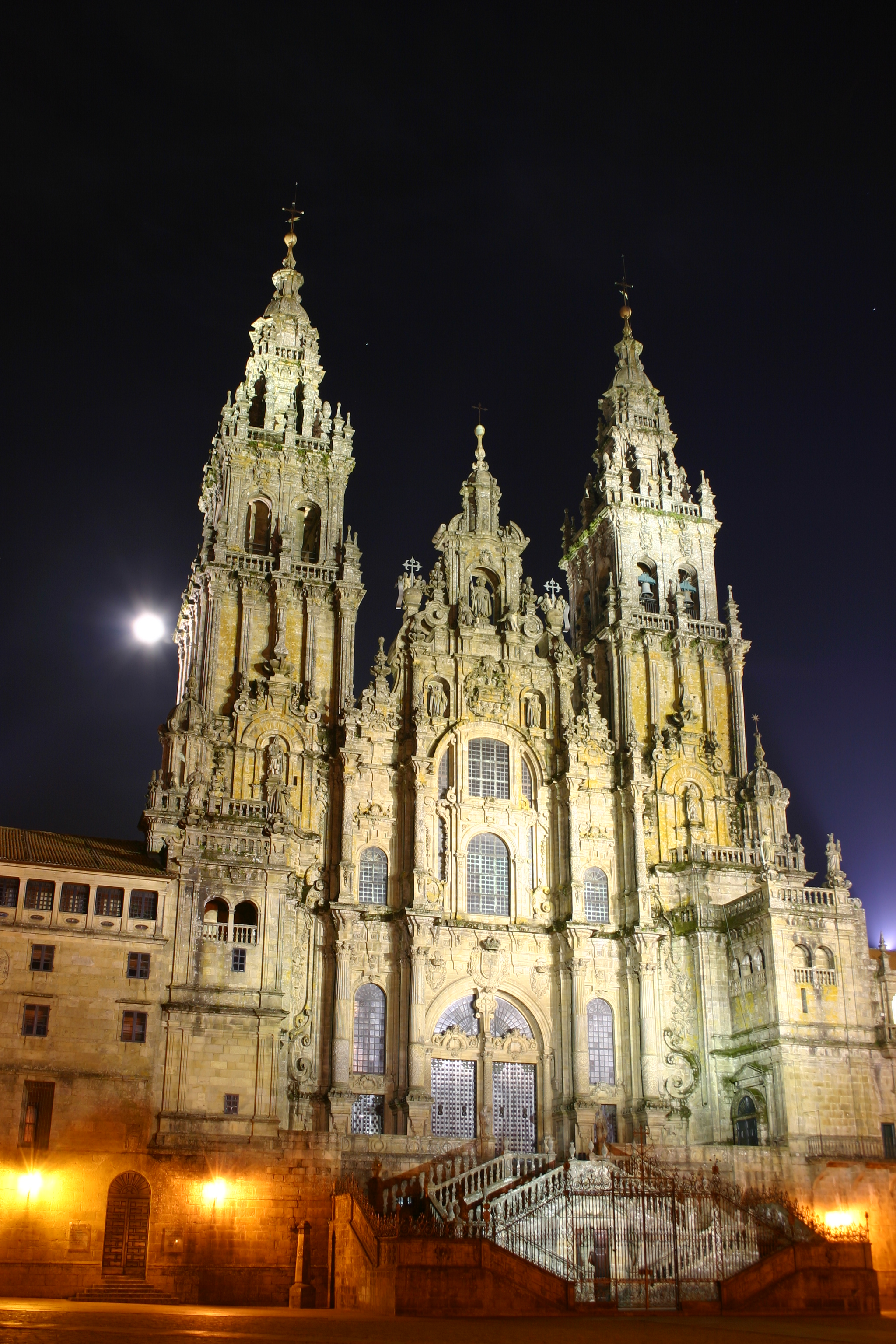
Nhà thờ chính tòa Santiago de Compostela, A Coruña.

Mặc dù xã hội Tây Ban Nha trở nên thế tục hơn đáng kể trong những thập niên gần đây, song dòng di dân Mỹ La tinh có xu hướng hành đạo mạnh mẽ, do đó giúp Giáo hội Công giáo khôi phục. Có bốn giáo hoàng là người Tây Ban Nha: Dámaso I, Calixto III, Alejandro VI và Benedicto XIII. Chủ nghĩa thần bí Tây Ban Nha là nguồn tri thức quan trọng để chống lại Tin Lành, do nữ tu cải cách Teresa thành Jesús dẫn đầu. Dòng Tên do Ignacio de Loyola và Francisco Javier thành lập. Trong thập niên 1960, các tu sĩ Dòng Tên là Pedro Arrupe và Ignacio Ellacuría nằm trong phong trào Thần học giải phóng.
Các giáo hội Tin Lành có khoảng 1,2 triệu thành viên. Có khoảng 105.000 tín đồ Nhân chứng Jehovah. Giáo hội các Thánh hữu Ngày sau của Chúa Giê Su Ky Tô có khoảng 46.000 tín đồ trong 133 giáo đoàn khắp các vùng trong nước và có một đền thờ tại quận Moratalaz của Madrid.
Một nghiên cứu của Liên hiệp các cộng đồng Hồi giáo Tây Ban Nha cho thấy có khoảng 1,7 triệu cư dân có nguồn gốc Hồi giáo sống tại Tây Ban Nha tính đến năm 2012, chiếm 3-4% tổng dân số Tây Ban Nha. Đại đa số là những di dân và hậu duệ của những người có nguồn gốc từ Maroc và các quốc gia châu Phi khác. Có trên 514.000 (30%) người trong số họ có quốc tịch Tây Ban Nha.
Các làn sóng di dân gần đây kéo theo gia tăng số lượng các tín đồ Ấn Độ giáo, Phật giáo, Sikh giáo và Hồi giáo. Sau Reconquista vào năm 1492, người Hồi giáo không còn sống tại Tây Ban Nha trong nhiều thế kỷ. Đến cuối thế kỷ XIX, Tây Ban Nha bành trướng tại miền tây bắc châu Phi, và trao quyền công dân đầy đủ cho một số cư dân tại Maroc thuộc Tây Ban Nha và Tây Sahara. Do Thái giáo thực tế không tồn tại ở Tây Ban Nha từ sau sự kiện trục xuất vào năm 1492 cho đến thế kỷ XIX, sau đó người Do Thái lại được phép nhập cảnh. Hiện nay có khoảng 62.000 tín đồ Do Thái giáo tại Tây Ban Nha, hầu hết đến trong thế kỷ qua. Khoảng 80.000 người Do Thái được cho là sống ở Tây Ban Nha trước năm 1492.

## Văn hoá
Về phương diện văn hoá, Tây Ban Nha là một quốc gia phương Tây, hầu như mọi khía cạnh của đời sống Tây Ban Nha đều mang di sản La Mã, do đó Tây Ban Nha là một trong các quốc gia Latinh lớn của châu Âu. Văn hoá Tây Ban Nha có dấu ấn là liên hệ lịch sử mạnh mẽ với Công giáo La Mã, tôn giáo này giữ vai trò chủ chốt trong việc hình thành quốc gia và sau đó là gây dựng bản sắc. Nghệ thuật, kiến trúc, ẩm thực Tây Ban Nha được định hình từ các làn sóng xâm lăng kế tiếp nhau, cùng với khí hậu và địa lý Địa Trung Hải. Thời kỳ thực dân kéo dài nhiều thế kỷ đã toàn cầu hoá ngôn ngữ và văn hoá Tây Ban Nha, Tây Ban Nha cũng tiếp nhận các yếu tố văn hoá và thương mại từ đế quốc đa dạng của mình.
Tính đến năm 2017, Tây Ban Nha có 46 di sản thế giới, nhiều thứ ba thế giới, sau Ý và Trung Quốc. Trong đó, có 40 di sản văn hoá, 4 di sản tự nhiên và hai di sản hỗn hợp Ngoài ra, Tây Ban Nha còn có 16 di sản văn hoá phi vật thể, xếp thứ nhất tại châu Âu.

### Văn học

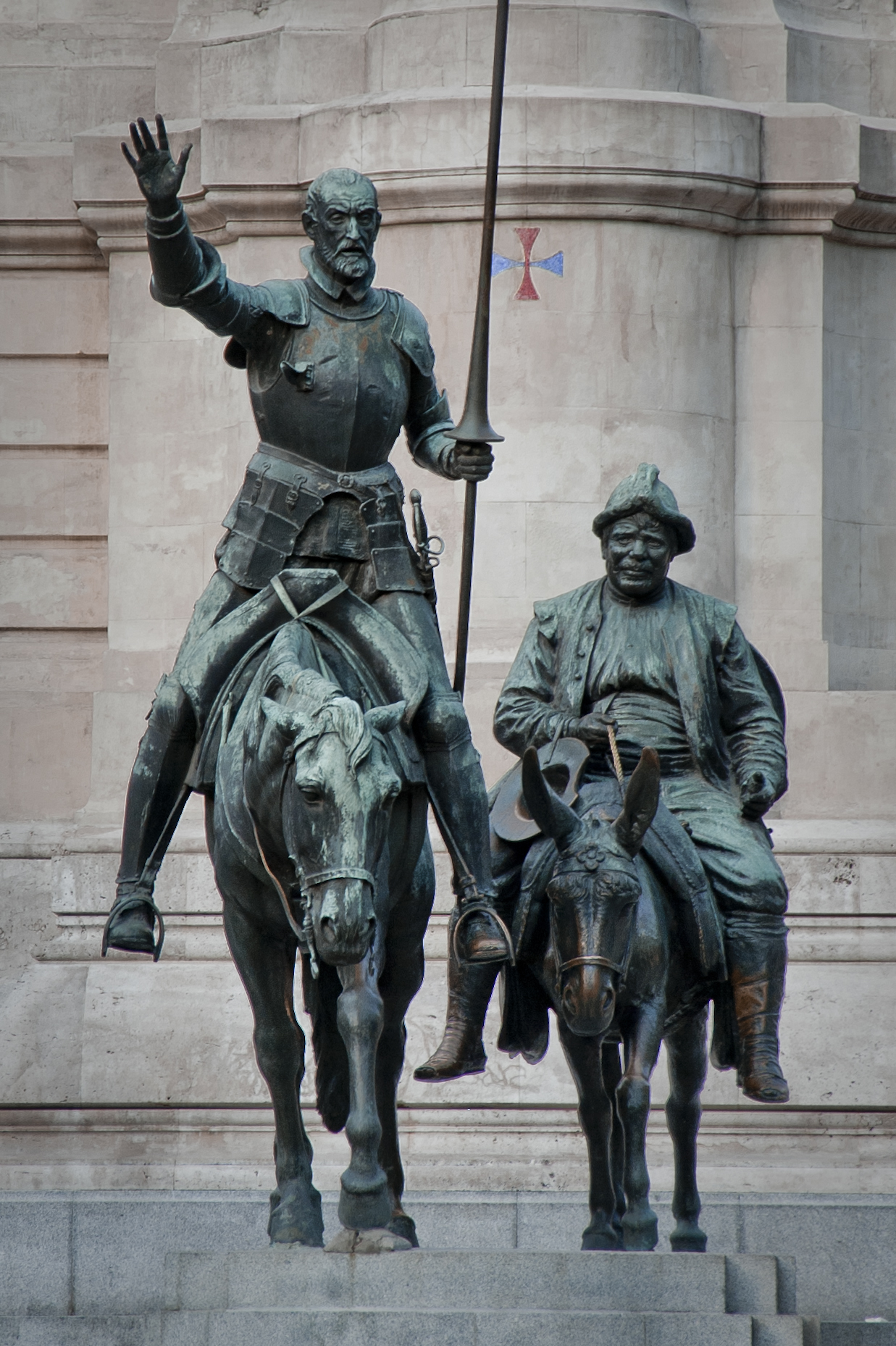
Tượng đồng Don Quixote và Sancho Panza tại Plaza de España, Madrid.

Trong Reconquista, sử thi Cantar de Mio Cid viết về một nhân vật thực, với các trận chiến, chinh phục và cuộc sống hàng ngày. Các tác phẩm khác từ thời kỳ Trung cổ là Mester de Juglaría, Mester de Clerecía, Coplas por la muerte de su padre hay El Libro de buen amor. Đến thời Phục hưng, các tác phẩm lớn là La Celestina và El Lazarillo de Tormes, trong khi văn học tôn giáo được hình thành với các nhà thơ như Luis de León, San Juan de la Cruz, Santa Teresa de Jesús.
Baroque là giai đoạn quan trọng nhất đối với văn hoá Tây Ban Nha, do đây cũng là thời kỳ Đế quốc Tây Ban Nha hưng thịnh. Tác phẩm nổi tiếng Don Quijote xứ La Mancha của Miguel de Cervantes được viết trong thời kỳ này. Các nhà văn khác vào thời baroque là Francisco de Quevedo, Lope de Vega, Calderón de la Barca hay Tirso de Molina. Trong Thời kỳ Khai sáng, nổi lên các tên tuổi như Leandro Fernández de Moratín, Benito Jerónimo Feijóo, Gaspar Melchor de Jovellanos hay Leandro Fernández de Moratín. Đến thời kỳ lãng mạn, José Zorrilla sáng tạo ra một trong những nhân vật điển hình nhất của văn học châu Âu là Don Juan Tenorio. Các nhà văn khác trong thời lãng mạn là Gustavo Adolfo Bécquer, José de Espronceda, Rosalía de Castro hay Mariano José de Larra. Đến thời kỳ hiện thực, nổi lên các tên tuổi như Benito Pérez Galdós, Emilia Pardo Bazán, Leopoldo Alas (Clarín), Concepción Arenal, Vicente Blasco Ibáñez và Menéndez Pelayo. Chủ nghĩa hiện thực miêu tả sinh hoạt và xã hội đương đại một cách thực tế. Trong tinh thần "chủ nghĩa hiện thực" nói chung, các tác giả hiện thực chọn miêu tả các hoạt động và trải nghiệm thường nhật và tầm thường, thay vì lãng mạn hoá hoặc cách điệu hoá.
Một nhóm nhà văn gọi là Thế hệ 1898 được đặt theo sự kiện Hoa Kỳ tiêu diệt hạm đội của Tây Ban Nha tại Cuba vào năm 1898, sự kiện gây ra một cuộc khủng hoảng văn hoá tại Tây Ban Nha. Thất bại vào năm 1898 dẫn đến hình thành các nhà văn tìm kiếm các giải pháp thực tiễn về chính trị, kinh tế và xã hội với các bài tiểu luận, chúng được gộp thành nhóm văn học Regeneracionismo. Đây là một nhóm nhà văn trẻ, trong số đó có Miguel de Unamuno, Pío Baroja và José Martínez Ruiz (Azorín), thất bại trước Hoa Kỳ và hậu quả văn hoá của nó dẫn đến thay đổi sâu sắc và cấp tiến hơn trong văn học, tác động đến cả hình thức và nội dung. Các nhà văn này cùng với Ramón del Valle-Inclán, Antonio Machado, Ramiro de Maeztu, và Ángel Ganivet, được gọi là Thế hệ '98.
Thế hệ 1914 hay Novecentismo là nhóm kế tiếp, lấy tên theo năm bùng phát Chiến tranh thế giới thứ nhất, và là năm phát hành tác phẩm lớn đầu tay của tiếng nói hàng đầu trong thế hệ là José Ortega y Gasset. Một số nhà văn khá trẻ đã tạo chỗ đứng cho mình trong văn hoá Tây Ban Nha. Các tiếng nói hàng đầu gồm có Juan Ramón Jiménez, các viện sĩ hàn lâm và nhà văn tiểu luận Ramón Menéndez Pidal, Gregorio Marañón, Manuel Azaña, Maria Zambrano, Eugeni d'Ors, Clara Campoamor và Ortega y Gasset, và các tiểu thuyết gia Gabriel Miró, Ramón Pérez de Ayala, và Ramón Gómez de la Serna. Dù vẫn được thúc đẩy từ các vấn đề quốc dân và tồn tại của thế hệ '98, song họ tiếp cận các chủ đề này với tầm nhìn xa hơn và khách quan hơn. Salvador de Madariaga cũng là một tri thức và nhà văn nổi bật, ông là một trong những người lập ra Đại học châu Âu (College of Europe) và là soạn giả của bản tuyên ngôn thành lập Quốc tế Tự do.
Thế hệ 1927 gồm các nhà văn như Pedro Salinas, Jorge Guillén, Federico García Lorca, Vicente Aleixandre, Dámaso Alonso. Họ đều là các học giả về di sản văn hoá dân tộc, lại là một chứng cứ về tác động của những lời kêu gọi regeneracionistas và thế hệ 1898 đối với giới tri thức Tây Ban Nha về việc chuyển sang hướng nội, ít nhất là một phần.
Hai nhà văn lớn vào nửa sau thế kỷ XX và từng đạt giải Nobel là Camilo José Cela và Miguel Delibes thuộc Thế hệ 36. Tây Ban Nha là một trong các quốc gia có số lượng lớn nhất công dân đạt giải Nobel văn học, họ cùng với những người đạt giải đến từ Mỹ Latinh khiến cho văn học tiếng Tây Ban Nha nằm vào hàng được giải nhiều nhất. Các nhà văn Tây Ban Nha là José Echegaray, Jacinto Benavente, Juan Ramón Jiménez, Vicente Aleixandre và Camilo José Cela. Nhà văn José Saramago cũng được trao giải Nobel, ông sống nhiều năm tại Tây Ban Nha và cũng nổi tiếng với các tư tưởng Iberia. Thế hệ 50 có danh xưng là những đứa con của nội chiến, với các nhà văn Rosa Chacel, Gloria Fuertes, Jaime Gil de Biedma, Juan Goytisolo, Carmen Martín Gaite, Ana María Matute, Juan Marsé, Blas de Otero, Gabriel Celaya, Antonio Gamoneda, Rafael Sánchez Ferlosio hay Ignacio Aldecoa.

### Hội họa

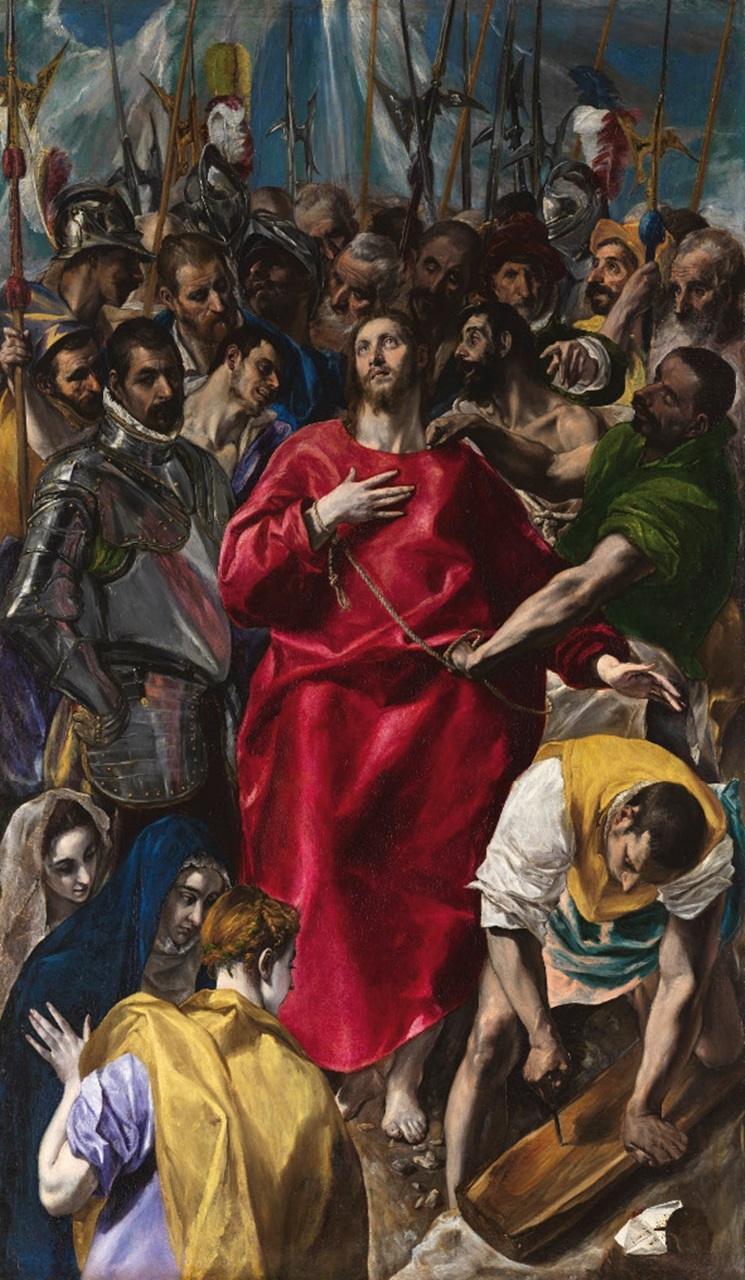
Tranh El Expolio của El Greco, vẽ từ năm 1577–1579

Hội họa Tây Ban Nha là một thành phần không thể thiếu của hội họa châu Âu và có tầm ảnh hưởng rất lớn. Do sự đa dạng về lịch sử, địa lý, văn hóa, hội họa Tây Ban Nha cũng chịu ảnh hưởng của rất nhiều những nền hội họa khác nhau như Pháp, Ý. Đất nước này là quê hương của rất nhiều họa sĩ nổi tiếng toàn thế giới trong hai trường phái Baroque và hiện đại.
Trong trường phái hội họa baroque, Tây Ban Nha có hai họa sĩ rất nổi tiếng là Diego Velázquez (1599-1660) và Francisco Goya (1746-1828). Diego Velázquez là họa sĩ hàng đầu dưới triều vua Felipe IV. Ông là một họa sĩ theo chủ nghĩa cá nhân, ngoài những tác phẩm vẽ những bối cảnh lịch sử và văn hóa, ông còn vẽ về các gia đình hoàng tộc của Tây Ban Nha và những người bình dân. Còn Francisco Goya là một họa sĩ chuyên vẽ những tranh chân dung về các vị vua của Tây Ban Nha và gia đình hoàng tộc của các vua Carlos IV và vua Fernando VII. Ông còn vẽ tranh về các dịp lễ hội, phác thảo tranh châm biếm, những cảnh chiến tranh và các trận đánh. Ông cũng từng tham gia cách mạng Tây Ban Nha.
Trong thế kỷ XX, một trong những họa sĩ nổi tiếng nhất toàn thế giới của Tây Ban Nha là danh họa Pablo Picasso (1881-1973). Cùng với Georges Braque, ông được coi là người đồng sáng lập của trường phái hội họa lập thể. Cũng không thể không nhắc tới Salvador Dalí (1904-1989), một họa sĩ lớn khác của Tây Ban Nha theo chủ nghĩa siêu thực. Ông còn là một nhà điêu khắc, nhiếp ảnh và sản xuất phim và từng đoạt giải Oscar với bộ phim hoạt hình Destiny. Năm 1982, ông được vua Tây Ban Nha Juan Carlos phong chức hầu tước và được trao tặng huân chương Isabella.

### Kiến trúc

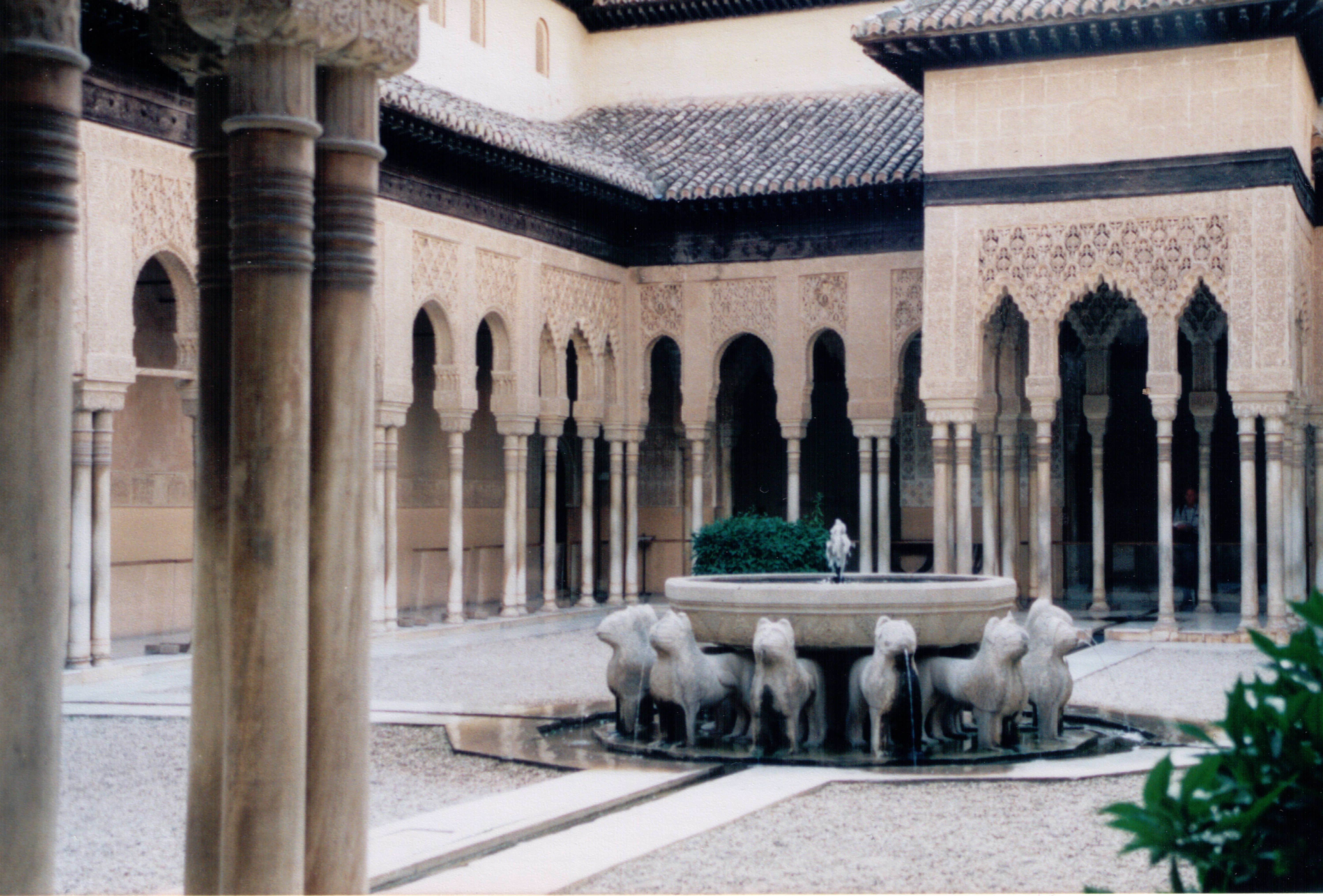
Sân Sư tử trong cung điện Alhambra

Kiến trúc Tây Ban Nha, cũng như các mặt khác của nền văn hóa này cũng trải qua nhiều giai đoạn và chịu ảnh hưởng của nhiều phong cách kiến trúc khác nhau, đồng thời cũng có ảnh hưởng lớn đến kiến trúc của một số quốc gia khác. Dưới Đế chế Hồi giáo, mà cụ thể là vương triều Umayyad, thành phố Cordoba được thành lập và trở thành một thủ đô văn hóa của người Hồi giáo. Phong cách kiến trúc Hồi giáo được du nhập vào Tây Ban Nha và để lại rất nhiều công trình kiến trúc nổi tiếng, tiêu biểu là cung điện Alhambra. Đồng thời, những vương quốc Công giáo ở Tây Ban Nha cũng hình thành phong cách nghệ thuật của riêng họ, ban đầu khá cách biệt với những phong cách kiến trúc châu Âu nhưng về sau đã hòa nhập vào các dòng kiến trúc La Mã và Gothic và đạt đến đỉnh cao nghệ thuật. Phong cách kiến trúc Mudéjar từ thế kỷ XII đến thế kỷ XVII là kết quả của sự hòa trộn giữa các ảnh hưởng văn hóa của châu Âu và Ả Rập.
Vào đầu thế kỷ XX, phong cách kiến trúc tân thời đã được hình thành bởi một số kiến trúc sư tài danh như Antoni Gaudí. Những phong cách kiến trúc hiện đại của quốc tế ngày càng phát triển. Tây Ban Nha đã có một cuộc cách mạng trong lĩnh vực kiến trúc, được xây dựng nên bởi hàng loạt những kiến trúc sư nổi tiếng như Rafael Moneo, Santiago Calatrava, Ricardo Bofill và rất nhiều người khác đã làm nên những công trình kiến trúc của thế giới hiện đại ngày nay.

### Điện ảnh
Điện ảnh Tây Ban Nha đạt được một số thành công quốc tế, như một số giải Oscar cho các bộ phim gần đây như El laberinto del fauno (Mê cung của Pan) và Volver. Trong lịch sử lâu dài của điện ảnh Tây Ban Nha, nhà làm phim vĩ đại Luis Buñuel là người đầu tiên được thế giới công nhận, tiếp đến là Pedro Almodóvar trong thập niên 1980 với phong trào phản văn hoá La Movida Madrileña. Mario Camus và Pilar Miró làm việc cùng nhau trong Curro Jiménez.
Điện ảnh Tây Ban Nha cũng đạt được thành công quốc tế trong những năm qua với các phim của các đạo diễn như Segundo de Chomón, Florián Rey, Luis García Berlanga, Carlos Saura, Julio Medem, Isabel Coixet, Alejandro Amenábar, Icíar Bollaín và anh em David Trueba và Fernando Trueba. Các diễn viên Sara Montiel, Penélope Cruz hay Antonio Banderas nằm trong số những người trở thành ngôi sao Hollywood.

### Âm nhạc và vũ đạo

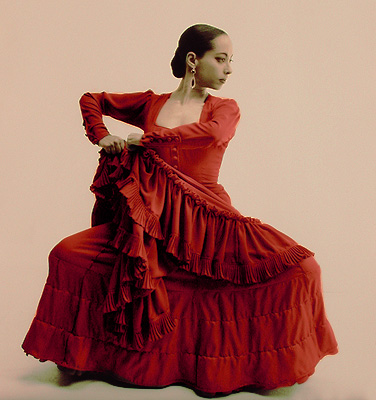
Flamenco là một hình thức nghệ thuật Andalucía tiến hoá từ Seguidilla

Âm nhạc Tây Ban Nha thường được bên ngoài nhìn nhận là đồng nghĩa với flamenco, đây là một thể loại âm nhạc Tây Andalucía và không phổ biến ở bên ngoài vùng này. Các phong cách âm nhạc dân gian vùng miền khác phong phú tại Aragón, Cataluña, Valencia, Castile, Xứ Basque, Galicia, Cantabria và Asturias. Pop, rock, hip hop và heavy metal cũng phổ biến.
Trong lĩnh vực âm nhạc cổ điển, Tây Ban Nha sản sinh một số nhà soạn nhạc được chú ý như Isaac Albéniz, Manuel de Falla và Enrique Granados cùng các ca sĩ và nghệ sĩ trình diễn như Plácido Domingo, José Carreras, Montserrat Caballé, Alicia de Larrocha, Alfredo Kraus, Pablo Casals, Ricardo Viñes, José Iturbi, Pablo de Sarasate, Jordi Savall và Teresa Berganza. Tại Tây Ban Nha, có trên bốn mươi dàn nhạc chuyên nghiệp, trong đó có Dàn nhạc giao hưởng Barcelona, Dàn nhạc Quốc gia Tây Ban Nha và Dàn nhạc giao hưởng Madrid. Các nhà hát opera lớn gồm có Teatro Real, Gran Teatre del Liceu, Teatro Arriaga và El Palau de les Arts Reina Sofía.
Hàng nghìn người hâm mộ âm nhạc đến Tây Ban Nha mỗi năm để tham dự nhạc hội mùa hè Sónar được công nhận quốc tế, thường có các nghệ sĩ pop và techno hàng đầu hoặc có triển vọng, còn Benicàssim có xu hướng giới thiệu các nghệ sĩ alternative rock và dance. Hai lễ hội âm nhạc thể hiện Tây Ban Nha hiện diện trong âm nhạc quốc tế và phản ánh thị hiếu của thanh niên Tây Ban Nha.
Nhạc cụ truyền thống phổ biến nhất thế giới là guitar có nguồn gốc tại Tây Ban Nha. Điển hình của miền bắc là kèn túi truyền thống gọi là gaiteros, chủ yếu là tại Asturias và Galicia.

### Ẩm thực

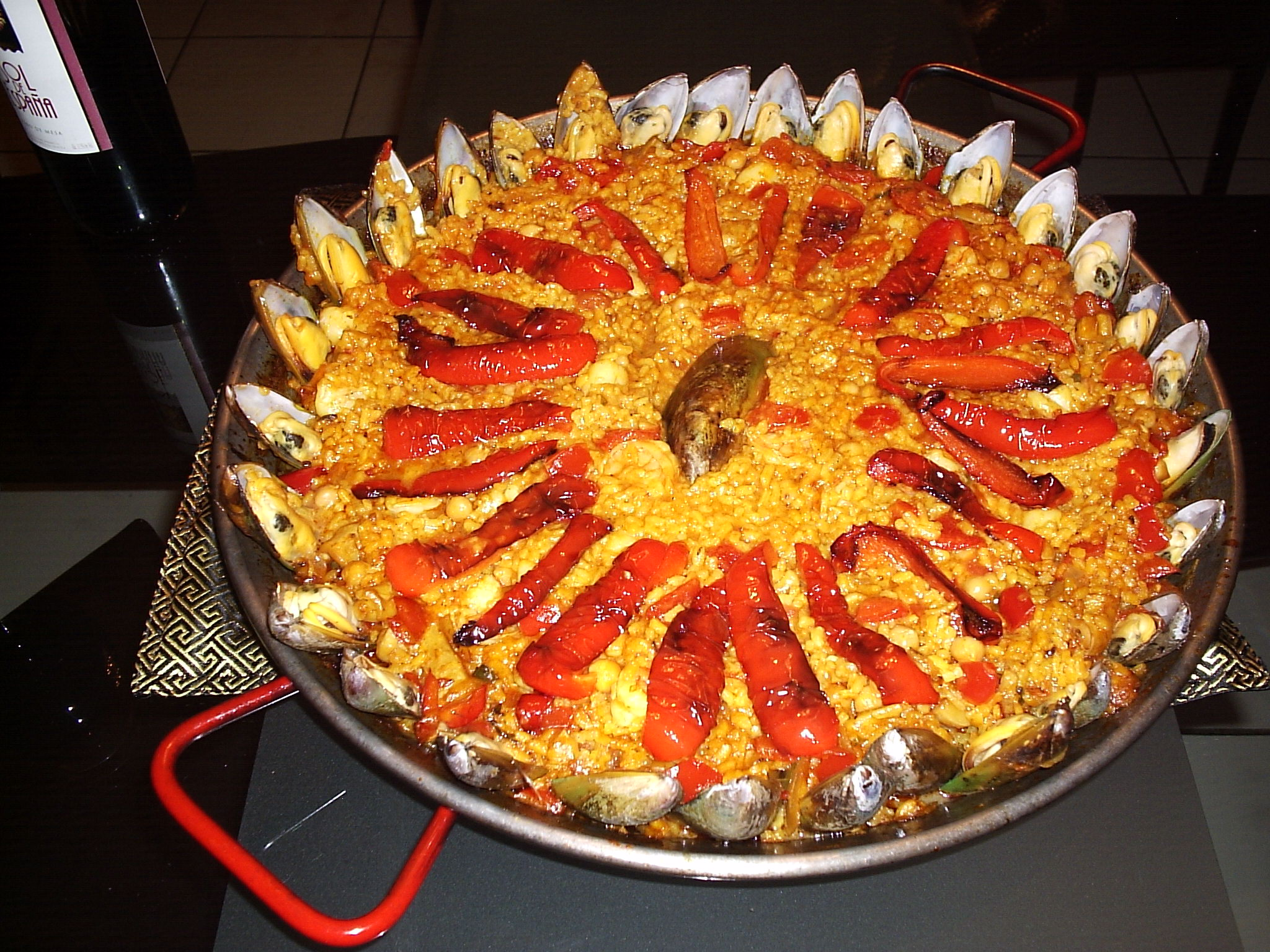
Paella là một món ăn truyền thống của Valencia

Ẩm thực Tây Ban Nha rất đa dạng về các món ăn, bắt nguồn từ khác biệt về địa lý, văn hoá và khí hậu. Nó chịu ảnh hưởng mạnh của hải sản dồi dào tại vùng biển xung quanh Tây Ban Nha, và phản ánh cội nguồn Địa Trung Hải sâu sắc tại đây. Lịch sử quy mô của Tây Ban Nha cùng nhiều ảnh hưởng văn hoá có kết quả là một nền ẩm thực độc đáo. Đặc biệt, có thể dễ dàng xác định ba khu vực: Tây Ban Nha Địa Trung Hải gồm các khu vực ven biển từ Cataluña đến Andalucía, đặc điểm là dùng nhiều hải sản như pescaíto frito (cá chiên); một vài loại súp lạnh như gazpacho; và nhiều món ăn từ gạo như paella từ Valencia và arròs negre (cơm đen) từ Cataluña. Tây Ban Nha nội địa – Castilla, đặc trưng là các món súp nóng và đặc như "súp Castilla" làm từ bánh mì và tỏi, cùng các món hầm như cocido madrileño. Thực phẩm được bảo quản theo cách truyền thống là ướp muối như Jamón Ibérico, hoặc ngâm trong dầu ô liu như pho mát Manchego. Tây Ban Nha Đại Tây Dương là vùng bờ biển miền bắc, gồm Asturias, Basque, Cantabria và Galicia, có đặc trưng là các món hầm từ rau và cá như caldo gallego và marmitako, cũng như món giăm bông lacón. Các món nổi tiếng nhất của ẩm thực các vùng miền bắc thường dựa vào hải sản, như các món theo phong cách Basque là cá tuyết, cá ngừ hoặc cá trổng và tại Galicia là món polbo á feira từ mực và các món tôm cua.

### Thể thao

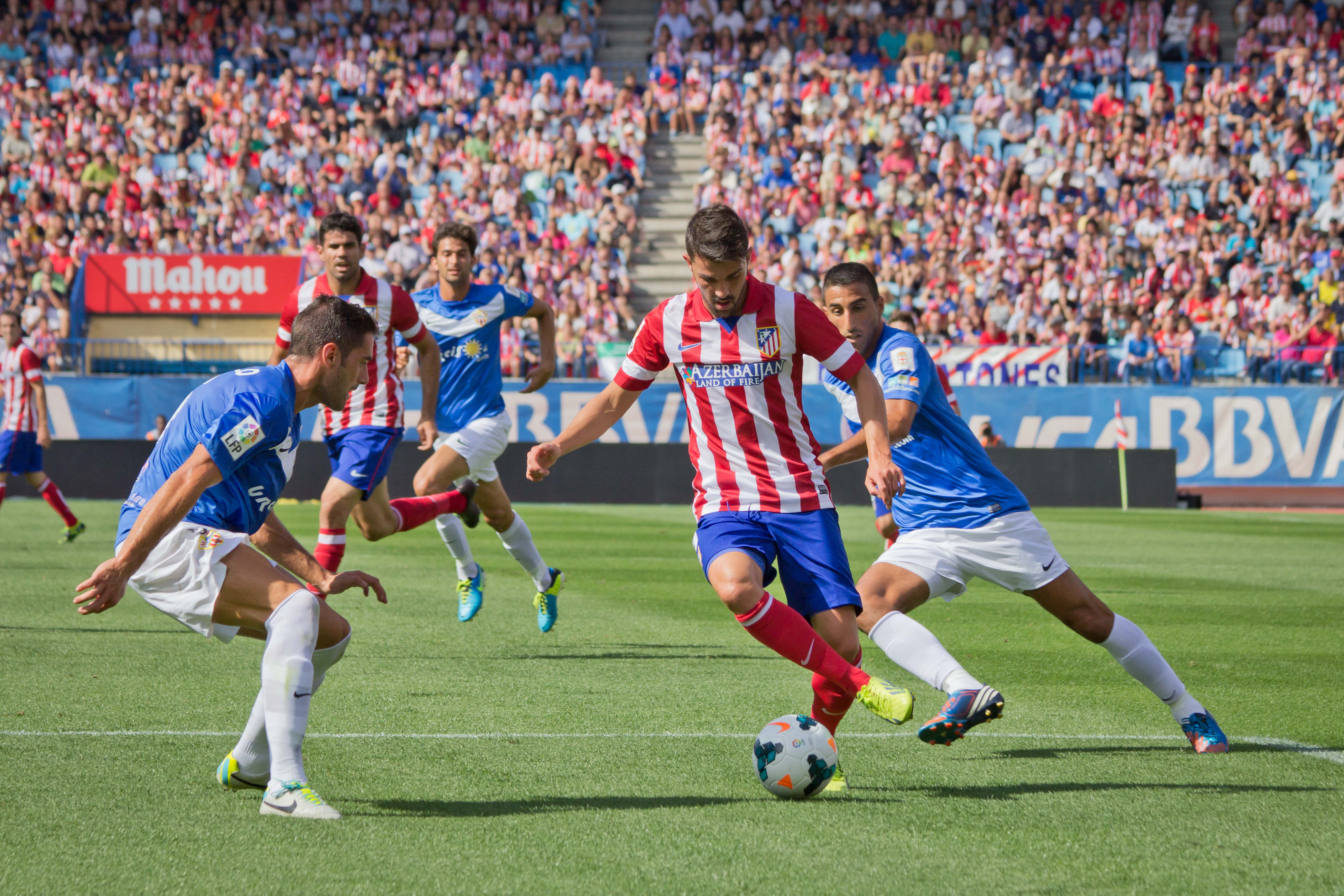
Bóng đá là môn thể thao phổ biến nhất tại Tây Ban Nha

Nhiều kiểu bóng đá được chơi tại Tây Ban Nha từ thời La Mã, bóng đá kiểu Anh chi phối thể thao Tây Ban Nha kể từ đầu thế kỷ XX. Real Madrid CF và FC Barcelona nằm trong số các câu lạc bộ bóng đá thành công nhất trên thế giới. Đội tuyển bóng đá quốc gia Tây Ban Nha giành chức vô địch châu Âu vào năm 1964, 2008, 2012 và 2024 và vô địch thế giới năm 2010, và là đội tuyển đầu tiên ba lần liên tiếp vô địch các giải quốc tế lớn.
Bóng rổ, quần vợt, đua xe đạp, bóng ném, bóng đá trong nhà, đua mô tô, và về sau là Công thức một cũng quan trọng do có các quán quân người Tây Ban Nha trong tất cả các môn này. Ngày nay, Tây Ban Nha là một cường quốc thể thao thế giới, đặc biệt là sau Thế vận hội Mùa hè 1992 được tổ chức tại Barcelona, sự kiện này khuyến khích mọi người quan tâm nhiều đến thể thao trong nước. Ngành du lịch cũng kéo theo cải tiến trong cơ sở hạ tầng thể thao, đặc biệt là đối với các môn thể thao dưới nước, golf và trượt tuyết. Rafael Nadal là vận động viên quần vợt hàng đầu của Tây Ban Nha và giành được rất nhiều danh hiệu Grand Slam. Tại phía bắc Tây Ban Nha, trò chơi pelota rất được ưa thích, Alberto Contador là vận động viên đua xe đạp hàng đầu Tây Ban Nha và thắng nhiều danh hiệu Grand Tour trong đó có Tour de France.

### Lễ hội
Các ngày lễ công cộng được cử hành tại Tây Ban Nha gồm cả các dịp kỷ niệm tôn giáo (Công giáo La Mã), quốc gia và khu vực. Mỗi khu tự quản được phép tuyên bố tối đa 14 ngày lễ công cộng mỗi năm; chín trong số đó do chính phủ trung ương lựa chọn và ít nhất hai ngày do địa phương lựa chọn. Ngày Quốc khánh Tây Ban Nha (Fiesta Nacional de España) là 12 tháng 10, kỷ niệm sự kiện khám phá châu Mỹ và tưởng nhớ lễ thánh Đức Mẹ Cột Trụ, là nữ thánh bảo trợ của Aragón và khắp Tây Ban Nha.
Tây Ban Nha có nhiều lễ hội, một số nổi tiếng thế giới, và mỗi năm có hàng triệu người từ khắp nơi đến Tây Ban Nha để trải nghiệm một trong các lễ hội này. Một trong các lễ hội nổi tiếng nhất là San Fermín tại Pamplona. Sự kiện nổi tiếng nhất trong lễ hội là encierro hay chạy đua bò tót, diễn ra từ ngày 7 đến 14 tháng 7, ngoài ra trong tuần này lễ hội còn có nhiều sự kiện truyền thống và dân gian khác. Mỗi năm có trên một triệu người tham gia lễ hội này. Các lễ hội khác gồm có các carnival tại quần đảo Canaria, Falles tại Valencia hay Tuần Thánh tại Andalucía và Castilla và León